# Biserica de lemn din Holdea

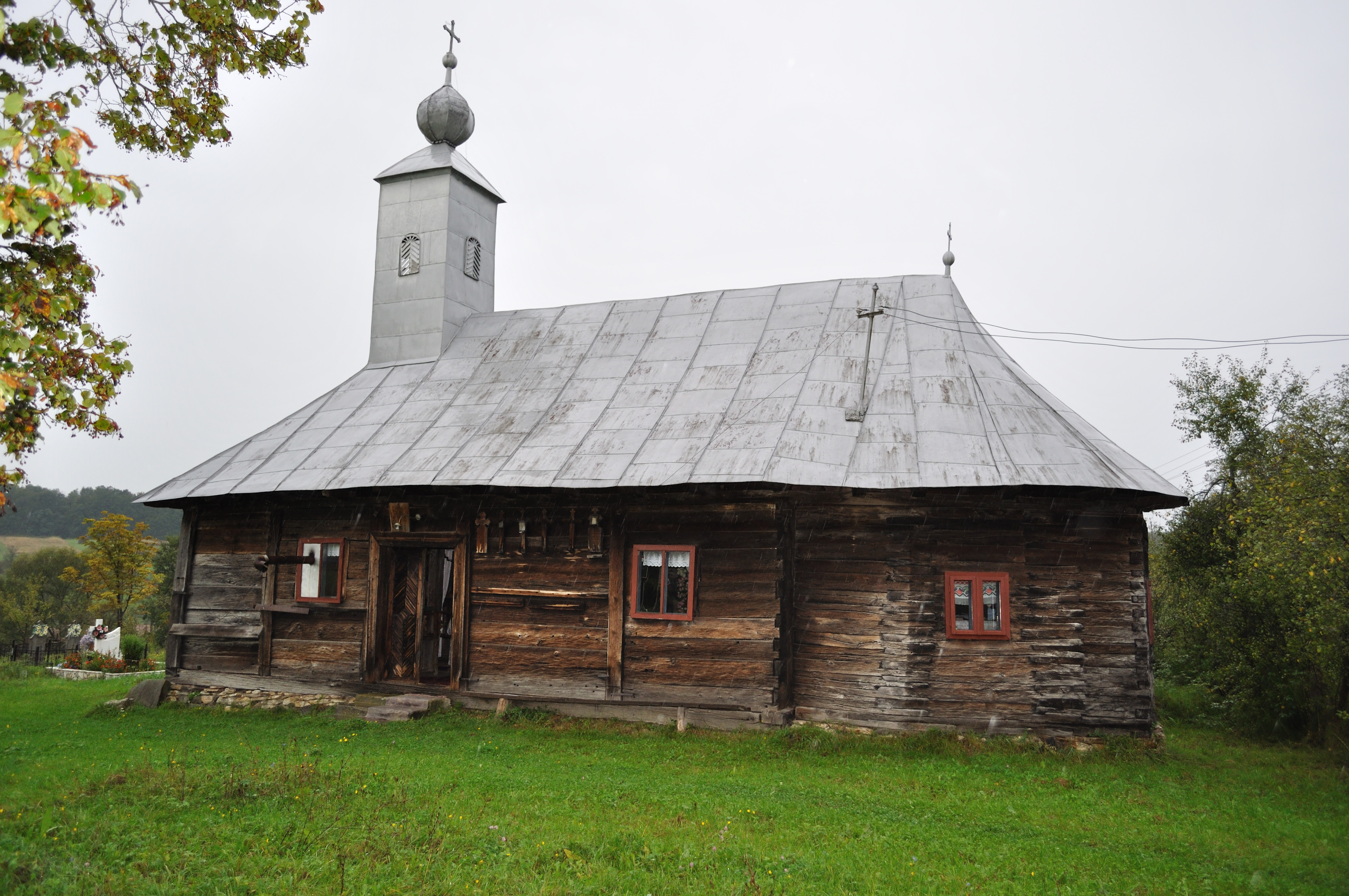
Biserica de lemn „Cuvioasa Paraschiva” din Holdea, județul Hunedoara, foto: septembrie 2010.

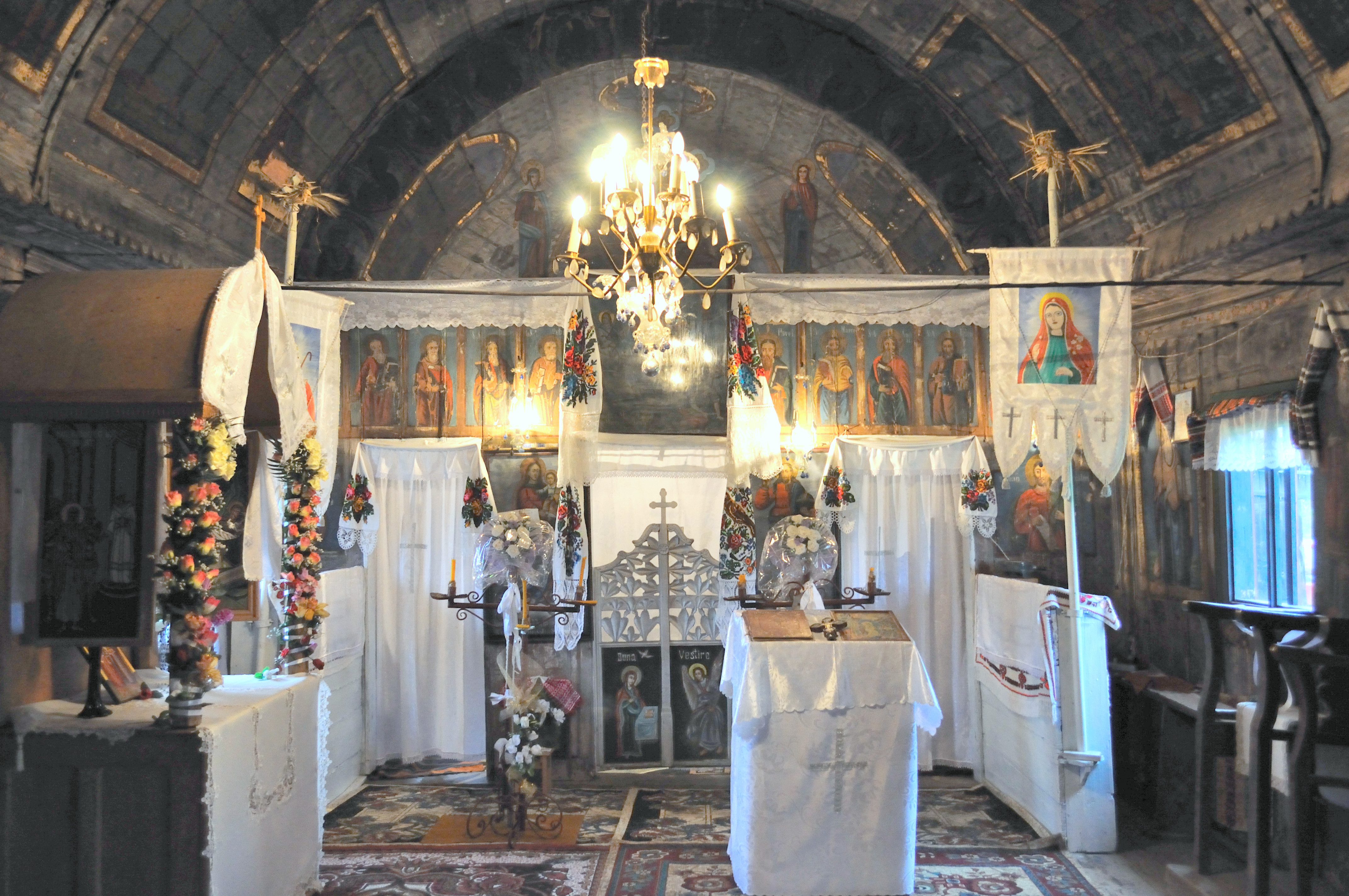
Interiorul navei spre iconostas

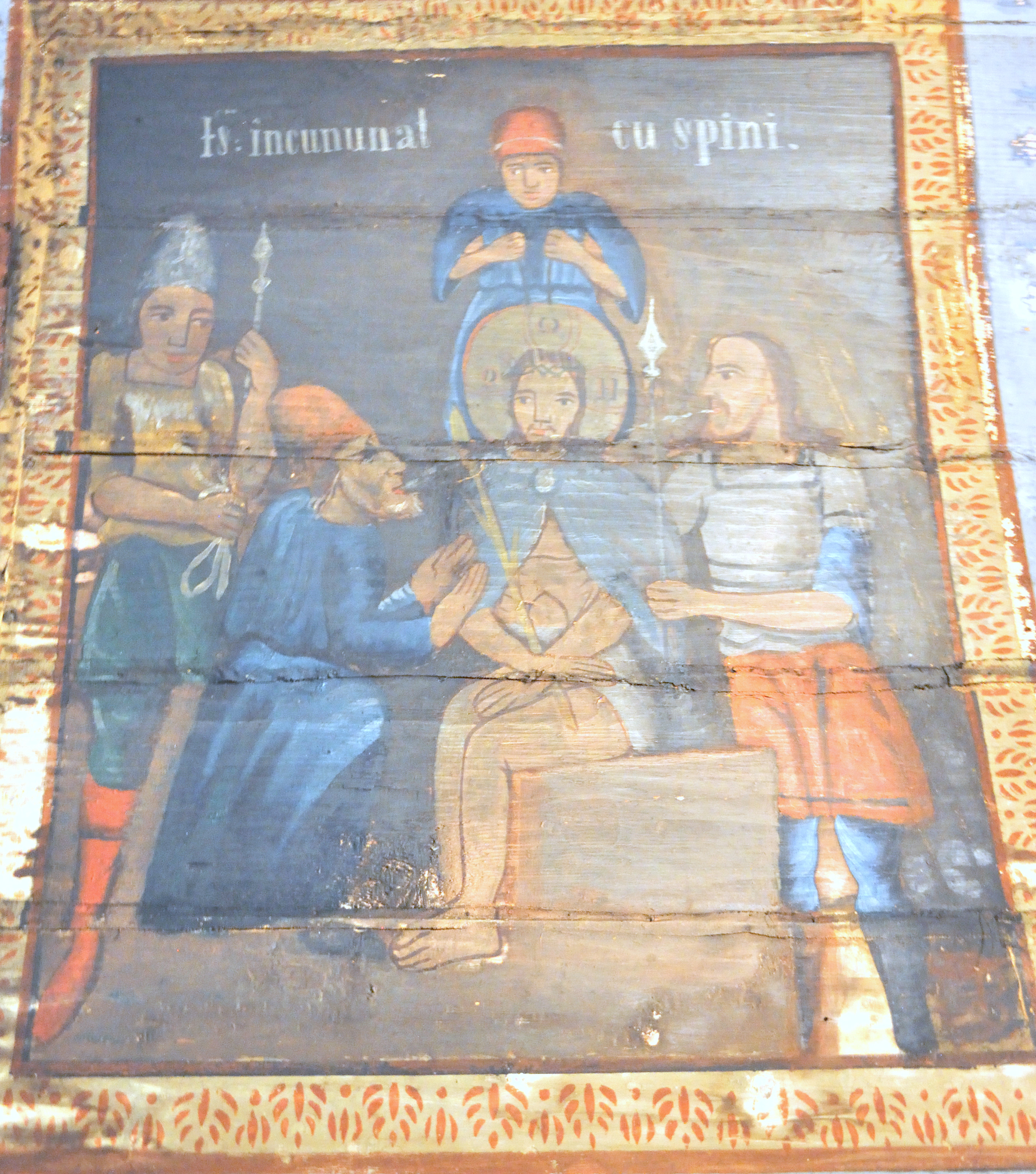
Când l-au încununat pe Iisus cu spini

Biserica de lemn din Holdea, comuna Lăpugiu de Jos, județul Hunedoara a fost construită în anul 1818. Are hramul „Cuvioasa Paraschiva”.

## Istoric și trăsături
Documentar satul Holdea este atestat de la începutul secolului al XVIII-lea de către statistica stăpânirii austriece întocmită la ordinul generalului Bucow și în documentele din anul 1733. În anul 1720 parohia Holdea cuprindea un număr de 18 familii de credincioși ortodocși și un preot. Biserica veche a fost construită din lemn și a fost vândută în 1913 credincioșilor din satul Baștea. În 1911, sub păstorirea preotului Stoica Partenie, credincioșii din Holdea au cumpărat actuala biserică, tot din lemn, din satul vecin Coșteiul de Sus, județul Timiș. Biserica este construită din bârne groase de stejar, căptușită pe dinăuntru cu scândură de brad, pictată în sistem frescă în pronaos, naos, Sfântul altar și iconostas.
În anul 1932 s-a înlocuit acoperișul din șindrilă cu tablă zincată. Din arhiva parohiei Coșteiu de Sus reiese că biserica a fost construită în anul 1818 și pictată în anul 1868.
Preoți slujitori cunoscuți: pr. Stoica, pr. Ganța Simion, Coposescu Doinel, pr. Ștaier Aron-Dorinel.

## Imagini din interior

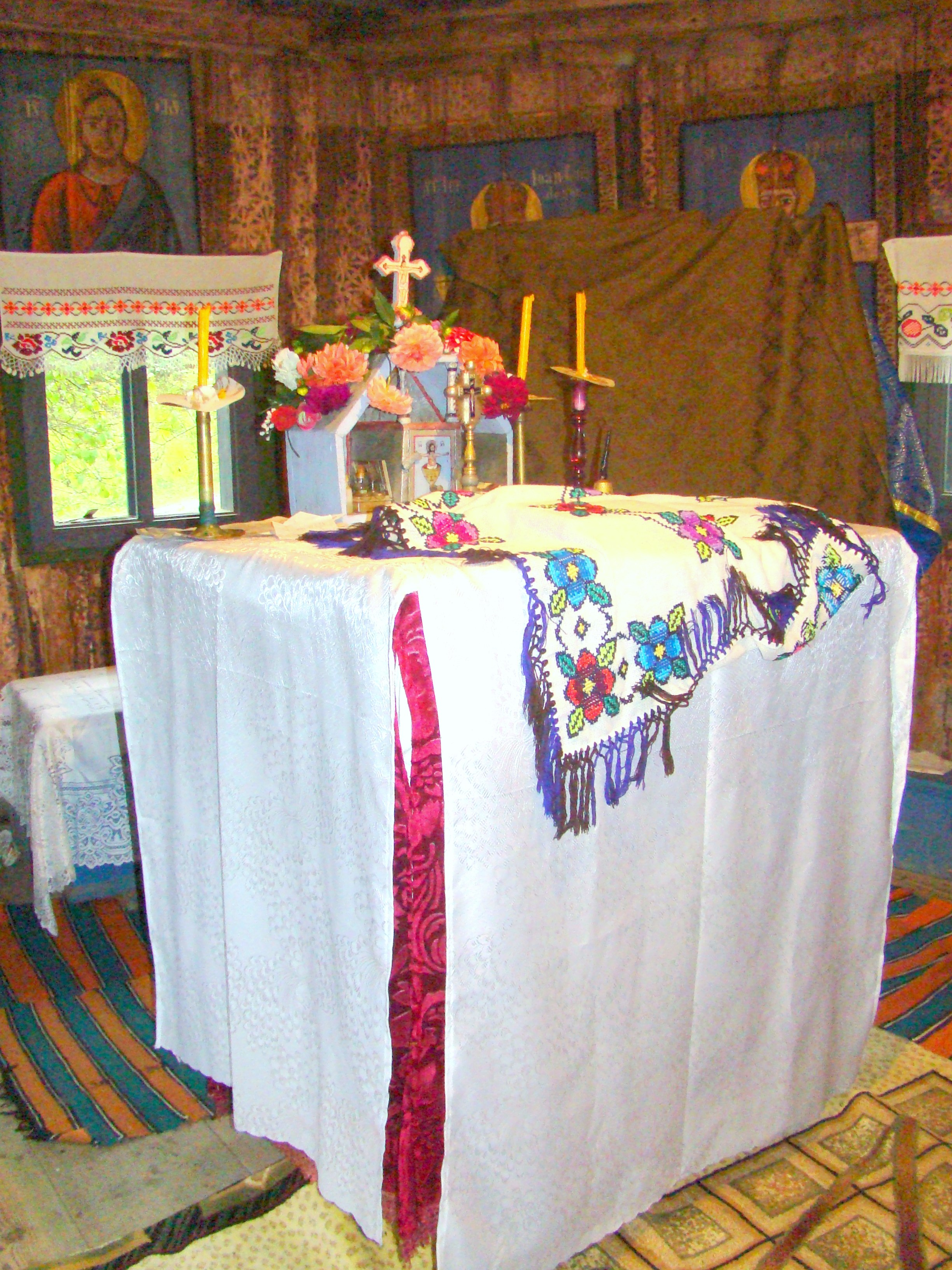
Masa altarului
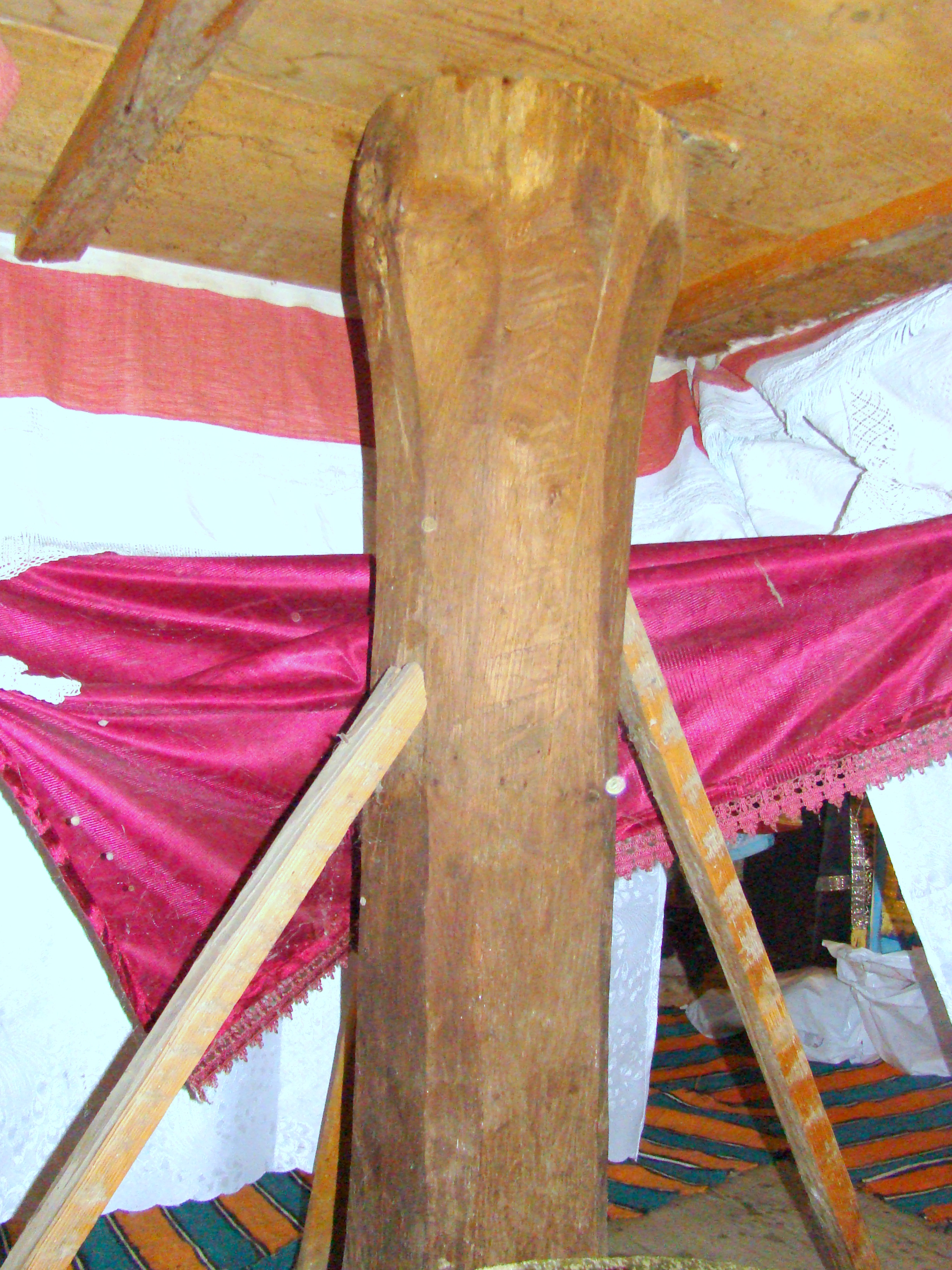
Piciorul sfintei mese
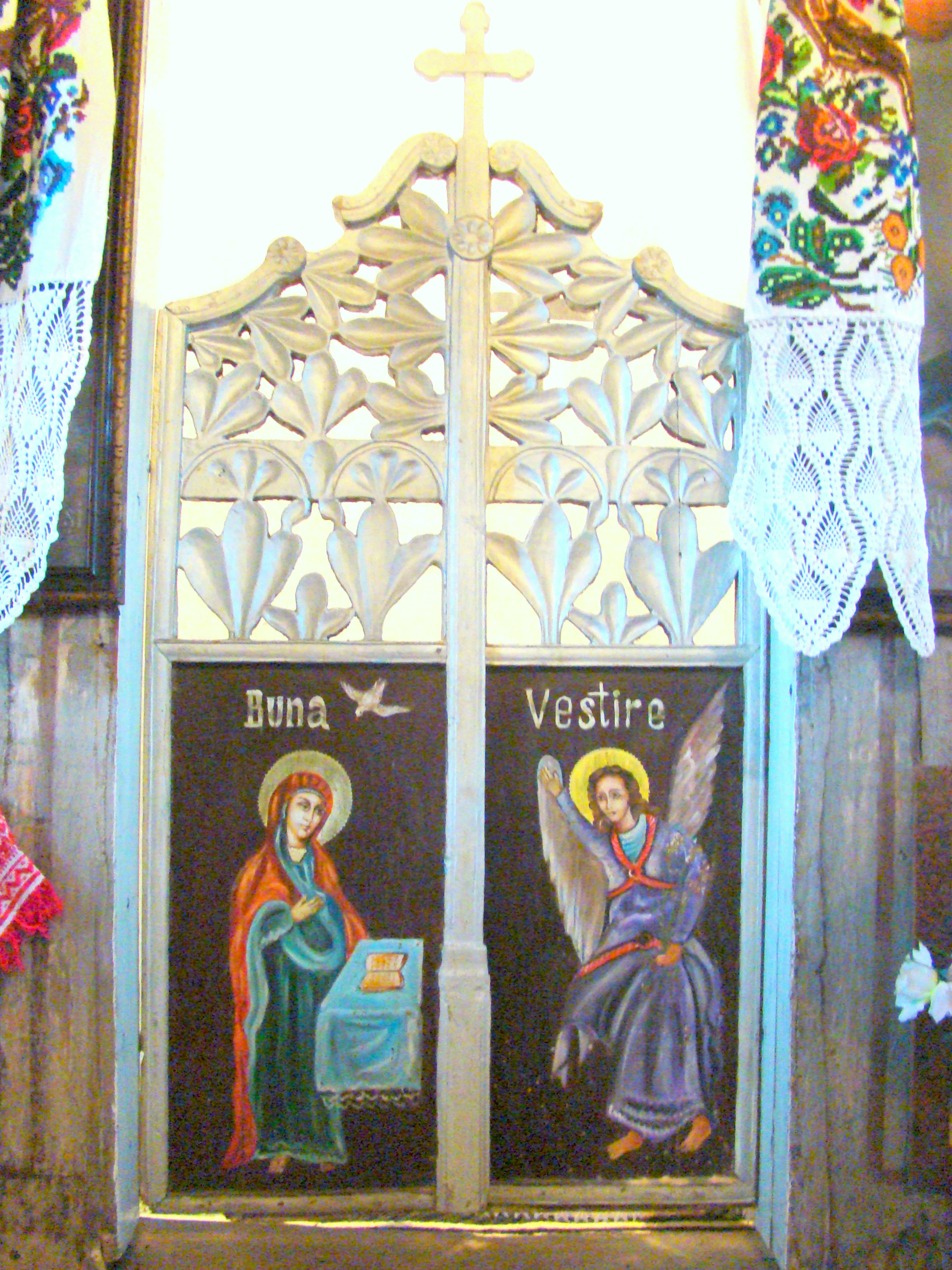
Ușile împărătești
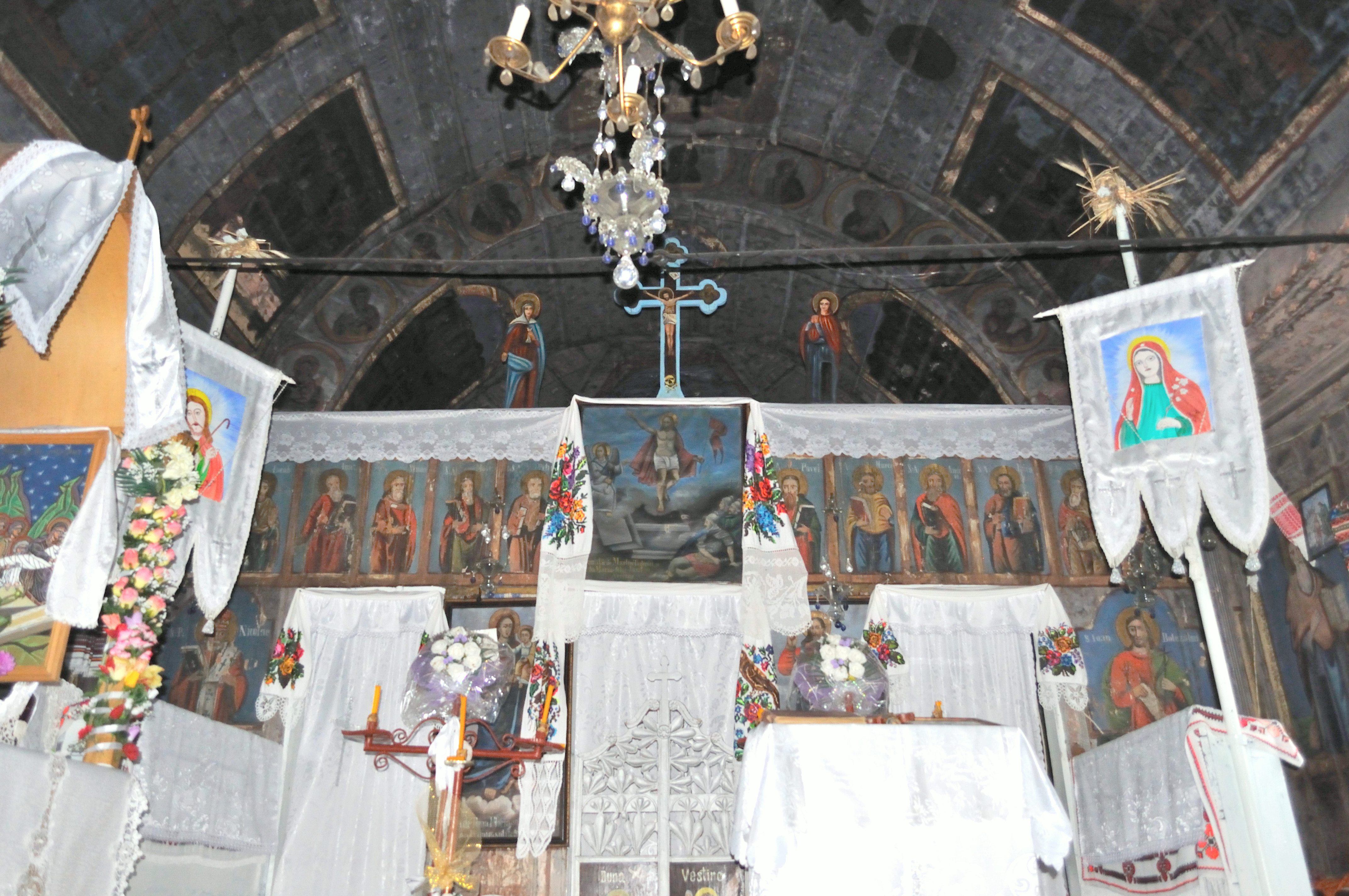
Catapeteasma
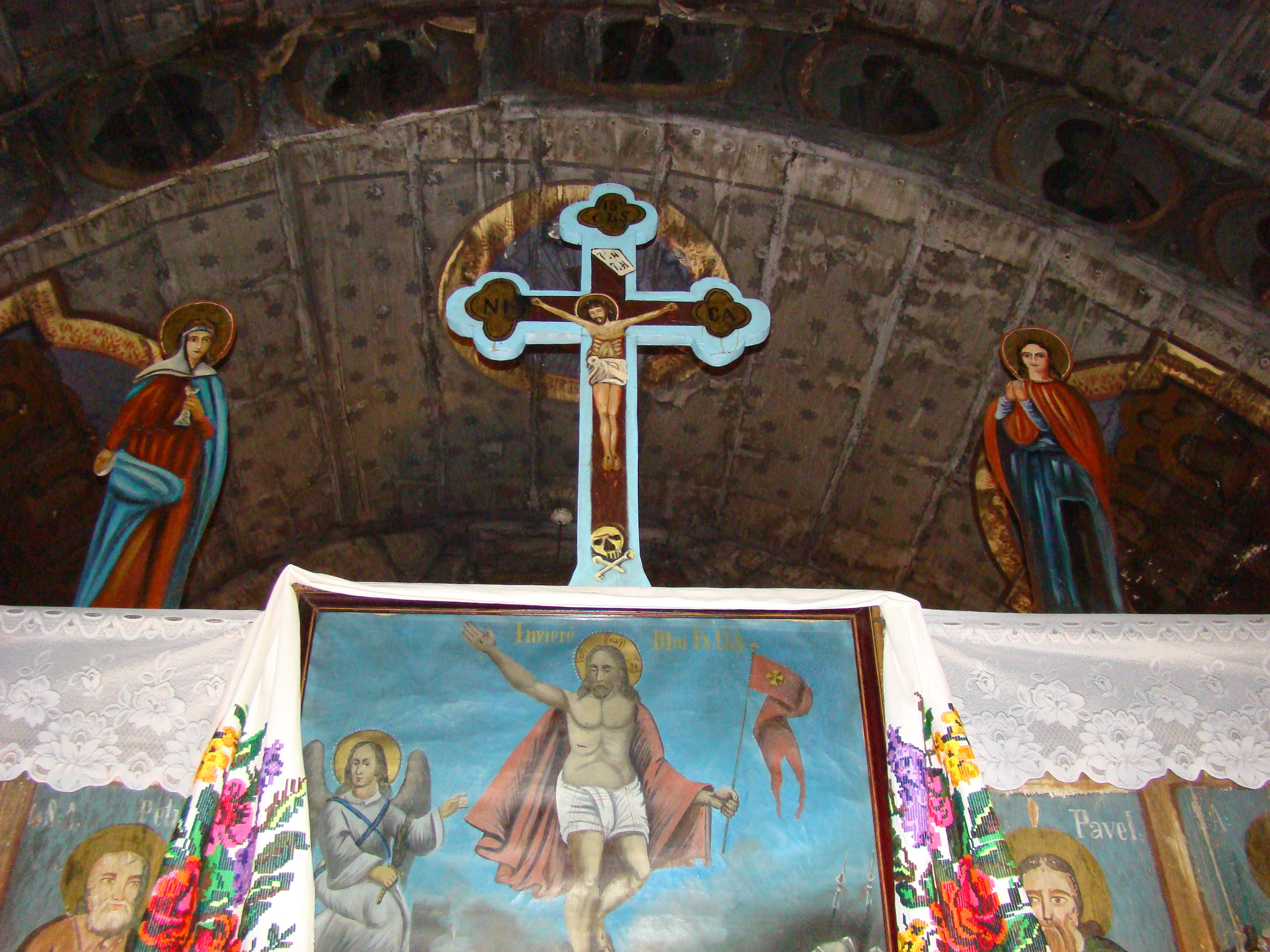
Partea de sus a catapetesmei
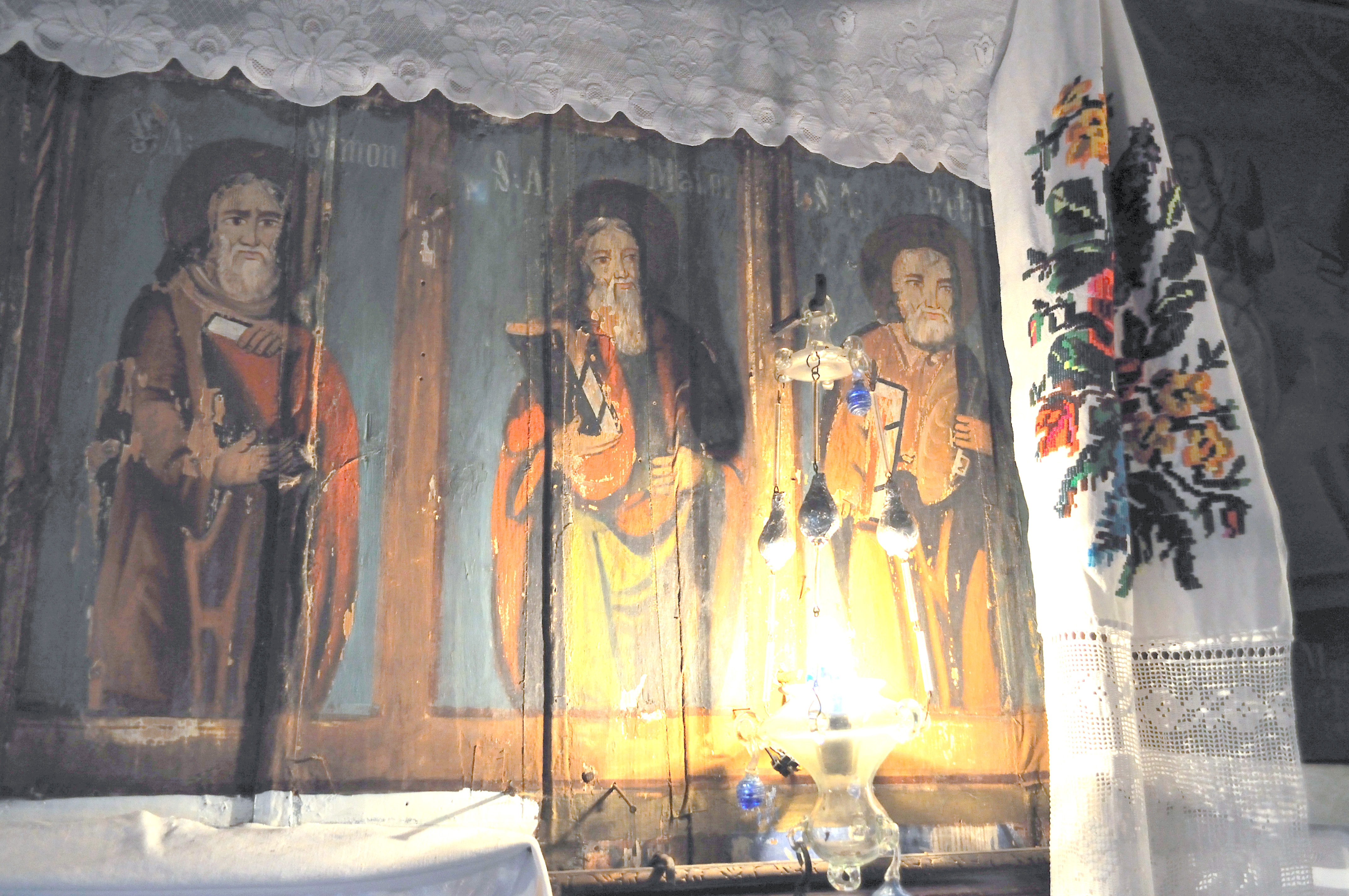
Catapeteasma (detaliu)
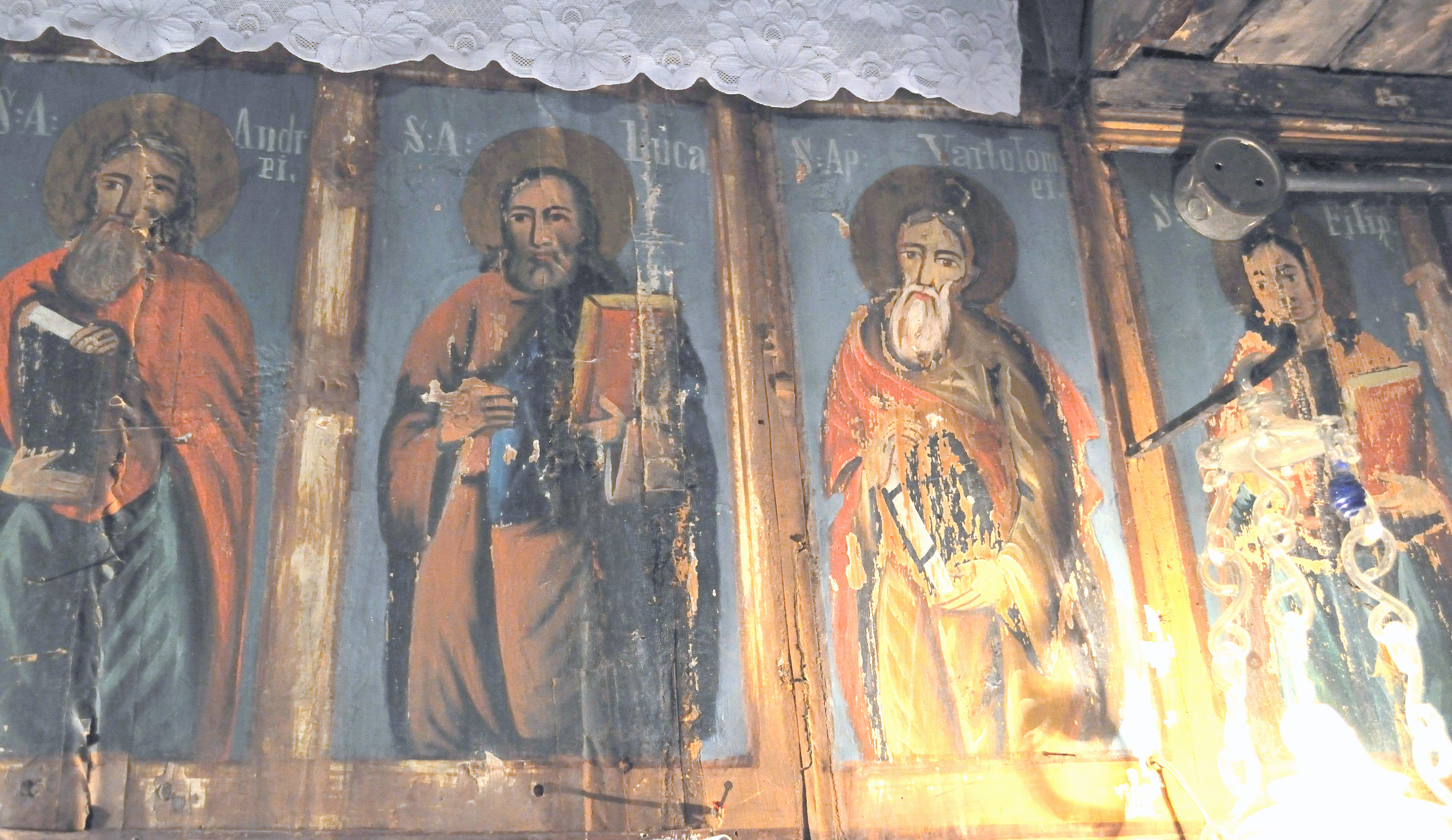
Catapeteasma (detaliu)
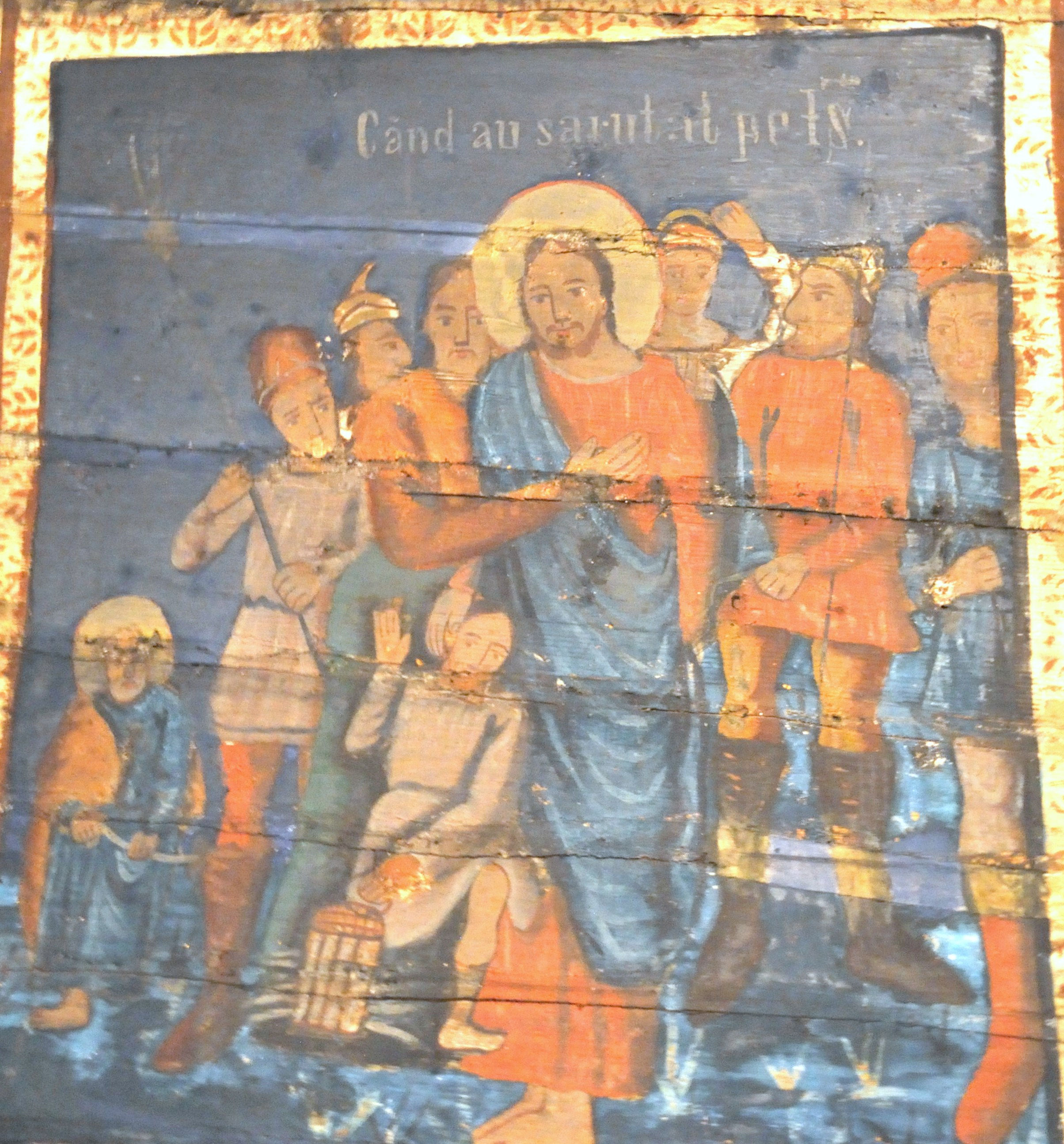
Când au sărutat pe Iisus
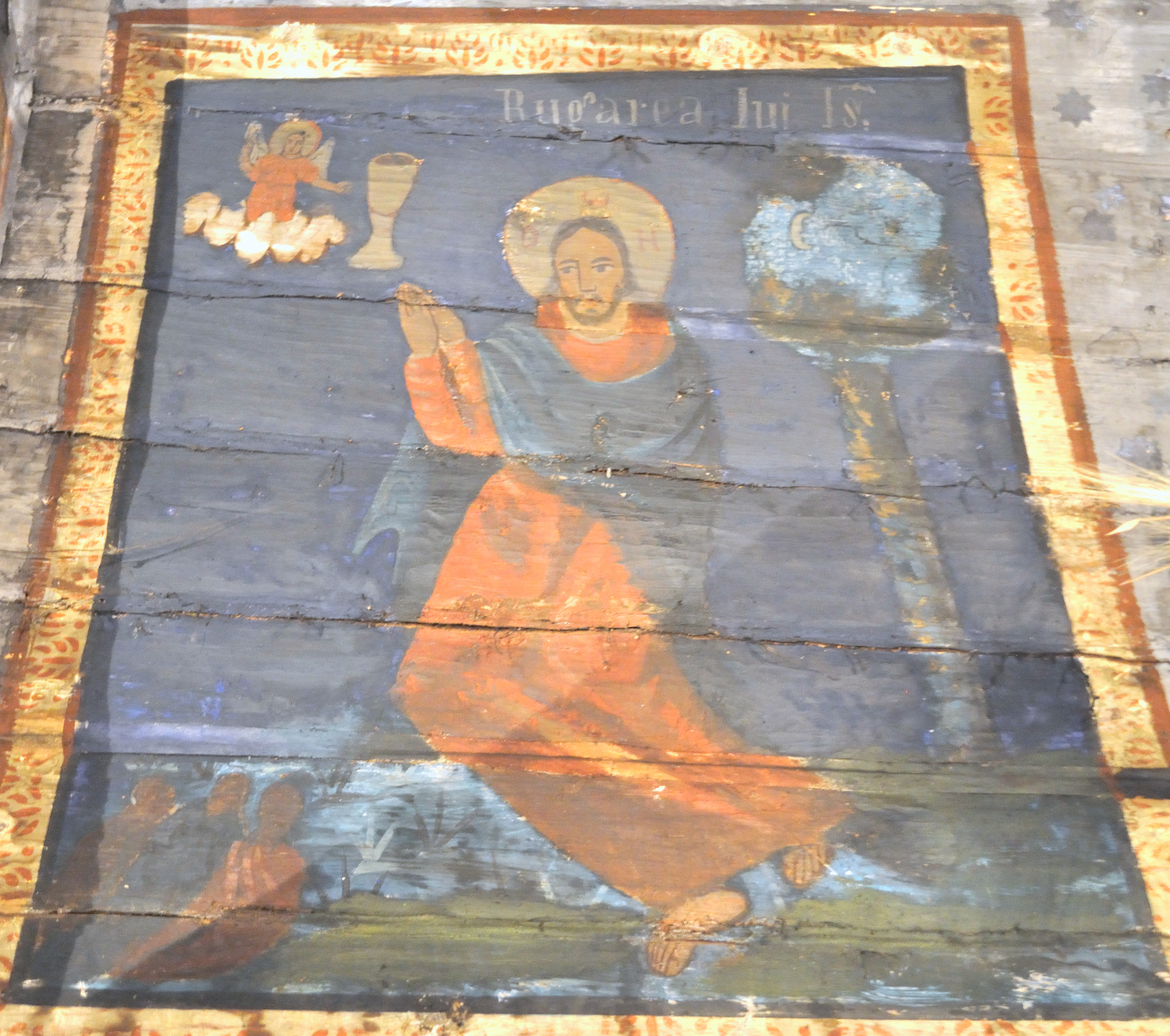
Rugăciunea lui Iisus
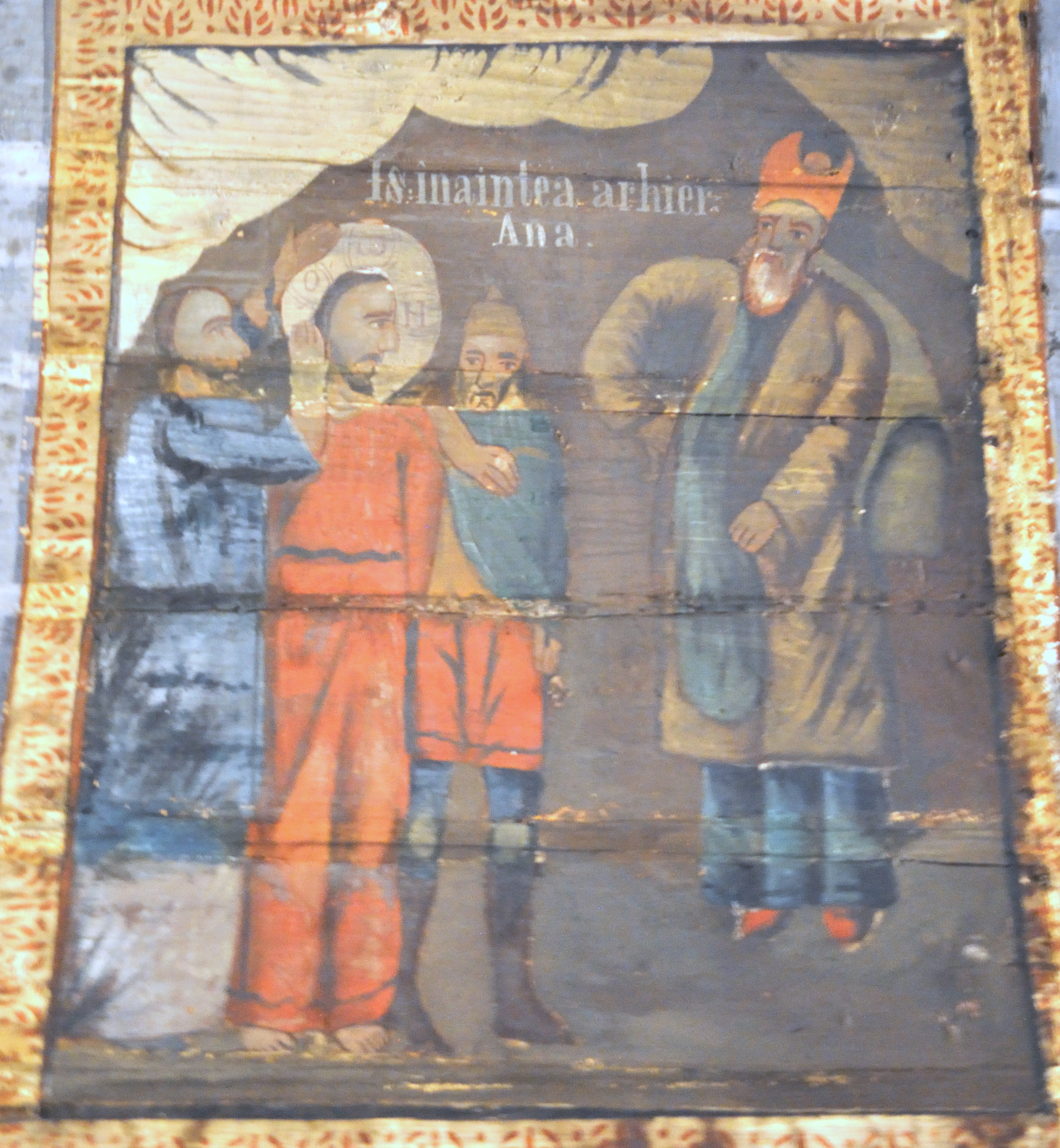
Iisus înaintea arhiereului Ana
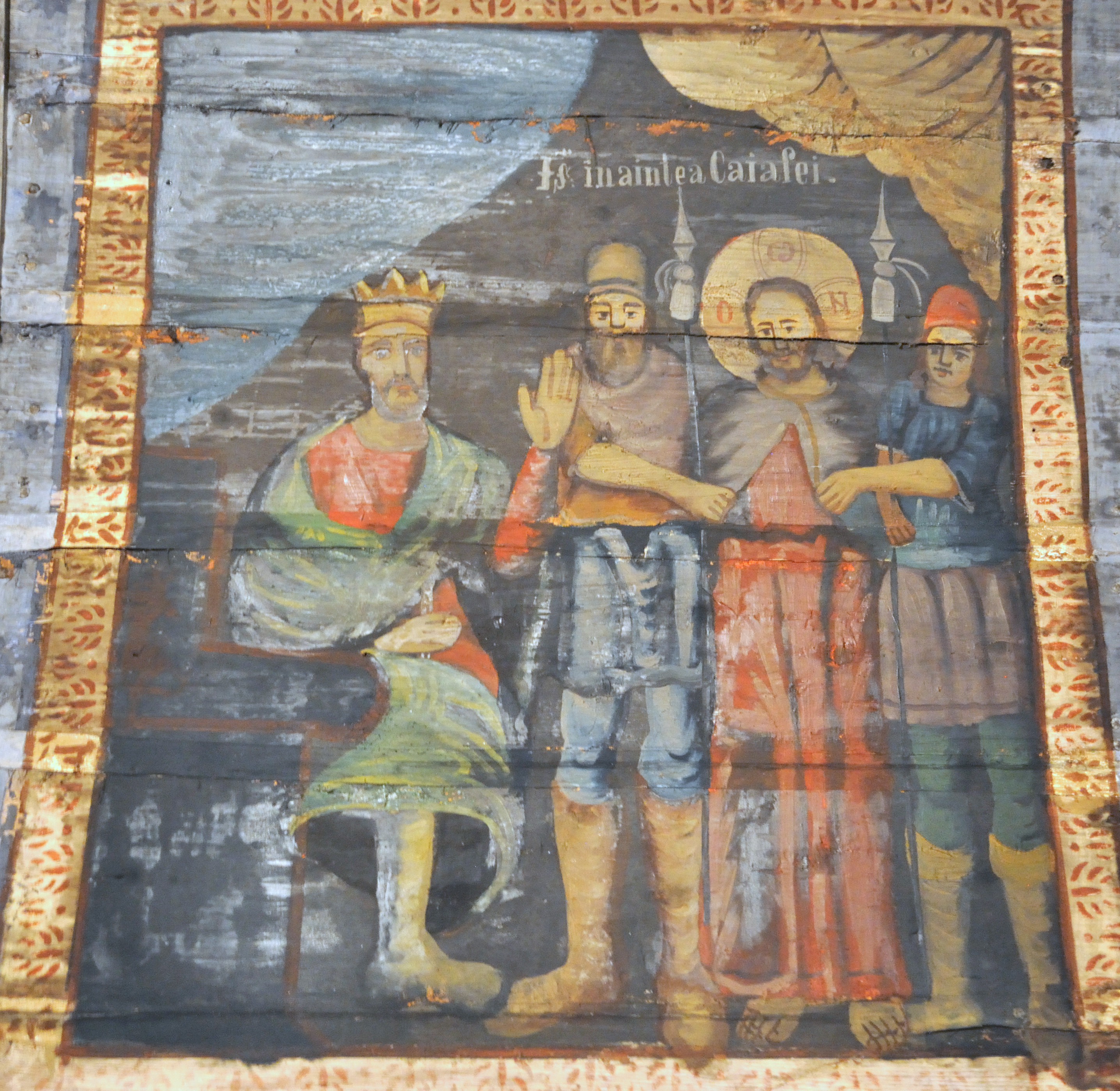
Iisus înaintea Caiafei
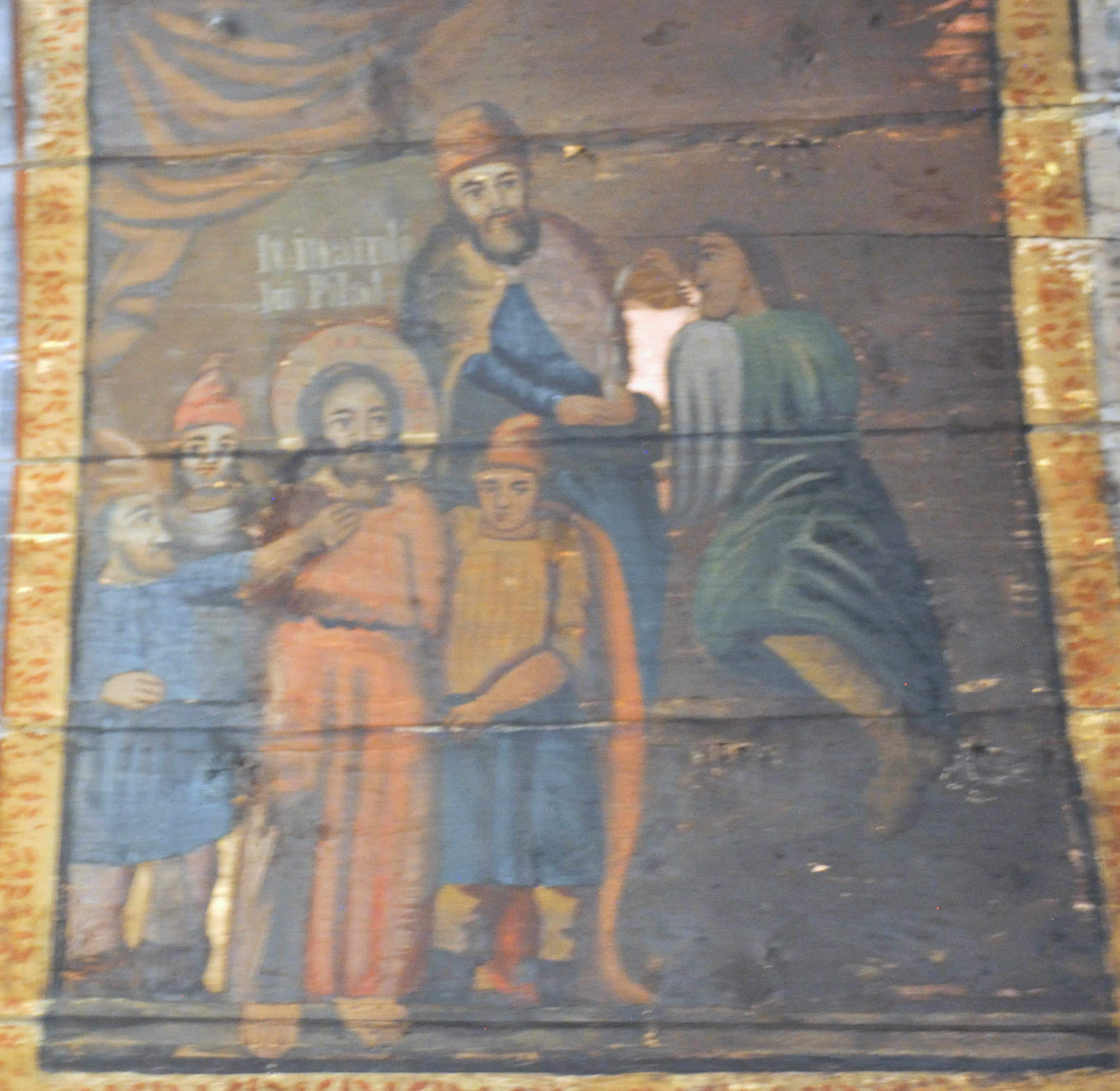
Iisus înaintea lui Pilat din Pont
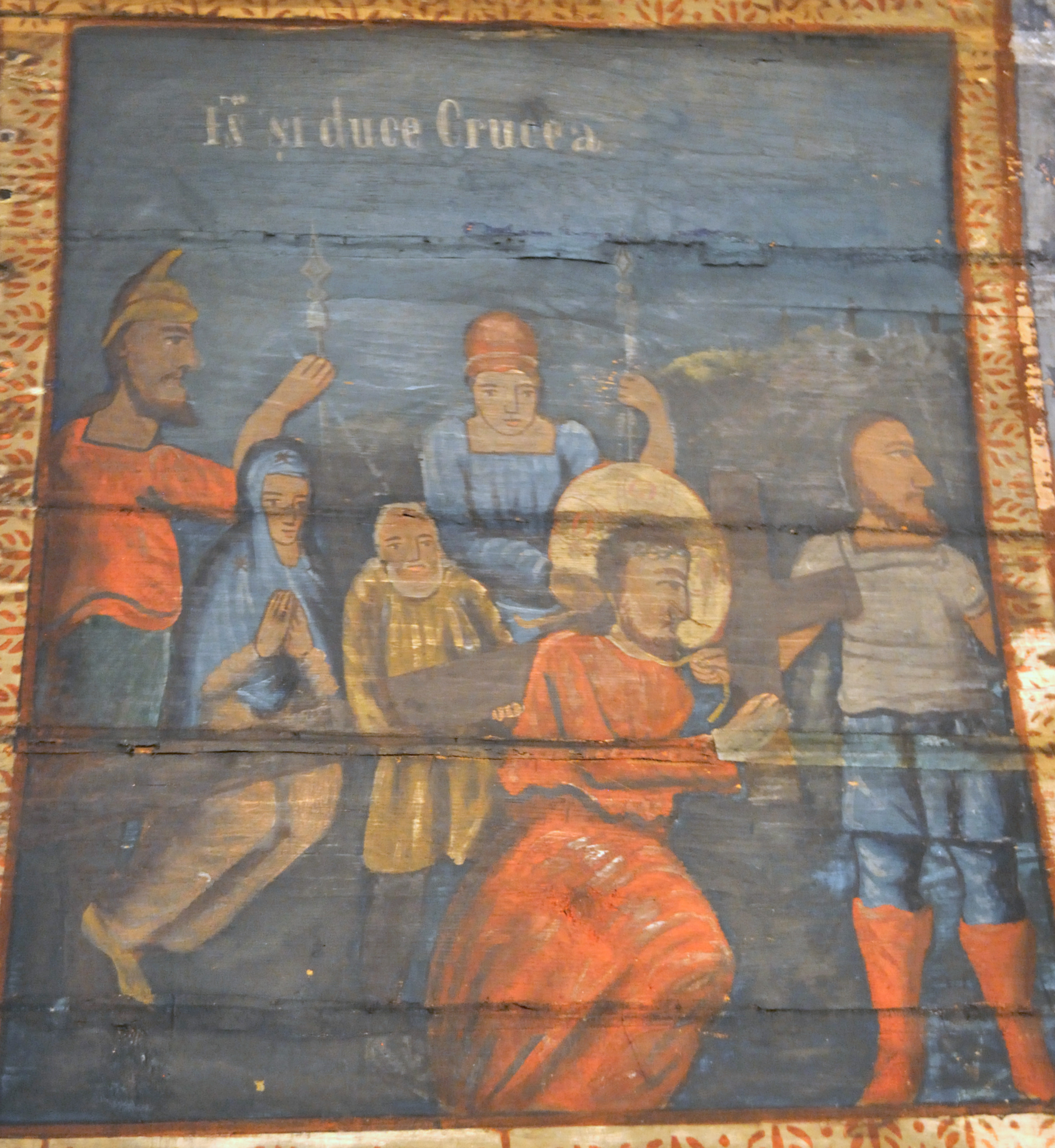
Iisus își duce crucea
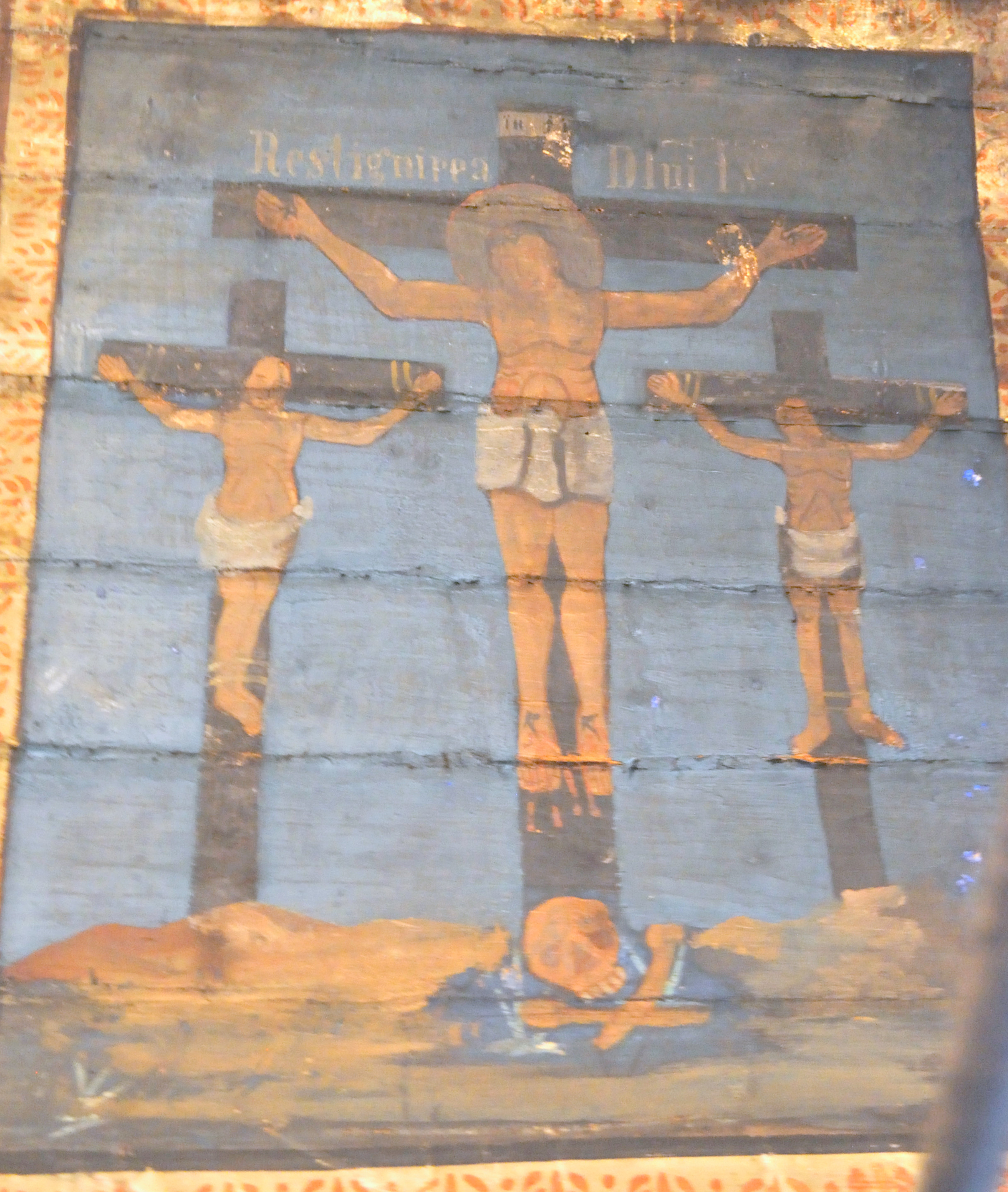
Răstignirea lui Iisus
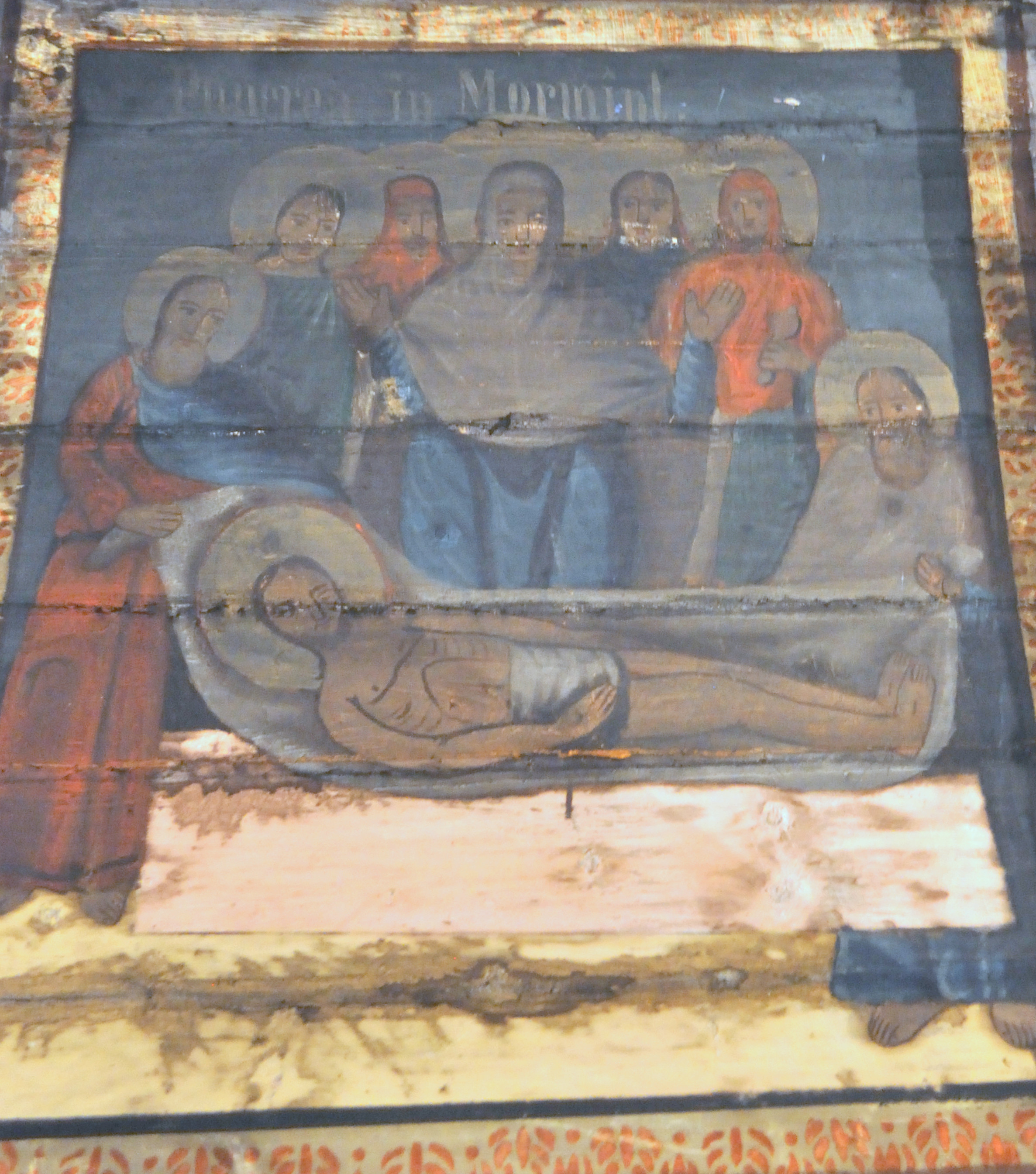
Punerea în mormânt
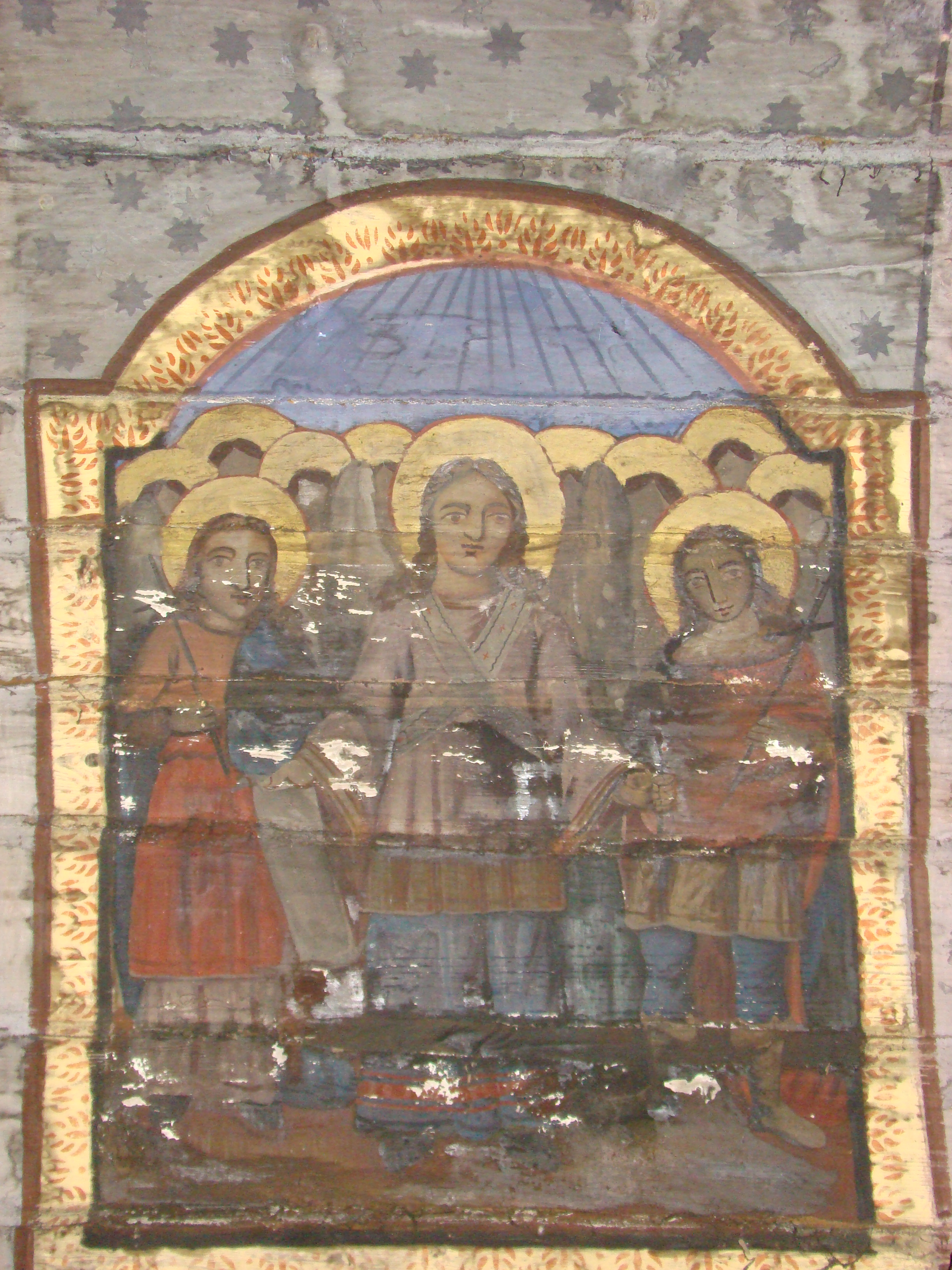
Ceată îngerească
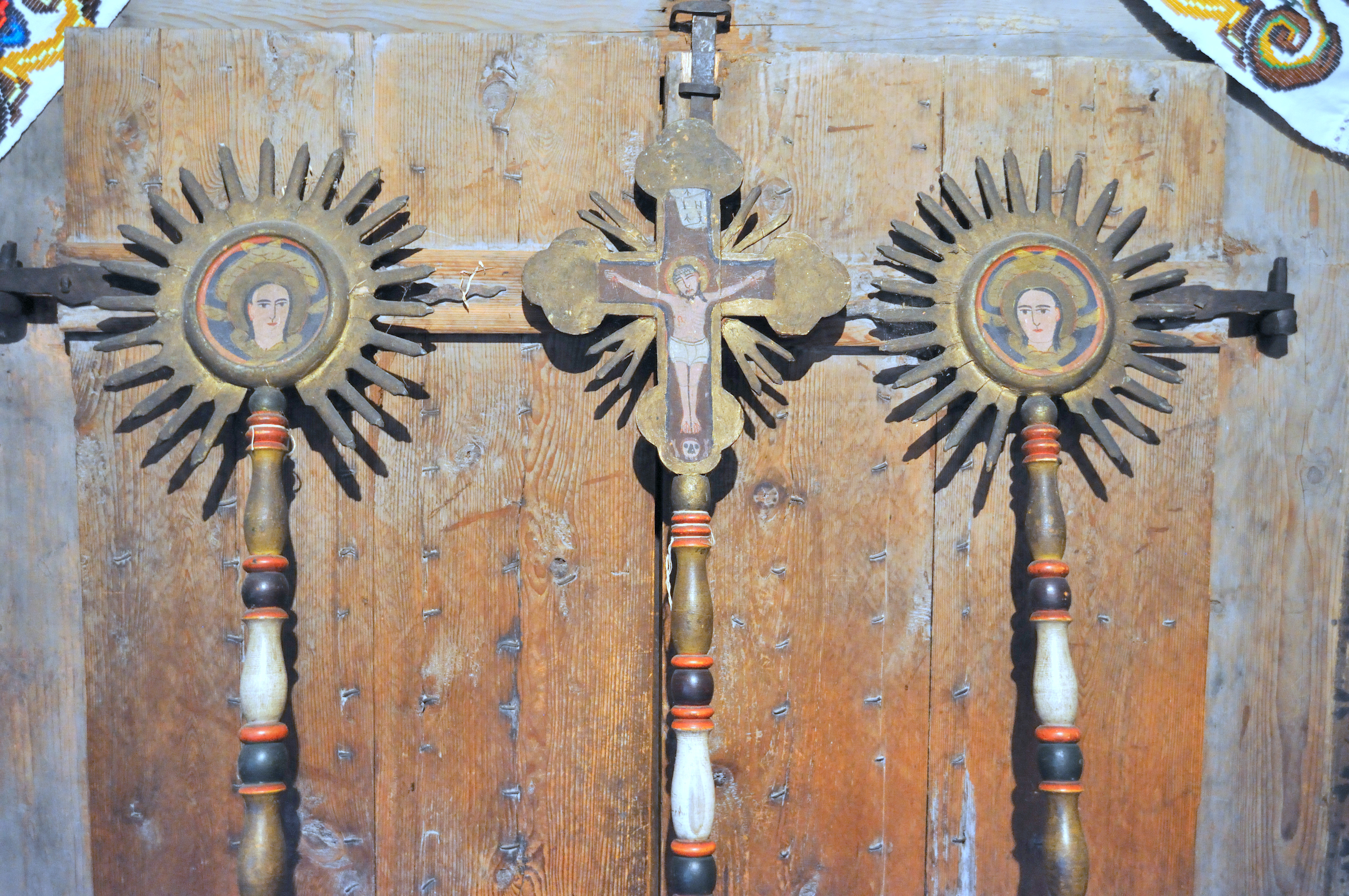
Cruce
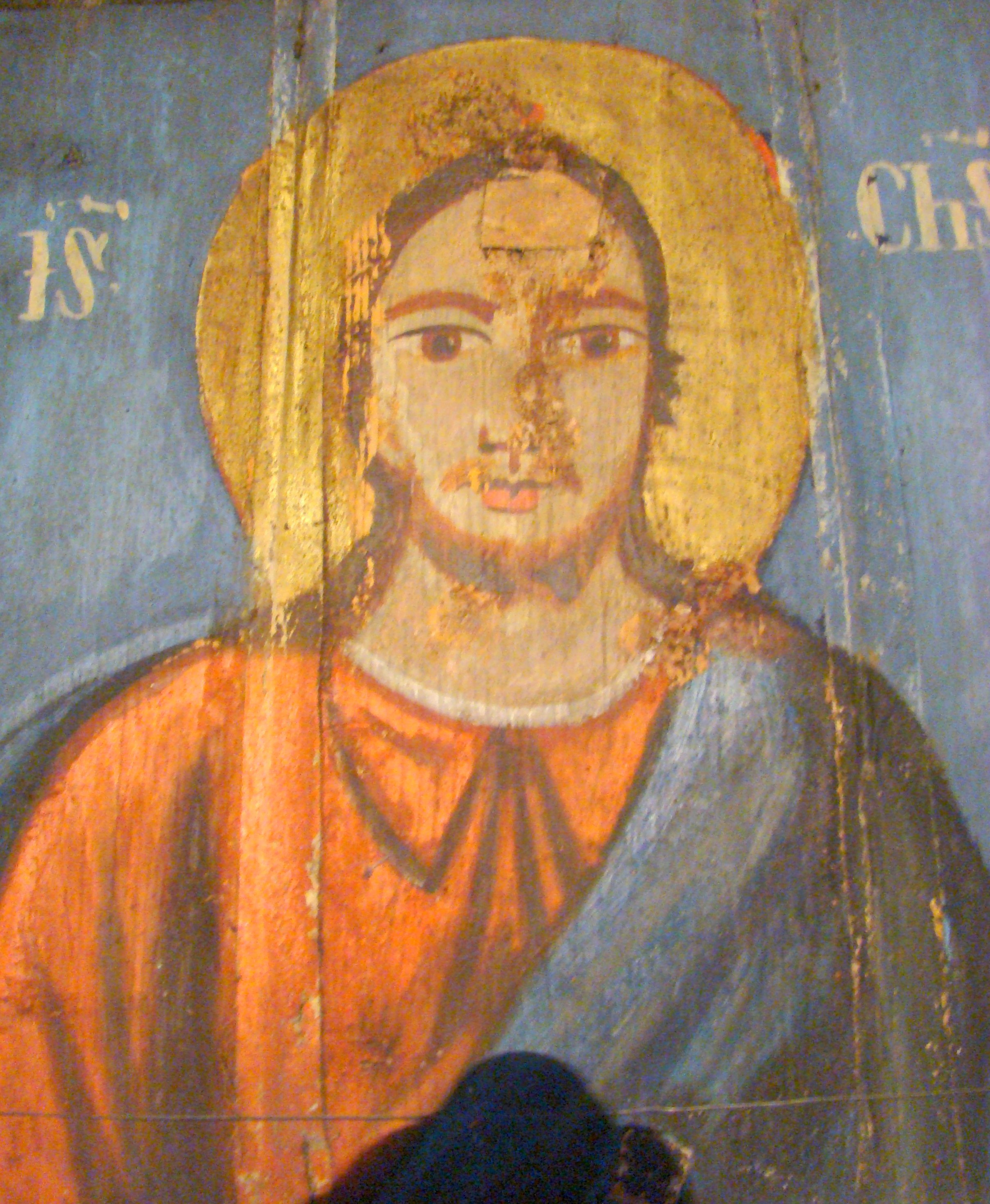
Iisus Hristos
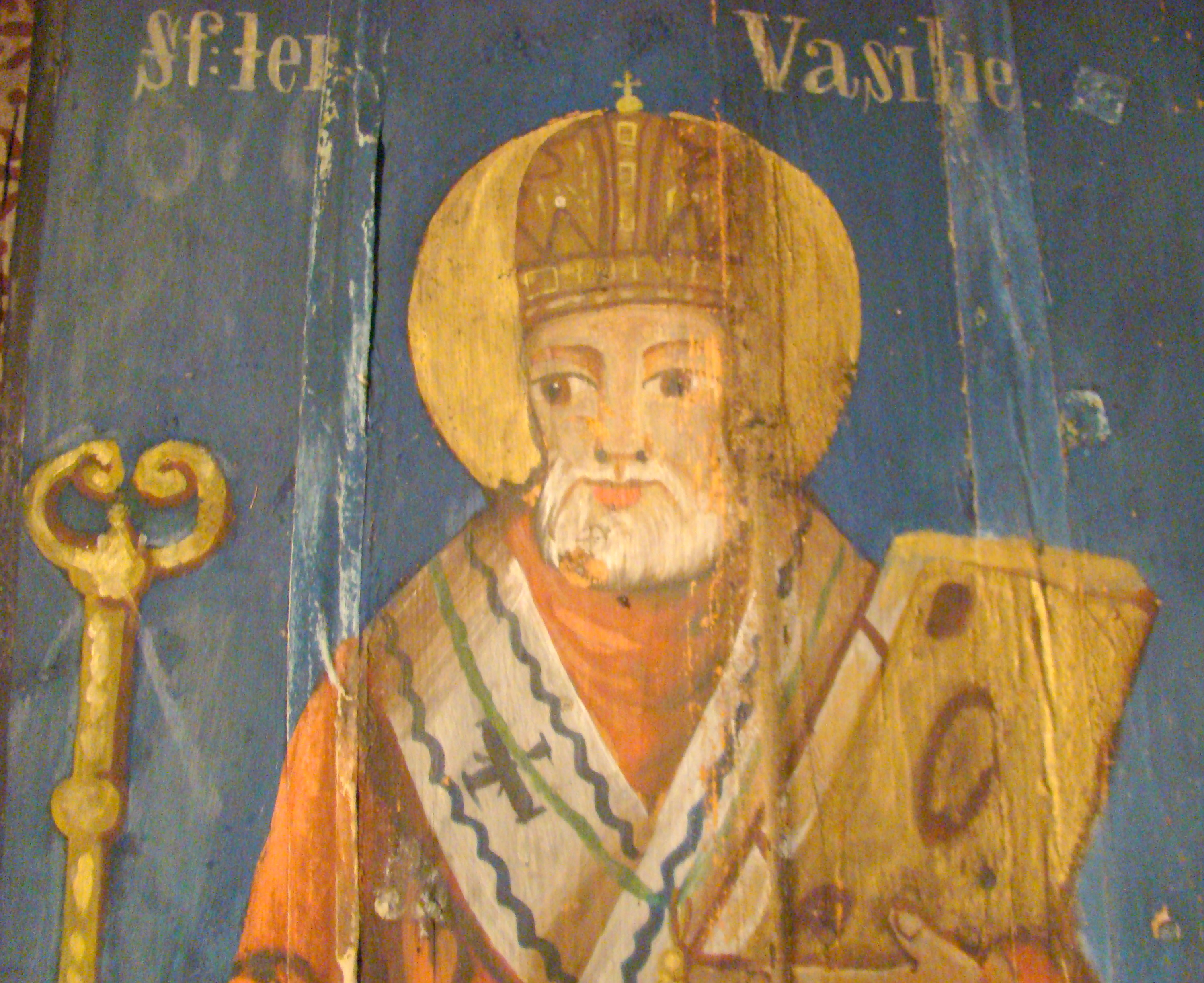
Sfântul Ierarh Vasile
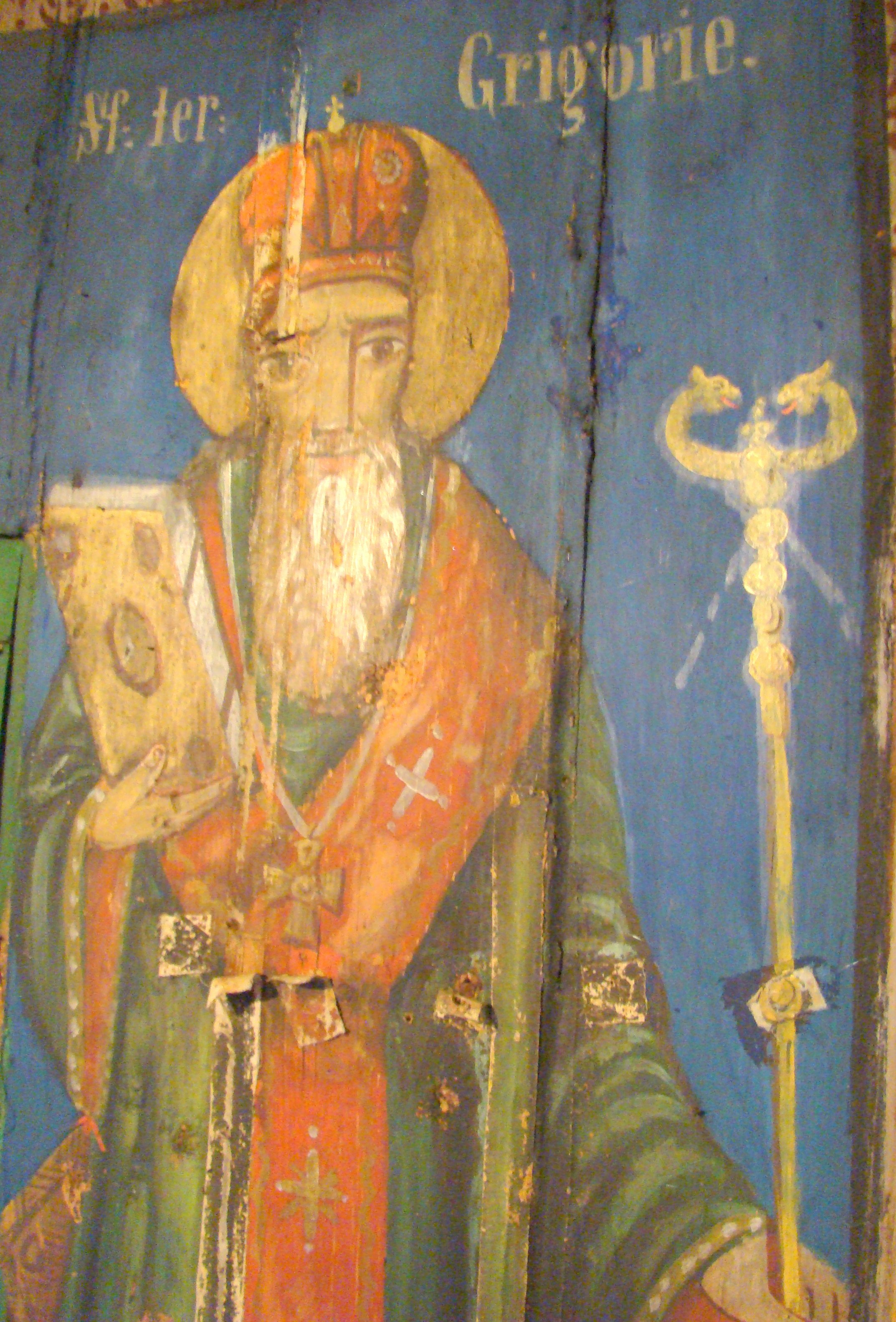
Sfântul Ierarh Grigorie
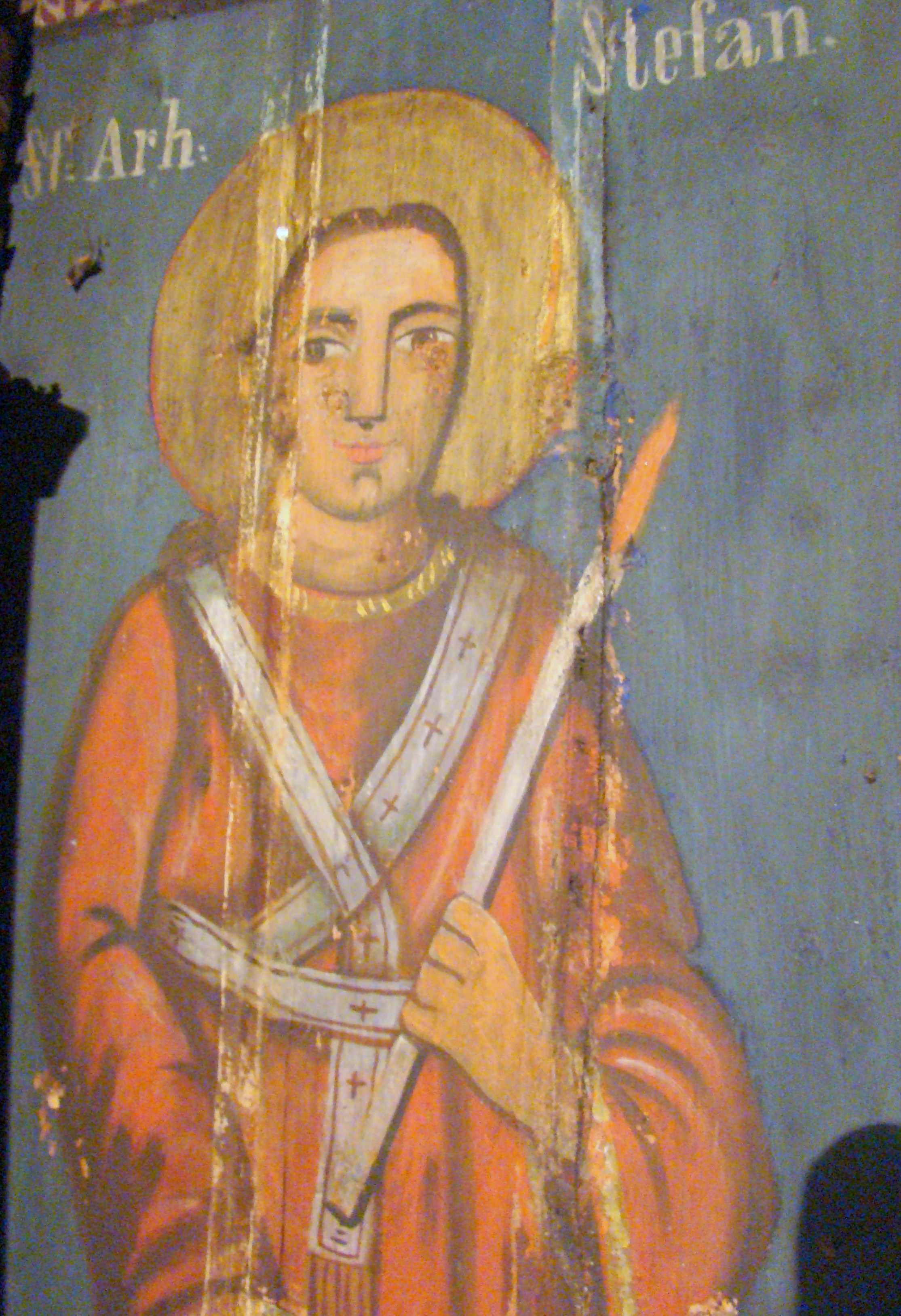
Sfântul Arhidiacon Ștefan
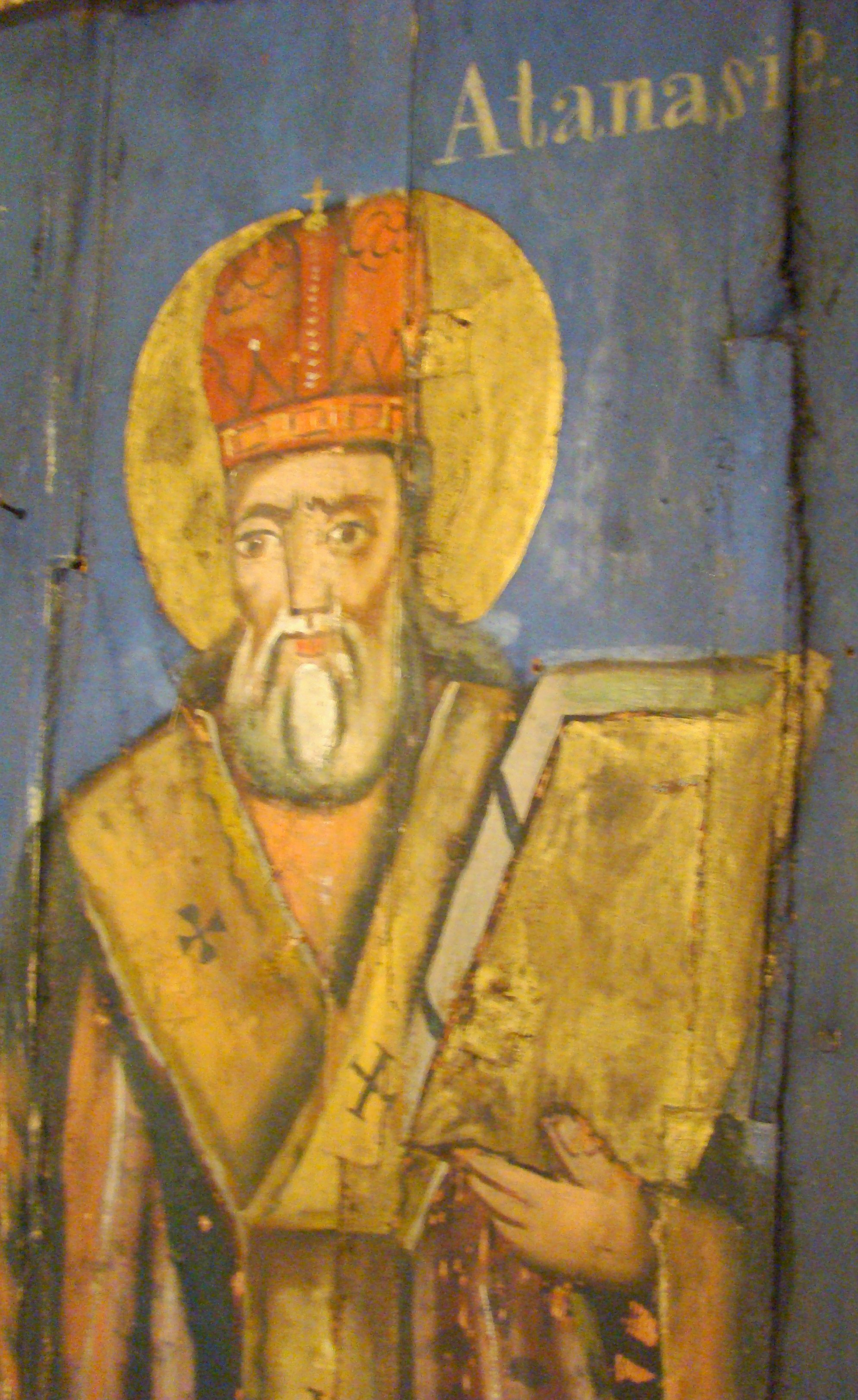
Sfântul Ierarh Atanasie
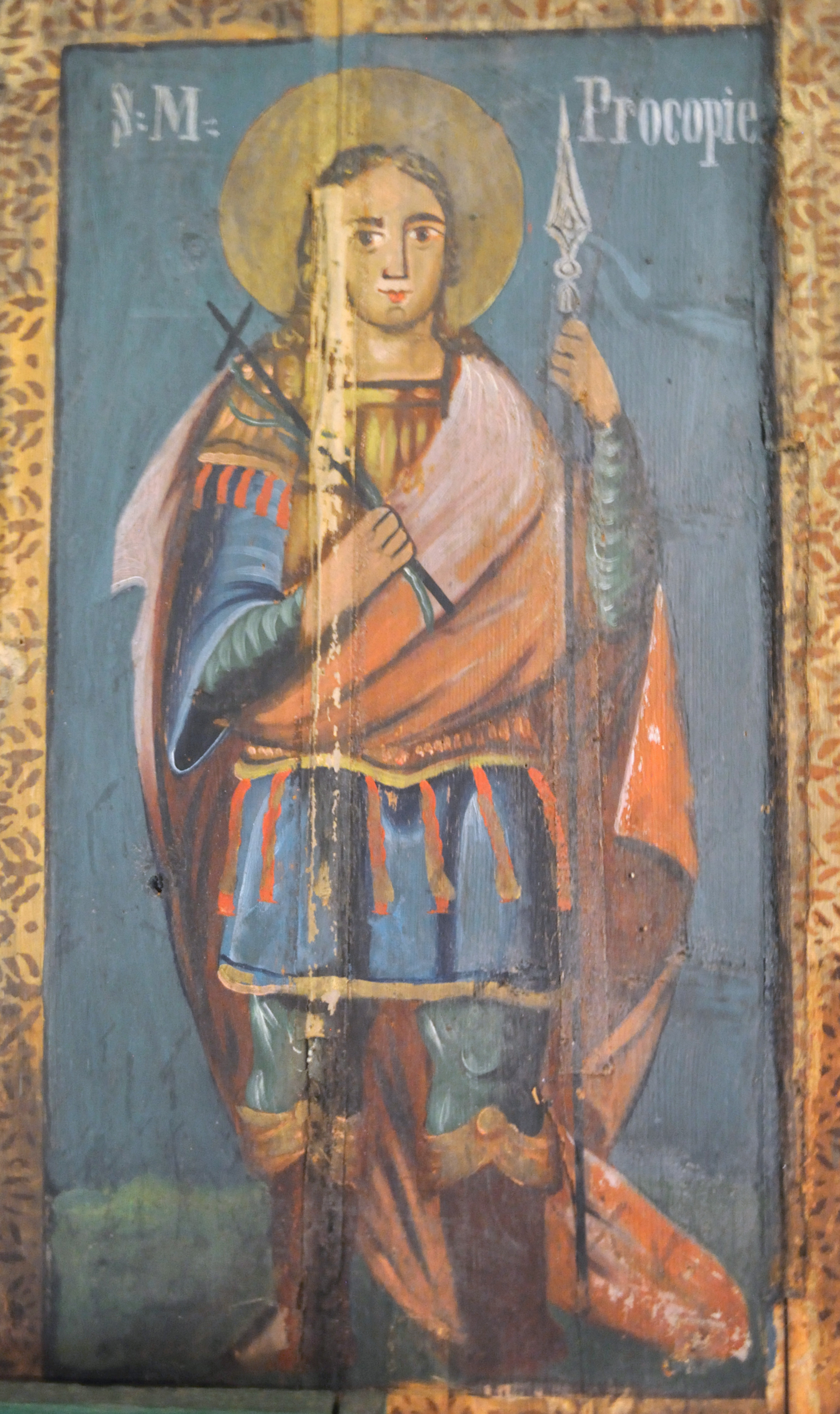
Sfântul Mare Mucenic Procopie
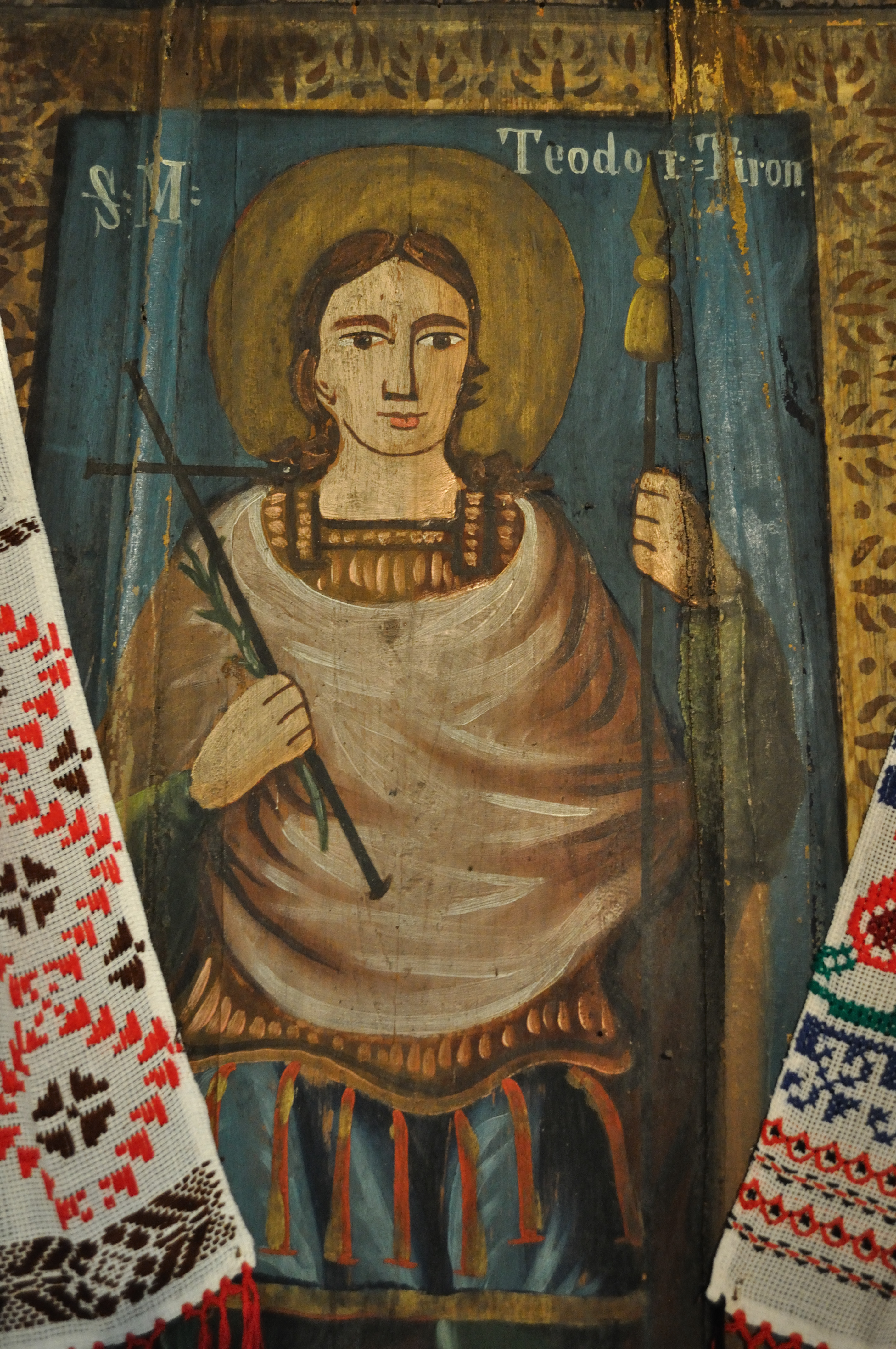
Sfântul Mare Mucenic Teodor Tiron
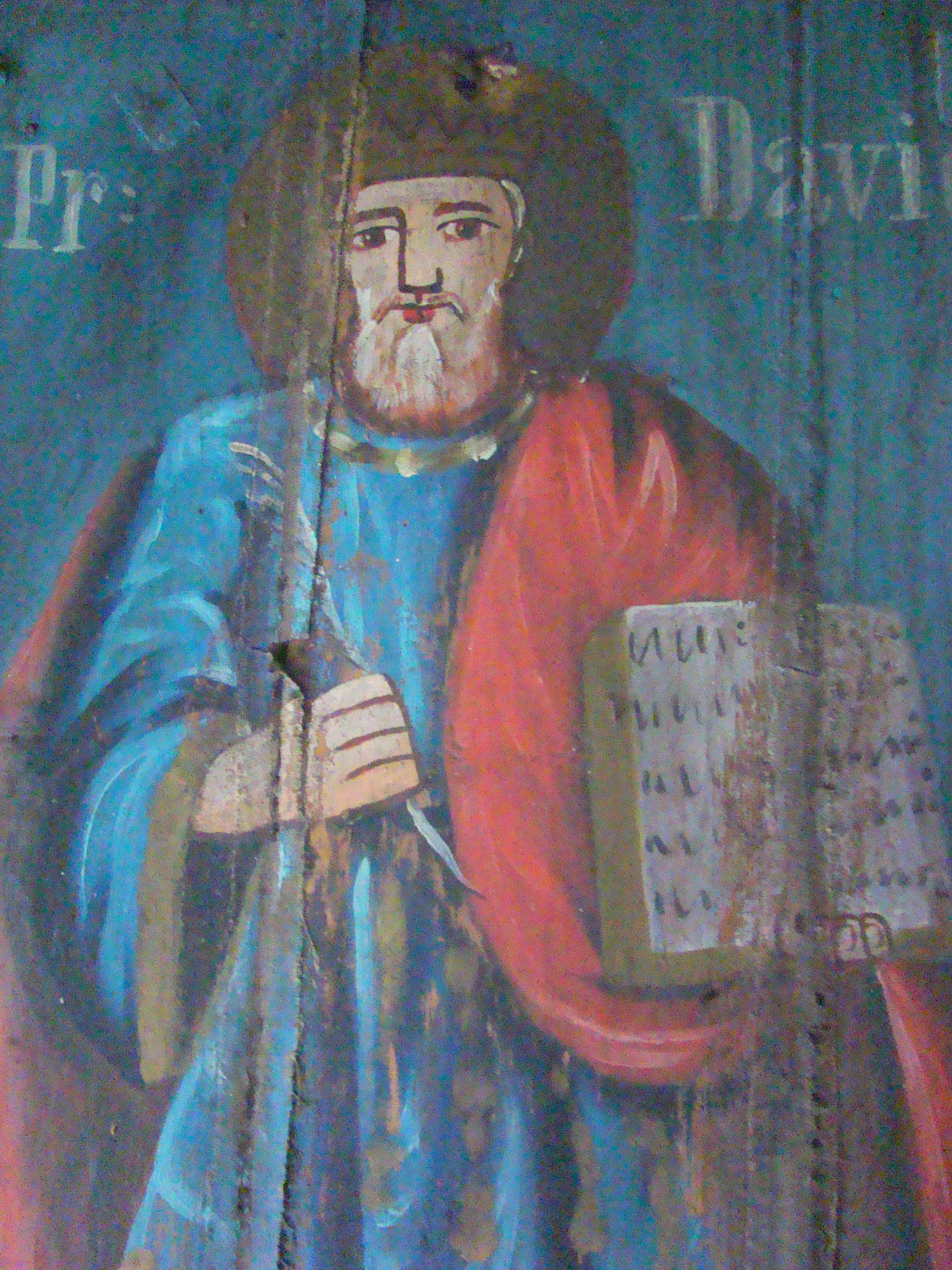
Sfântul Prooroc David
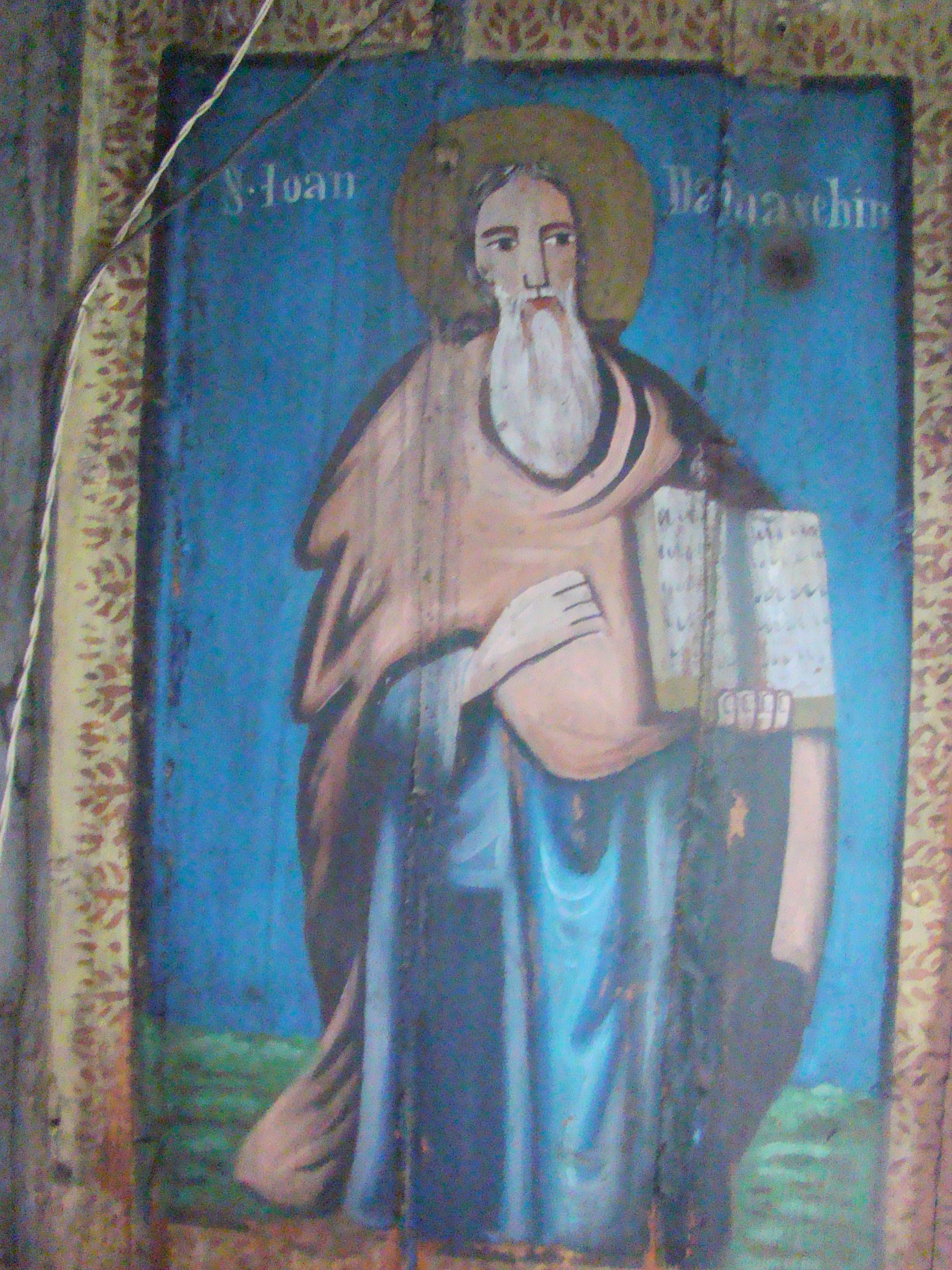
Sfântul Ioan Damaschin
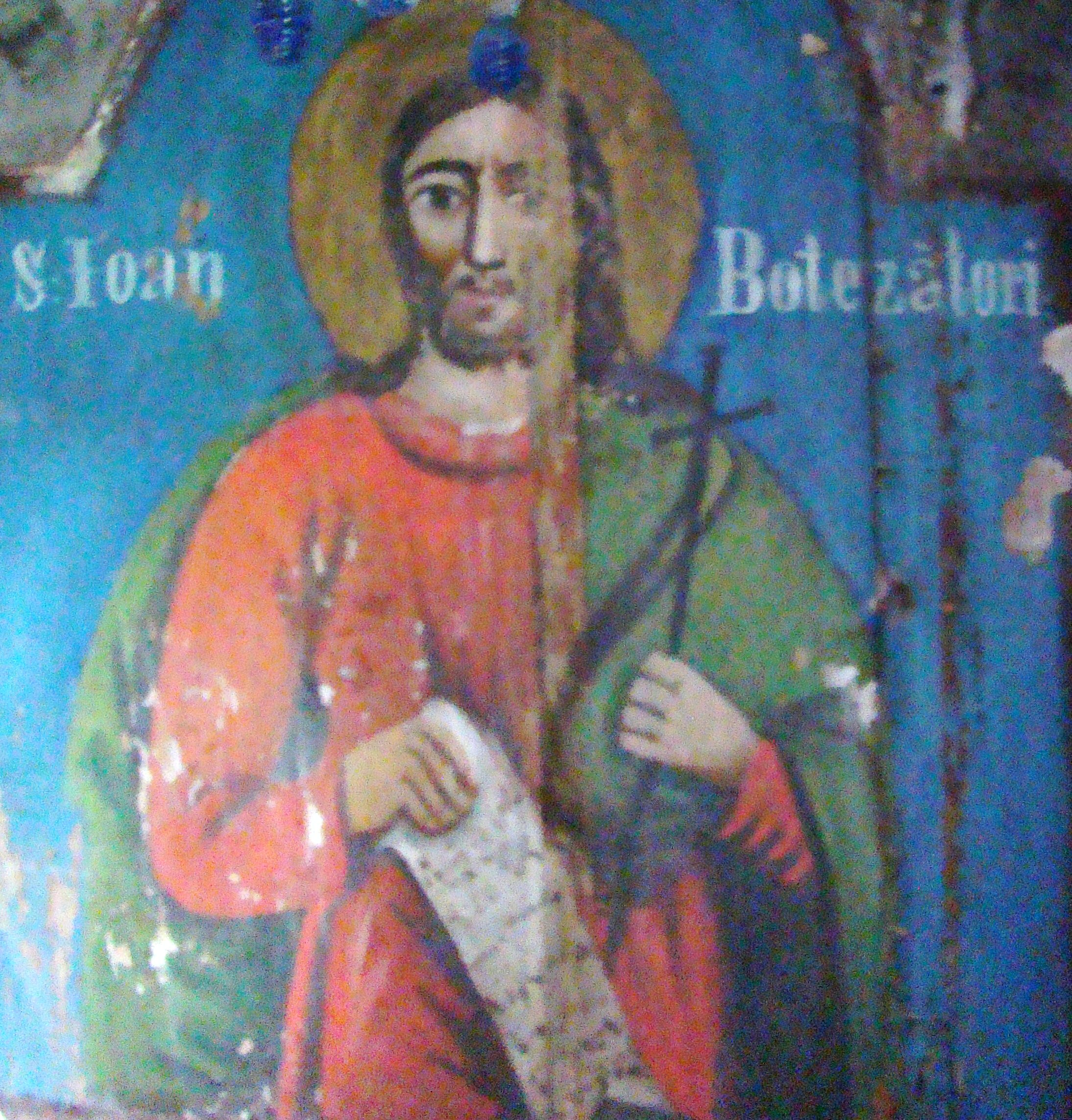
Sfântul Ioan Botezătorul
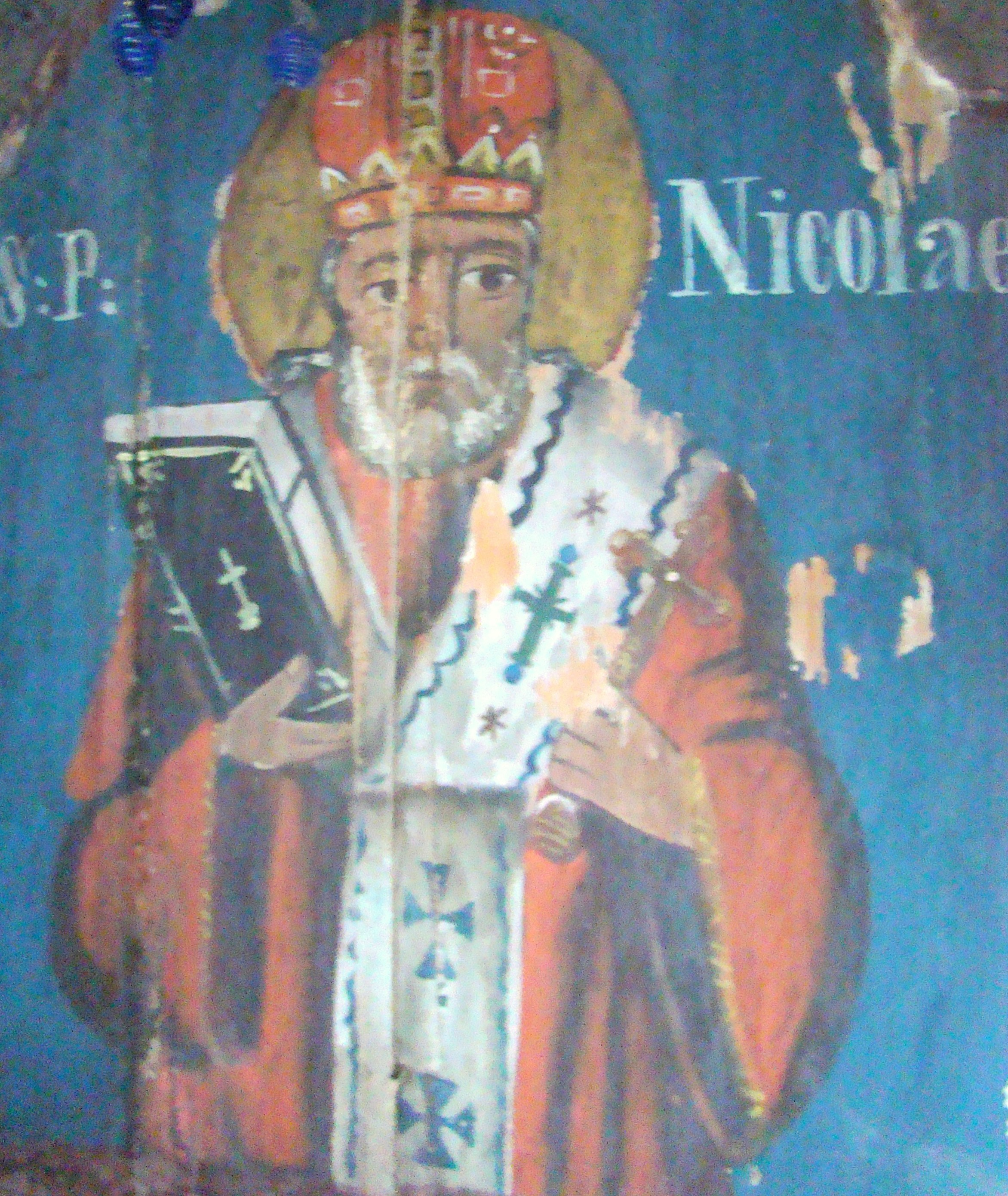
Sfântul Prooroc Nicolae
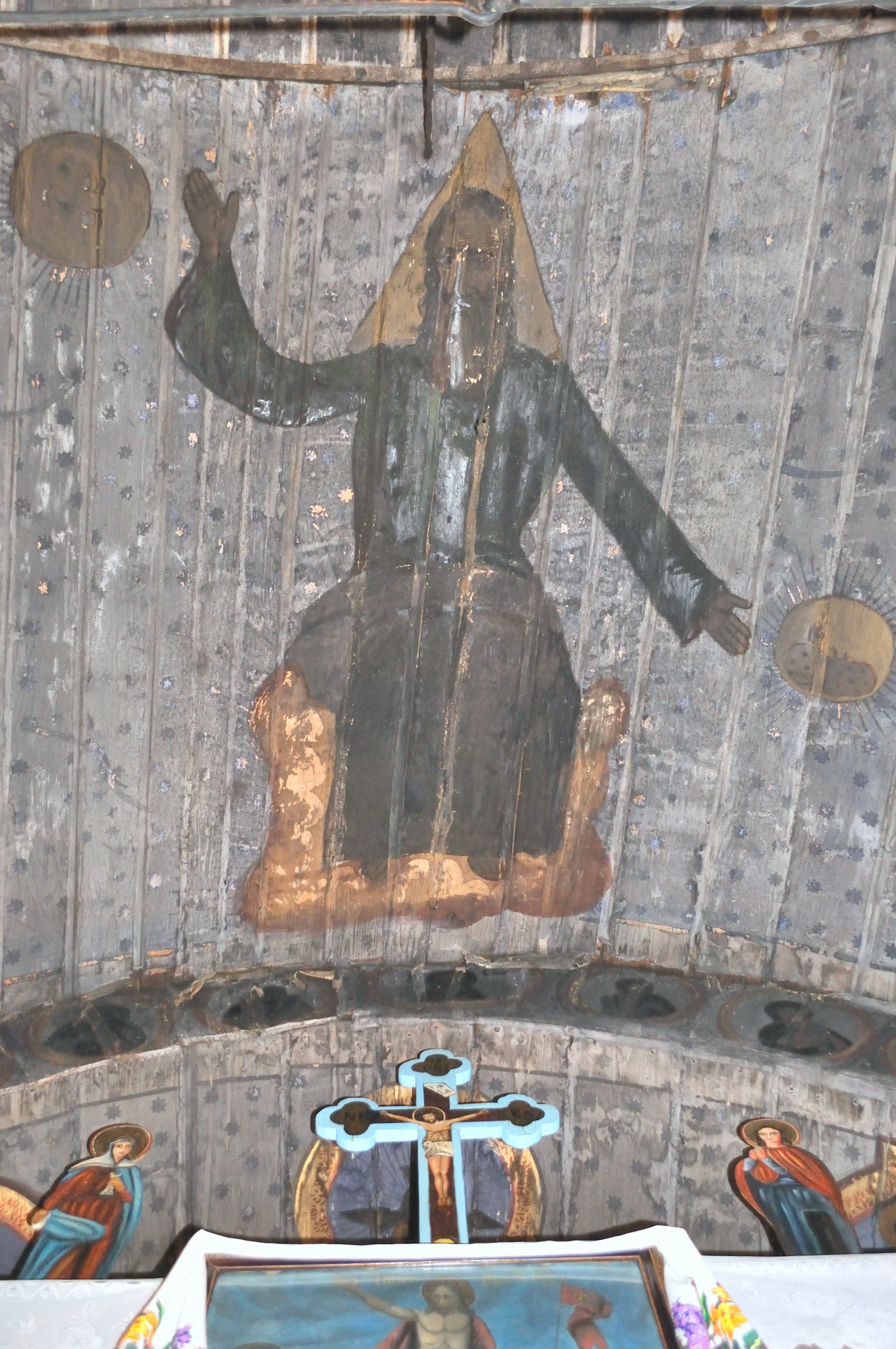
Pantocrator (bolta naosului)
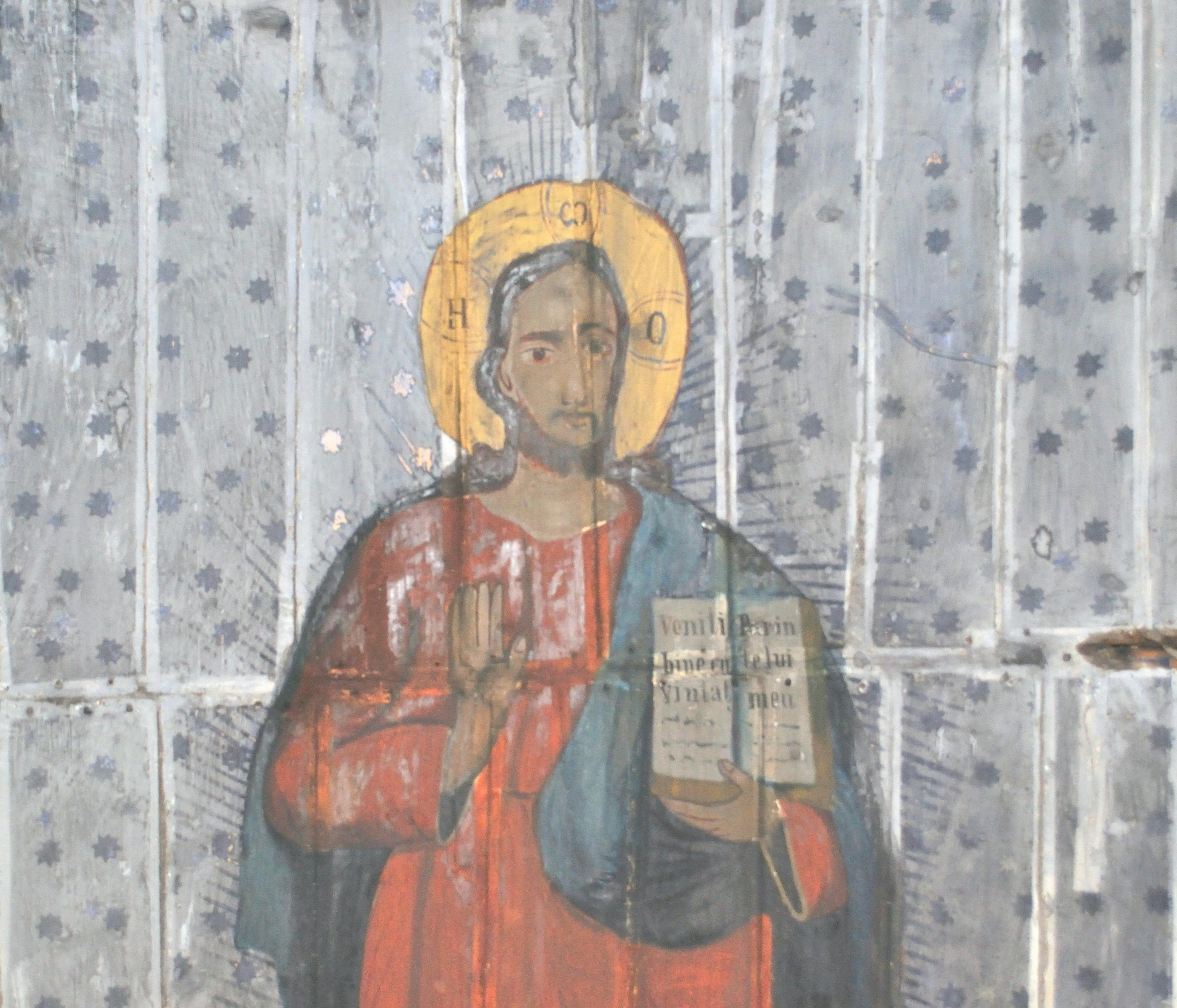
Iisus binecuvântând (bolta naosului)
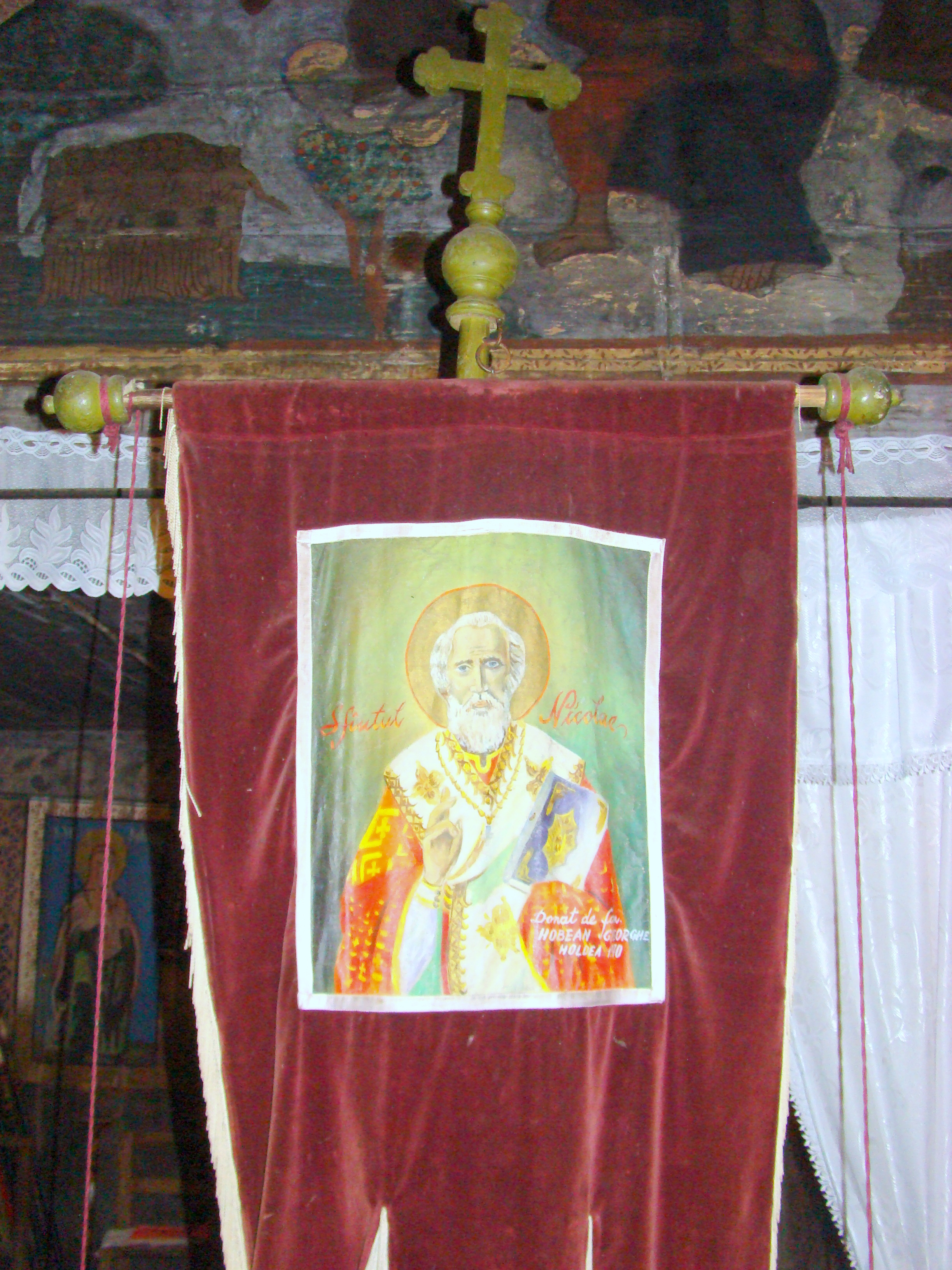
Prapur
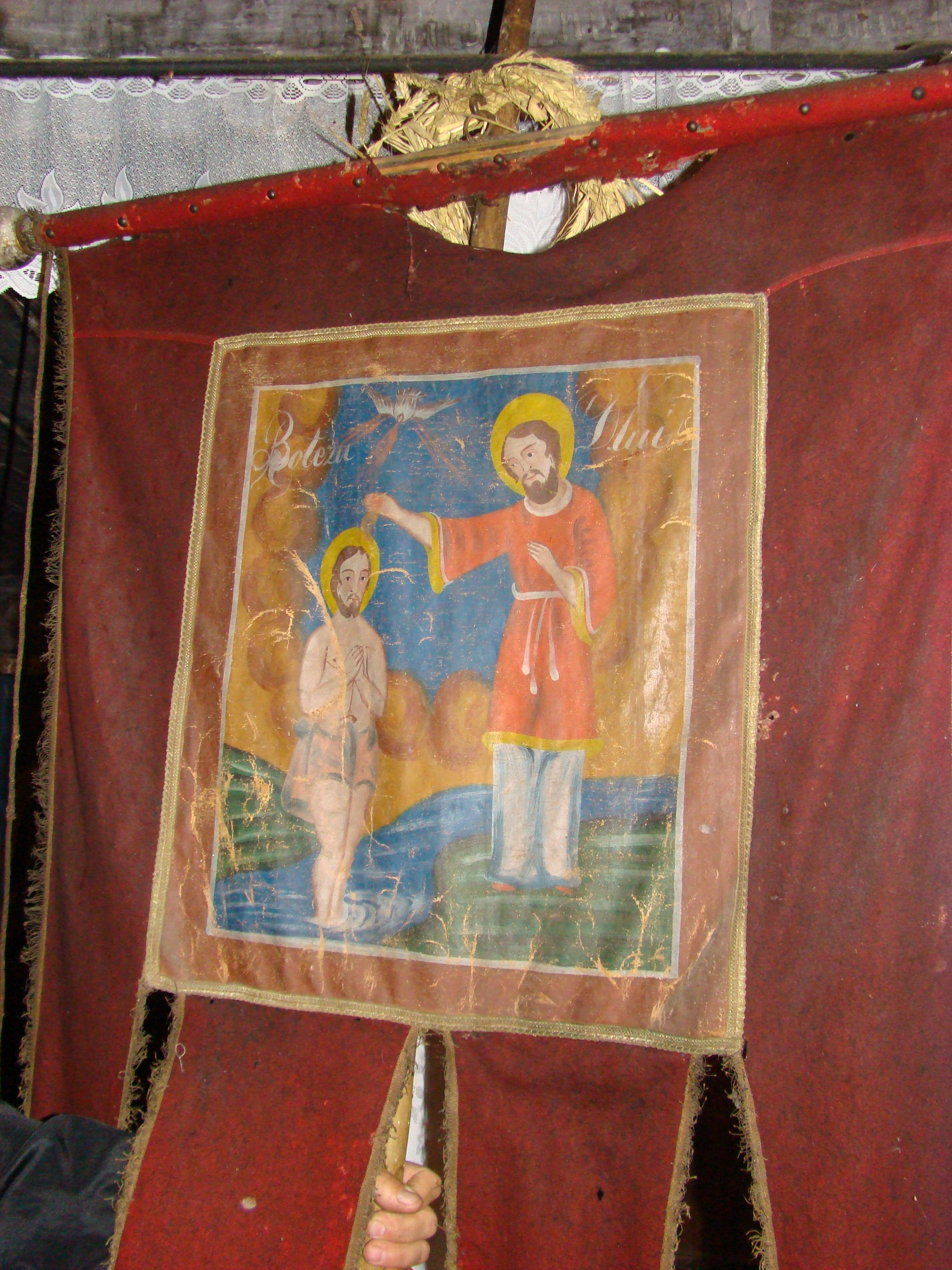
Prapur
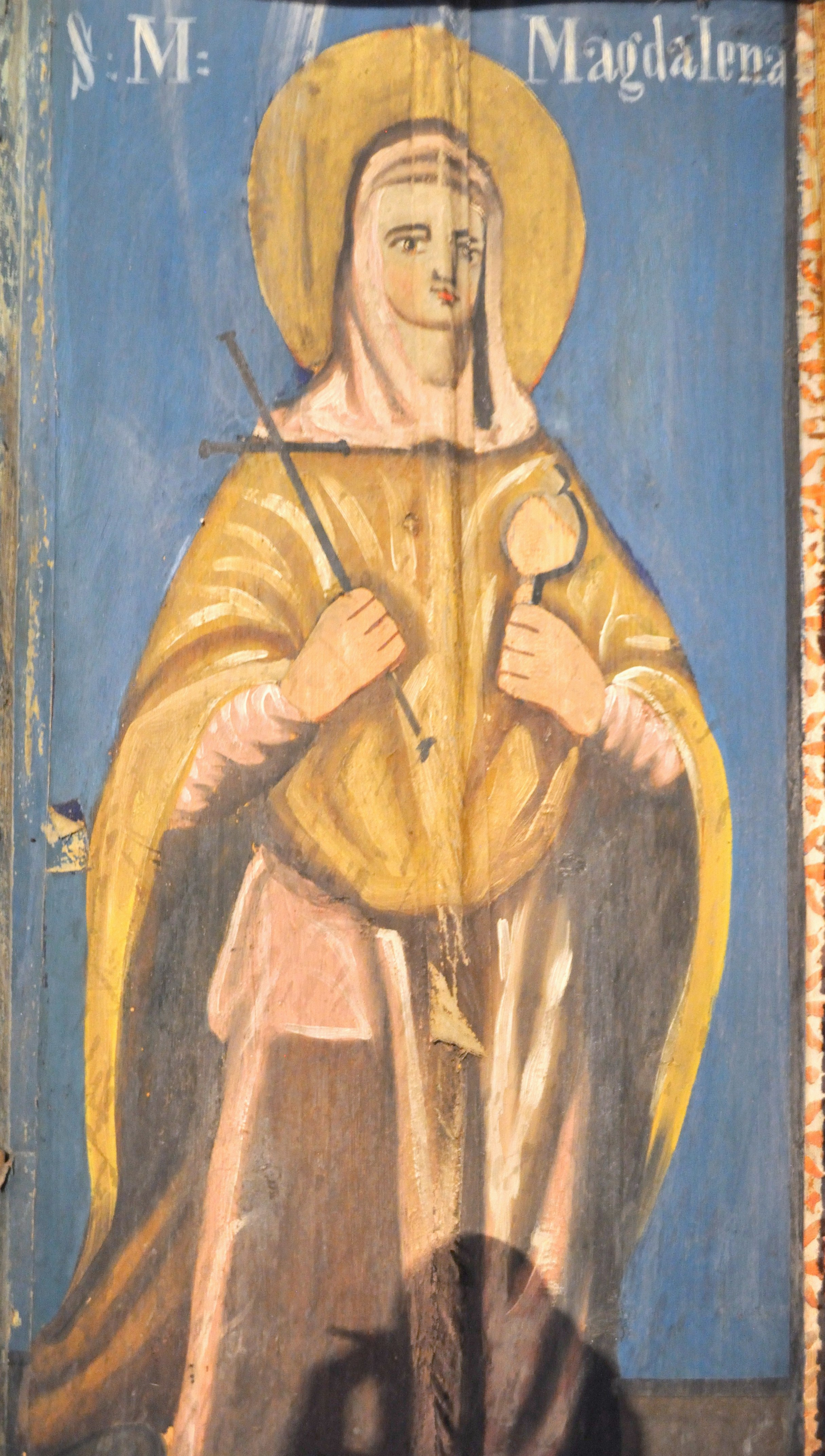
Sfânta Muceniță Magdalena
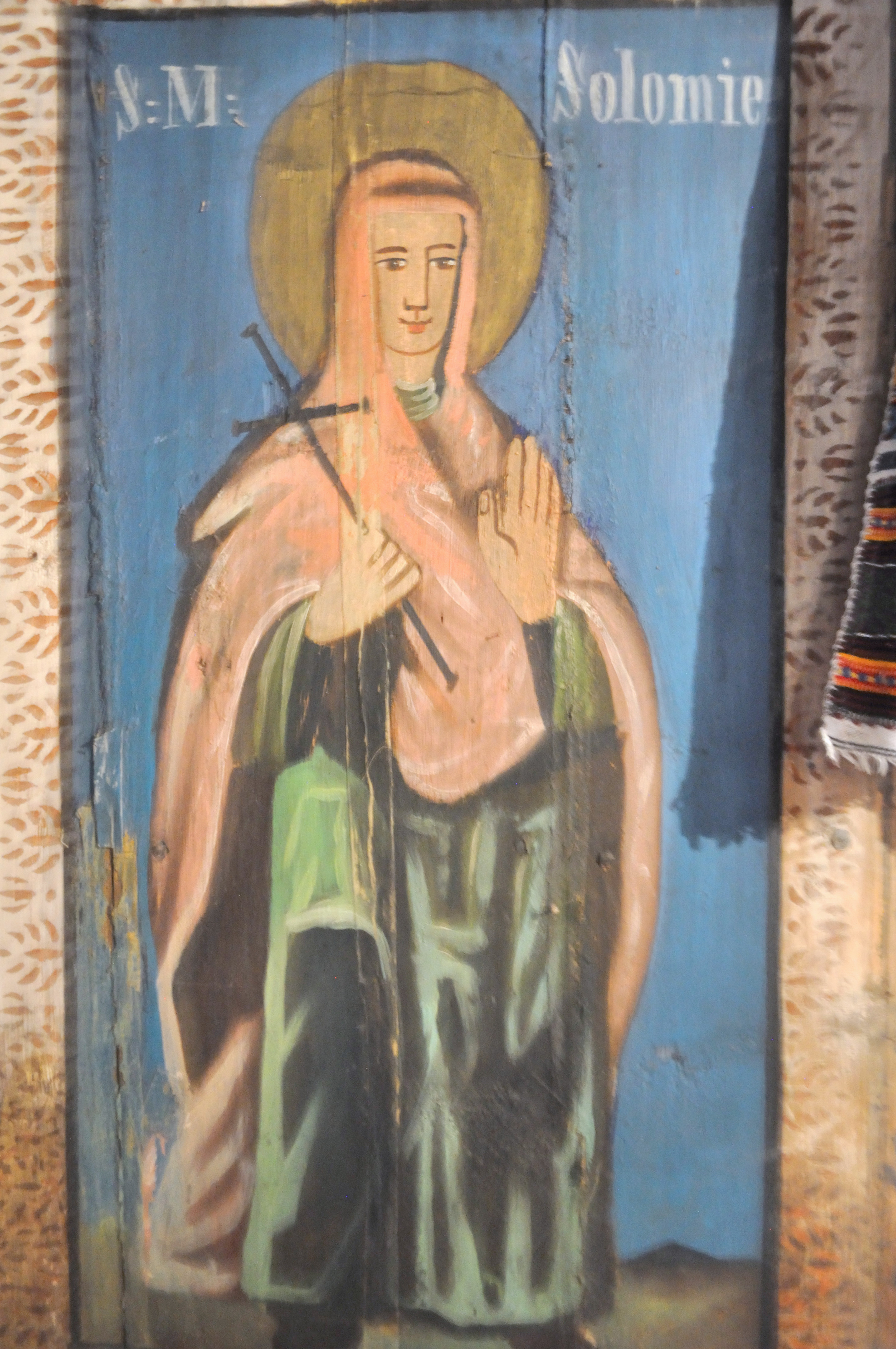
Sfânta Muceniță Ioana
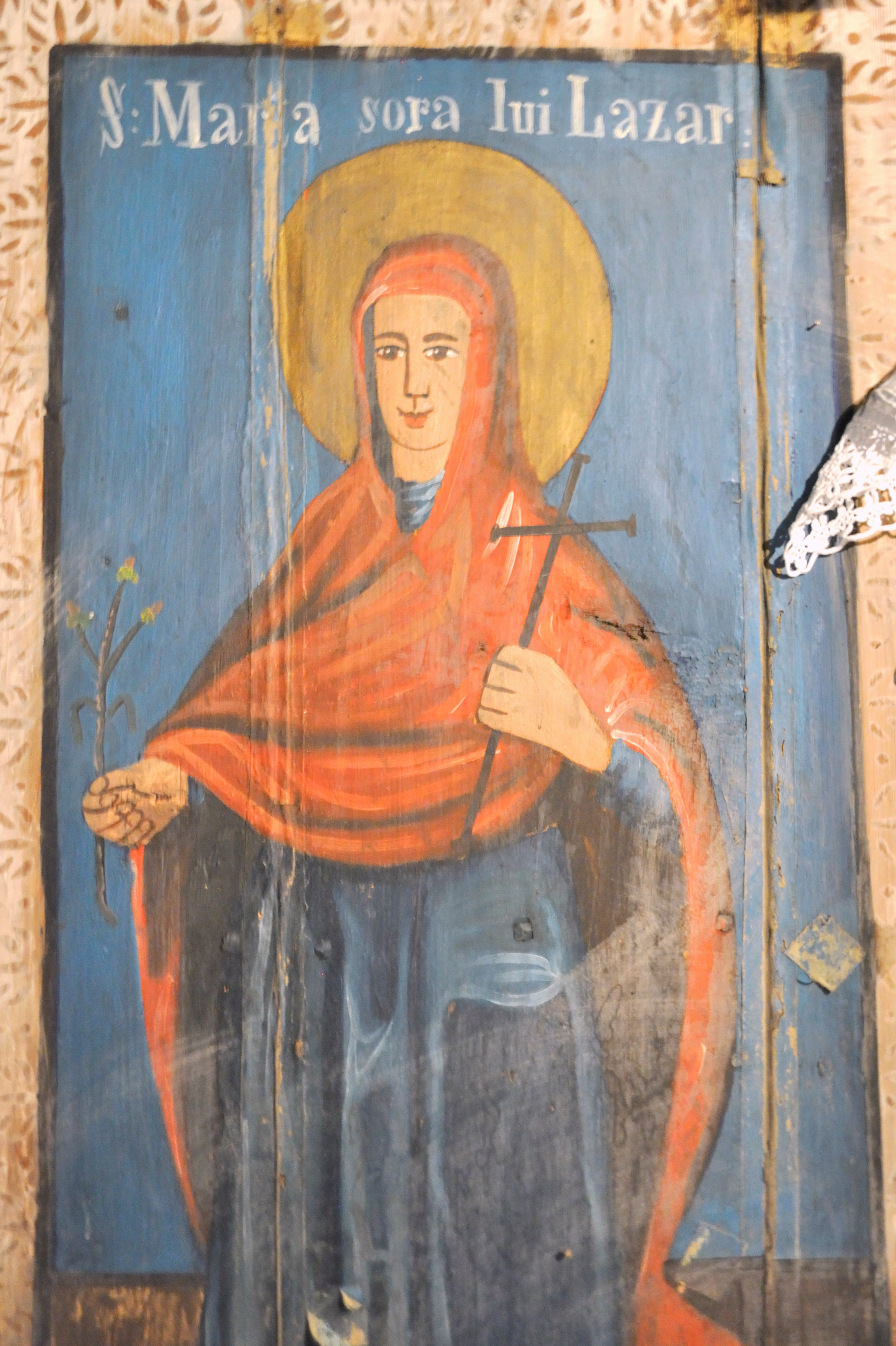
Sfânta Muceniță Solomie
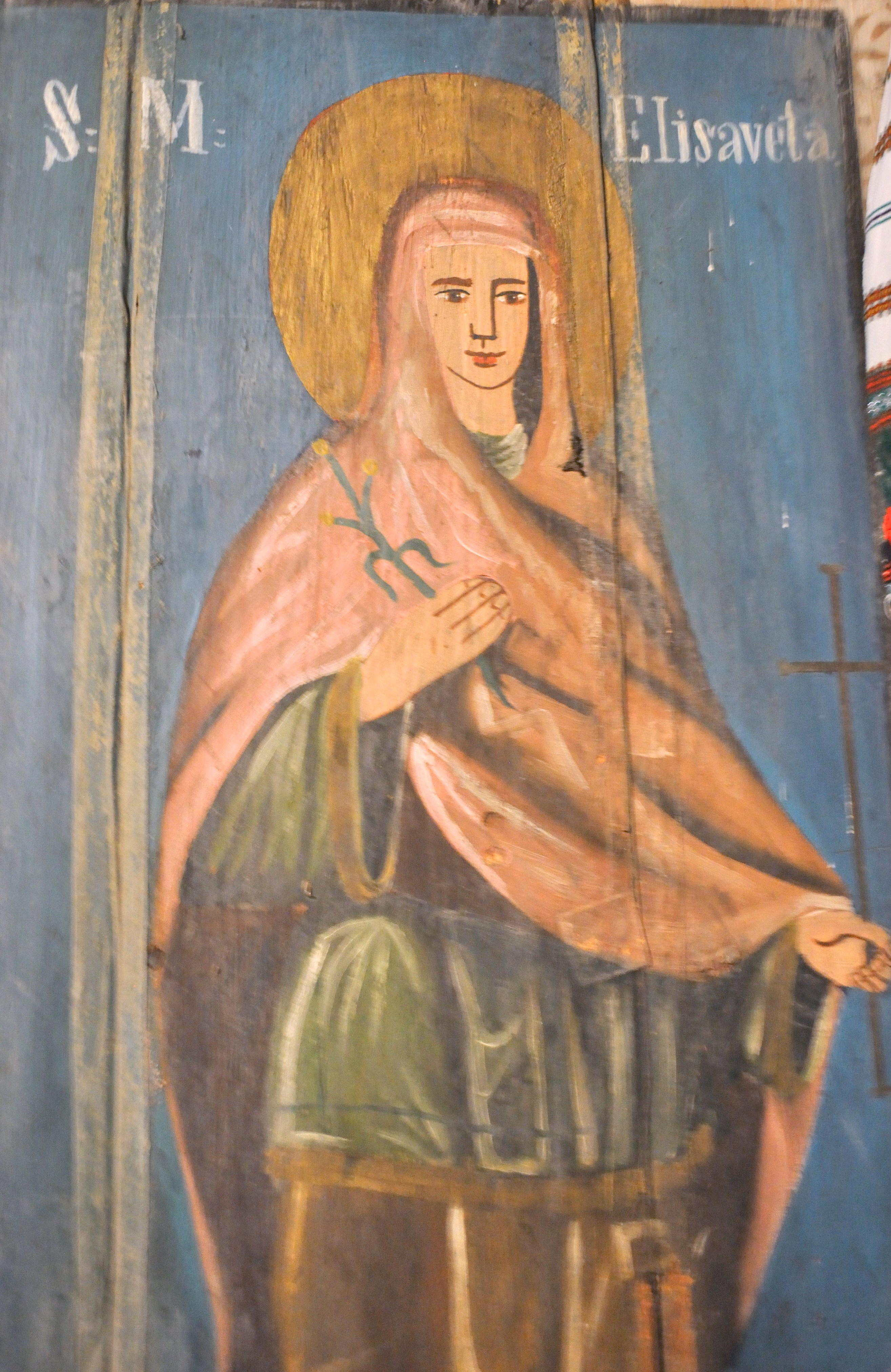
Sfânta Muceniță Elisaveta
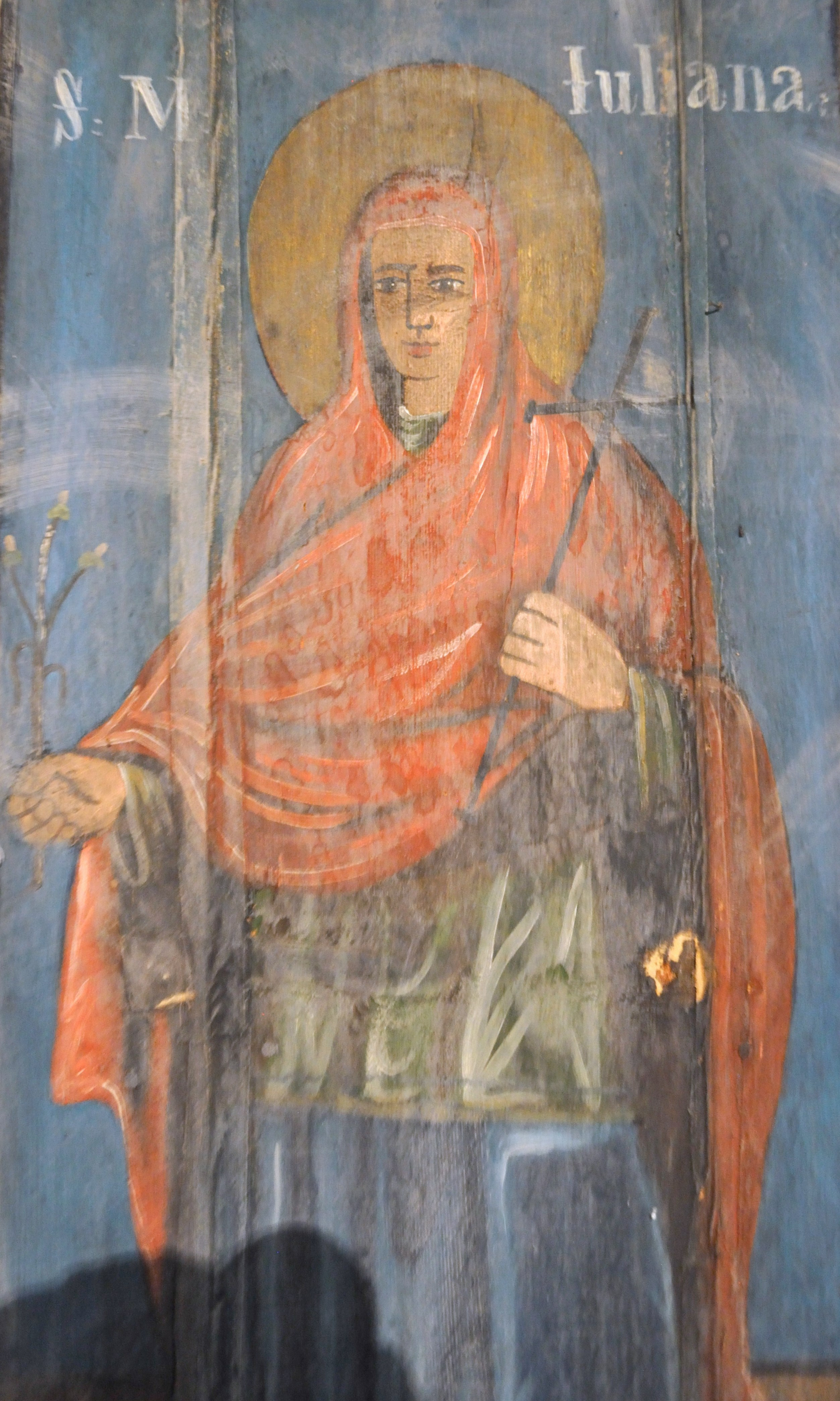
Sfânta Muceniță Iuliana
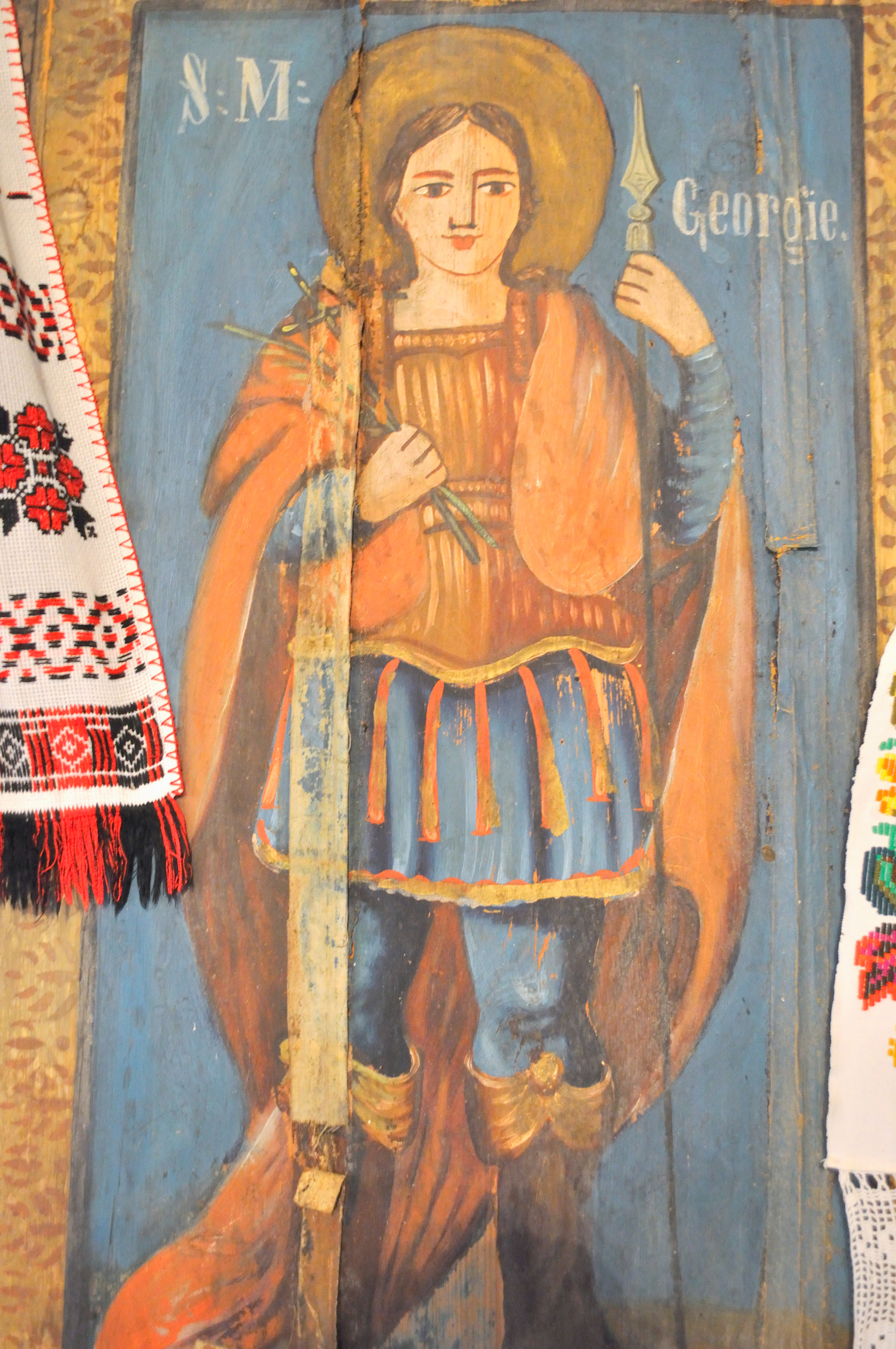
Sfântul Mare Mucenic Gheorghe
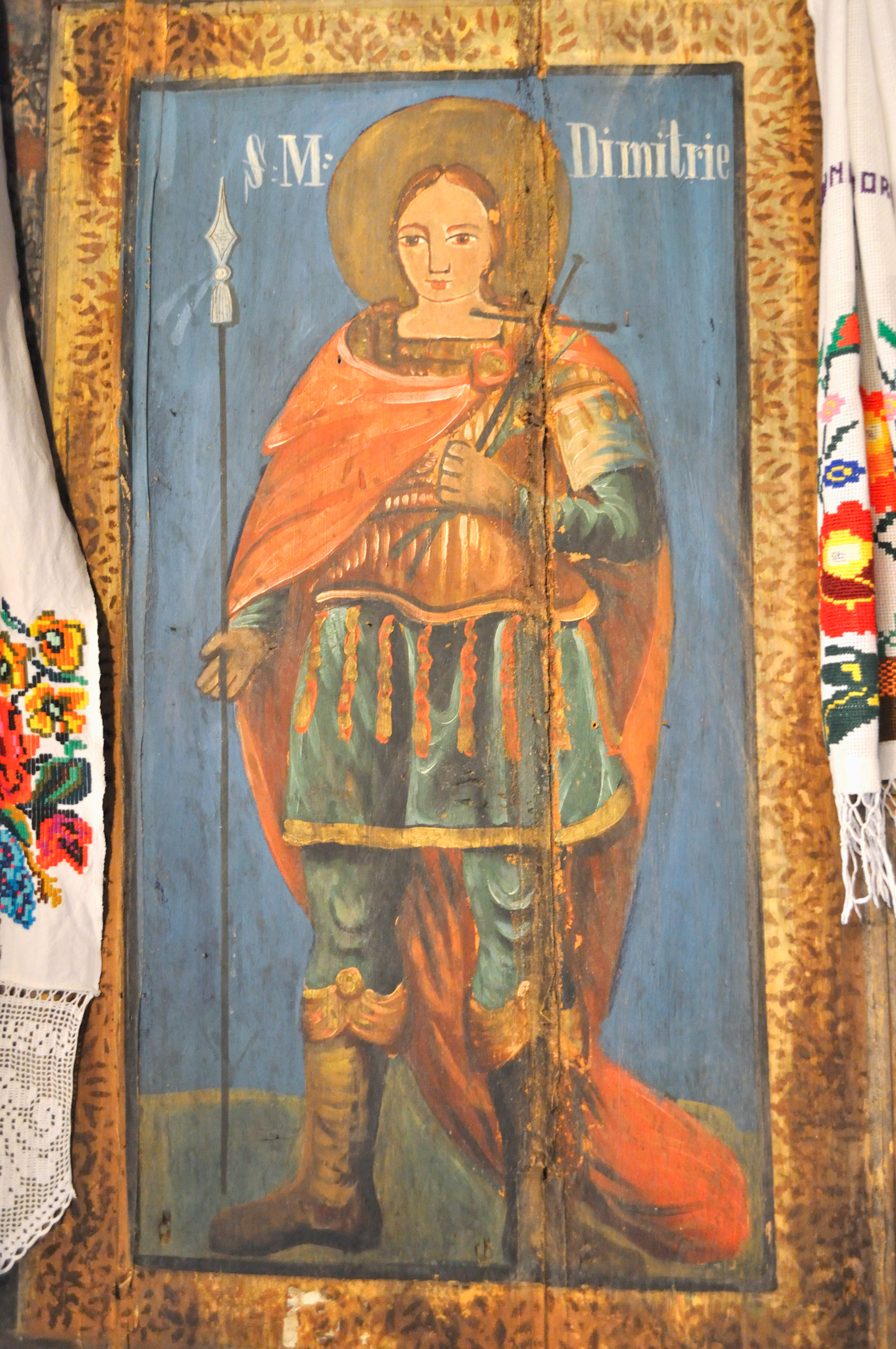
Sfântul Mare Mucenic Dimitrie
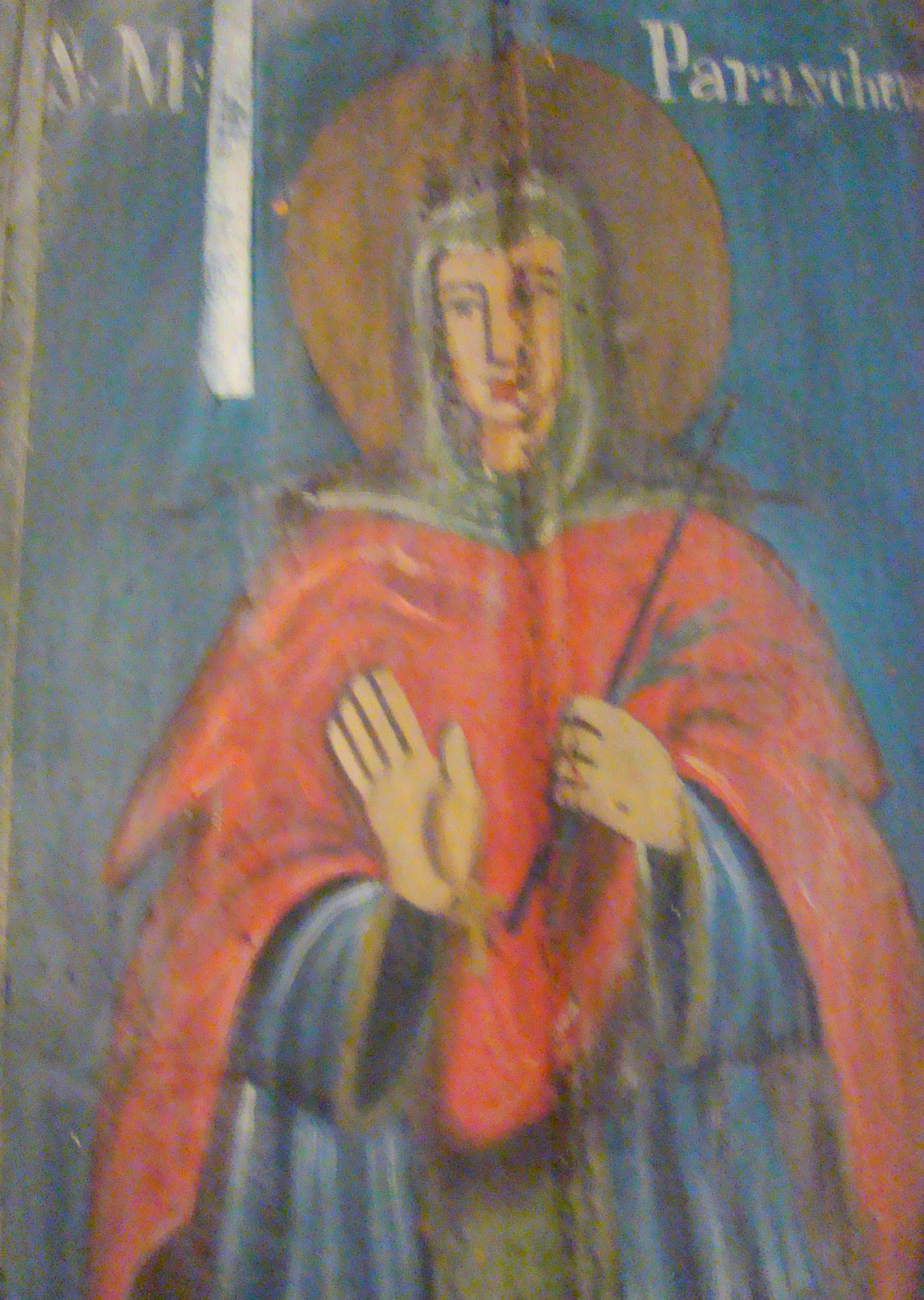
Sfânta Muceniță Parascheva
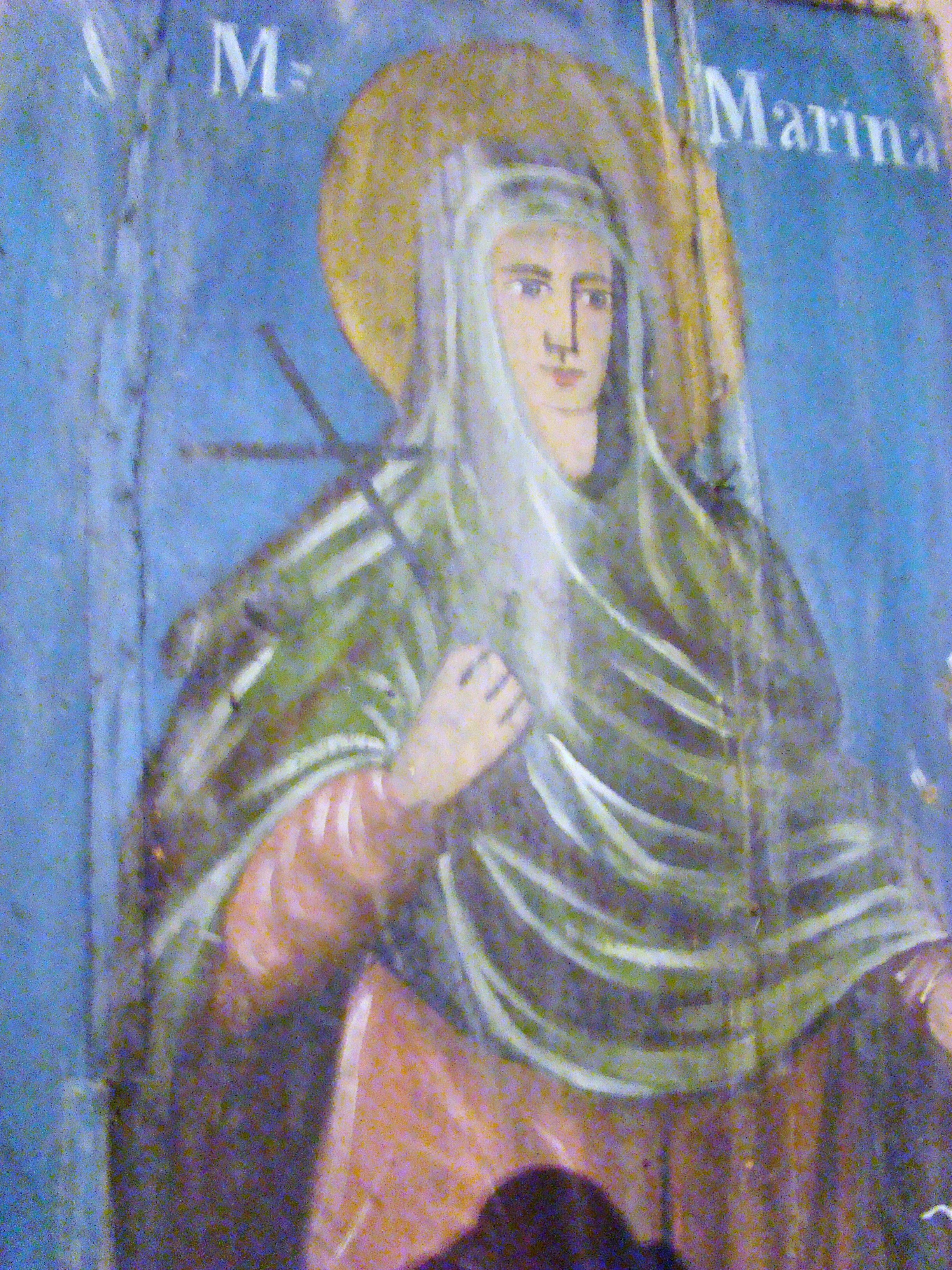
Sfânta Muceniță Marina
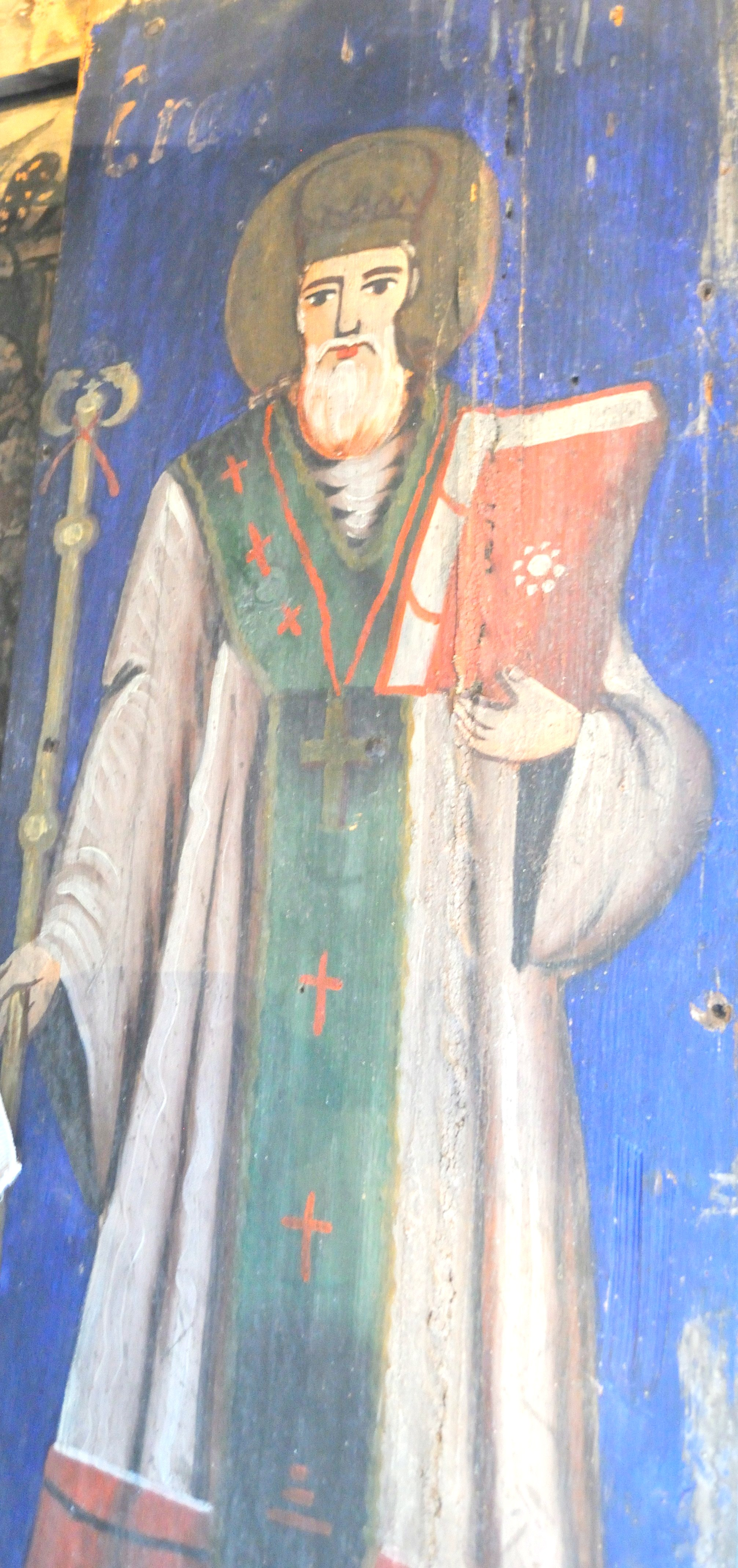
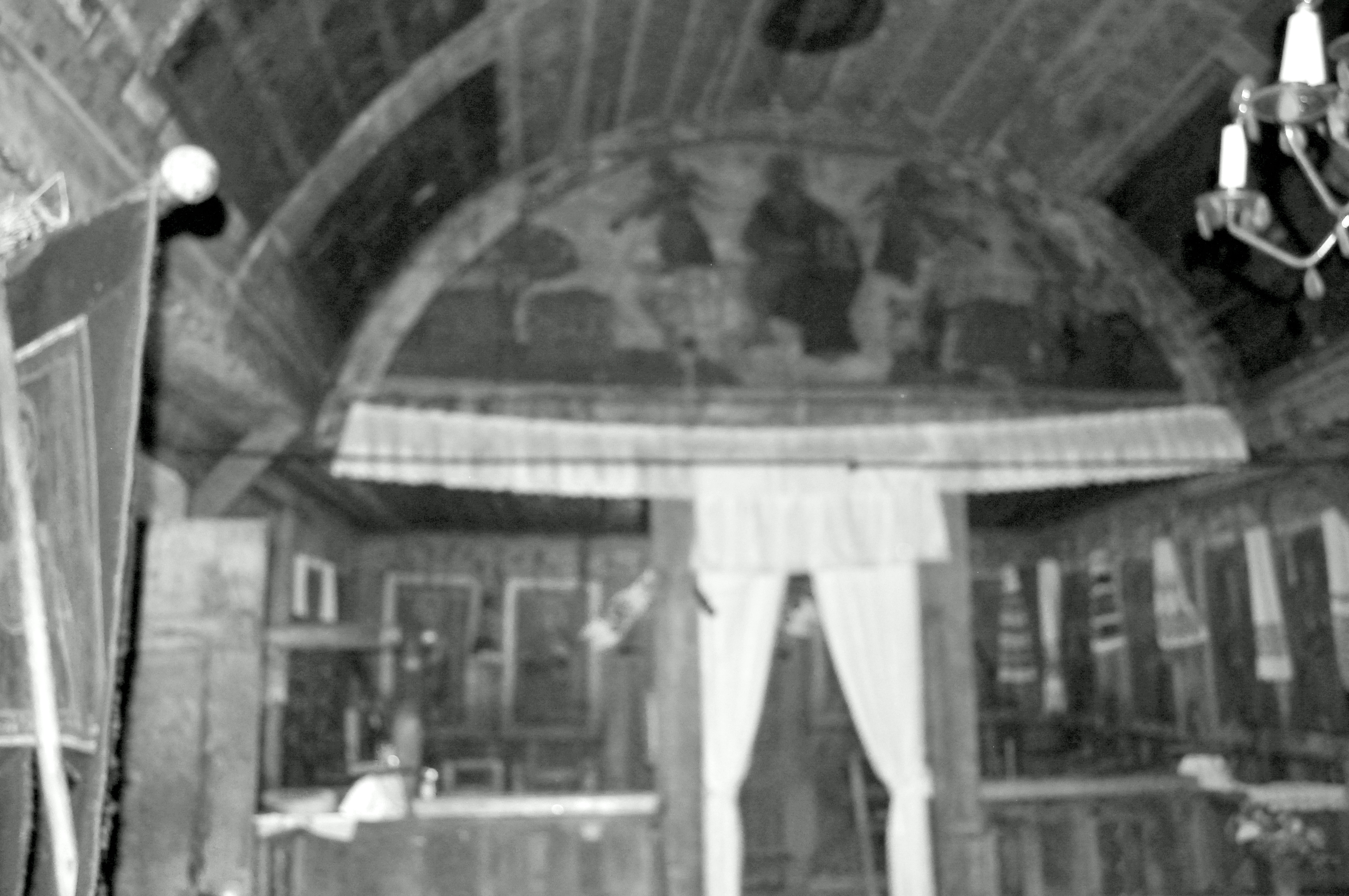
Interiorul navei spre pronaos
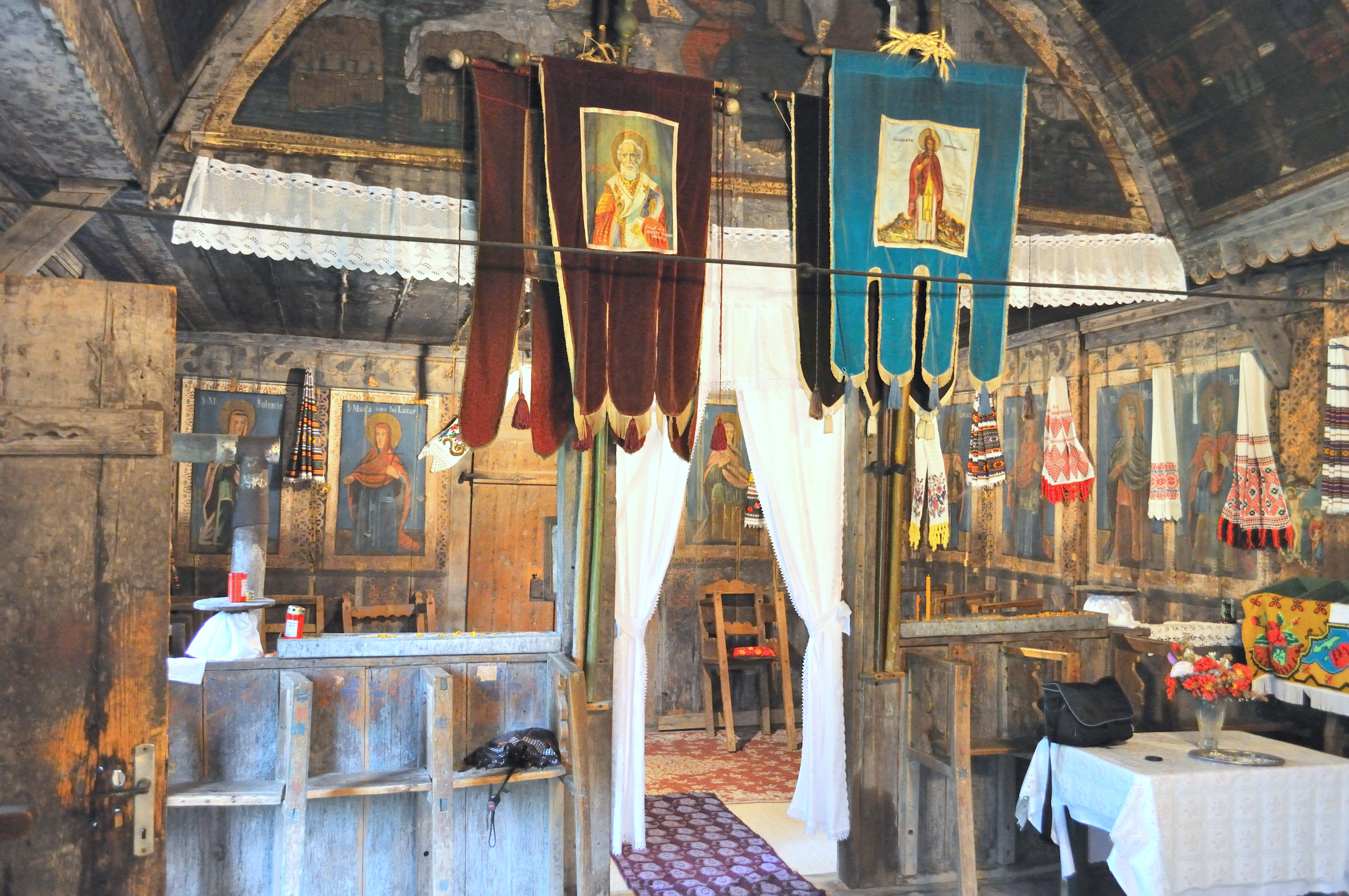
Pronaosul
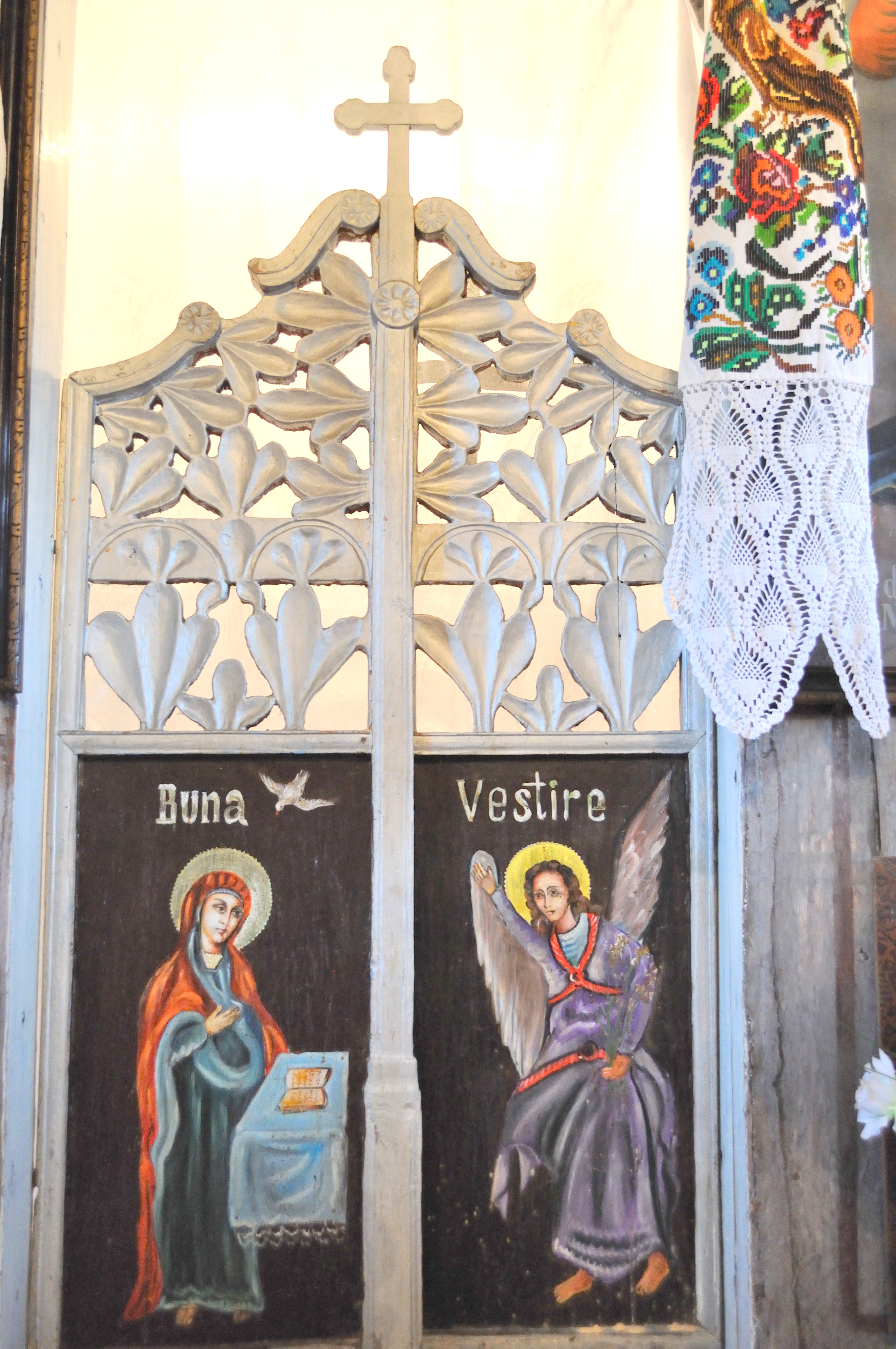
Ușile împărătești

## Imagini din exterior

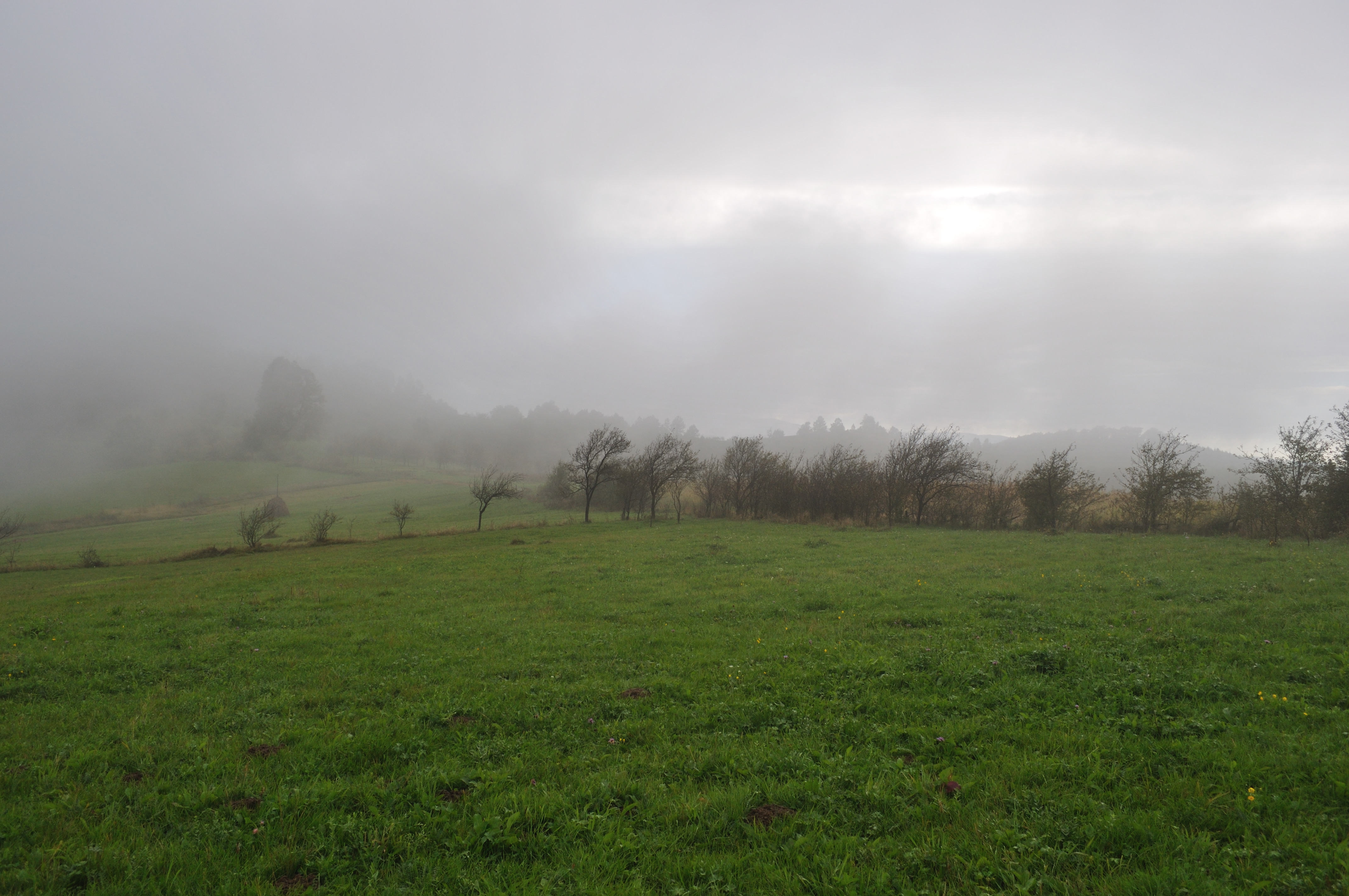
Drumul spre biserică
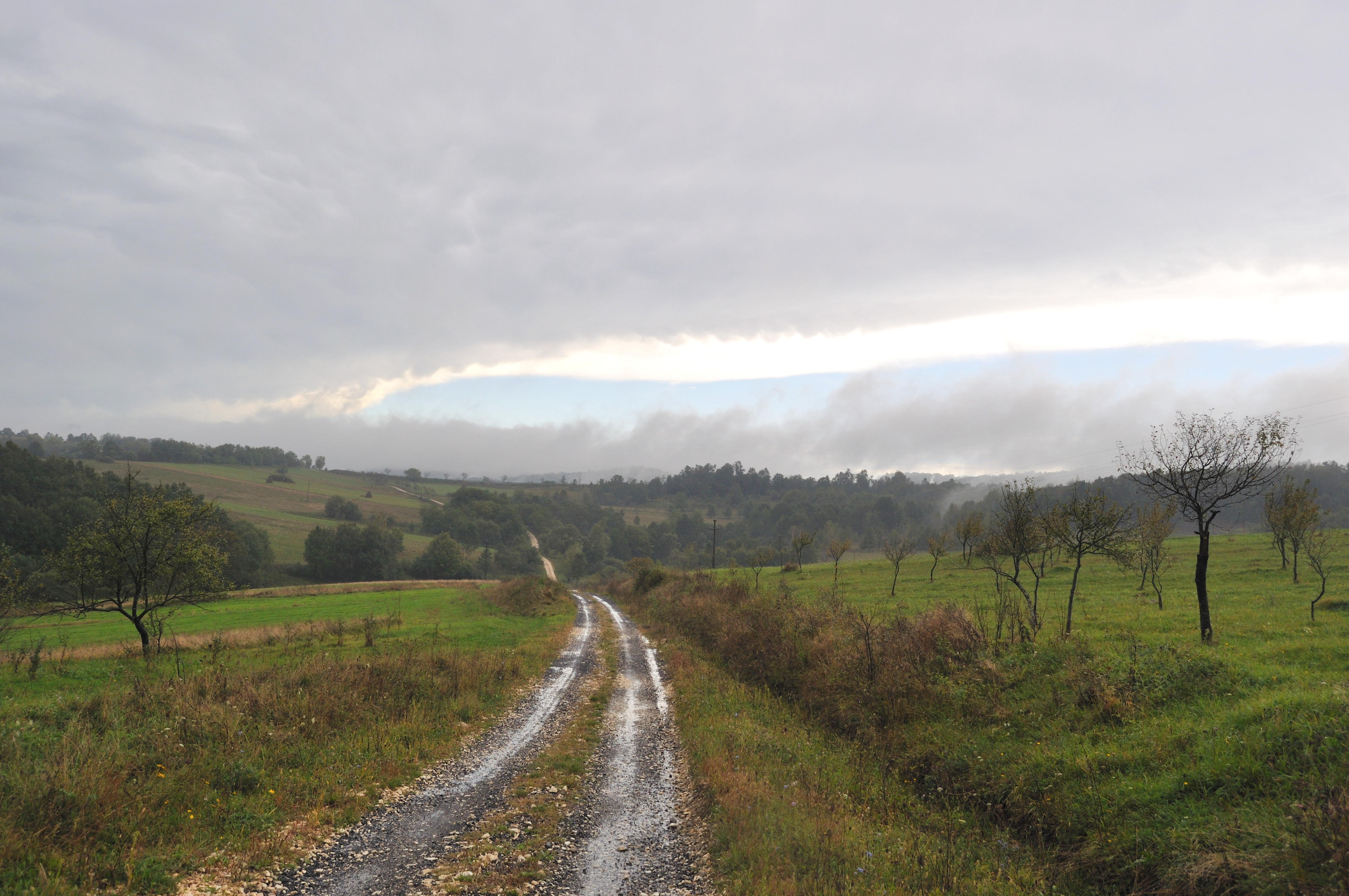
Drumul spre biserică
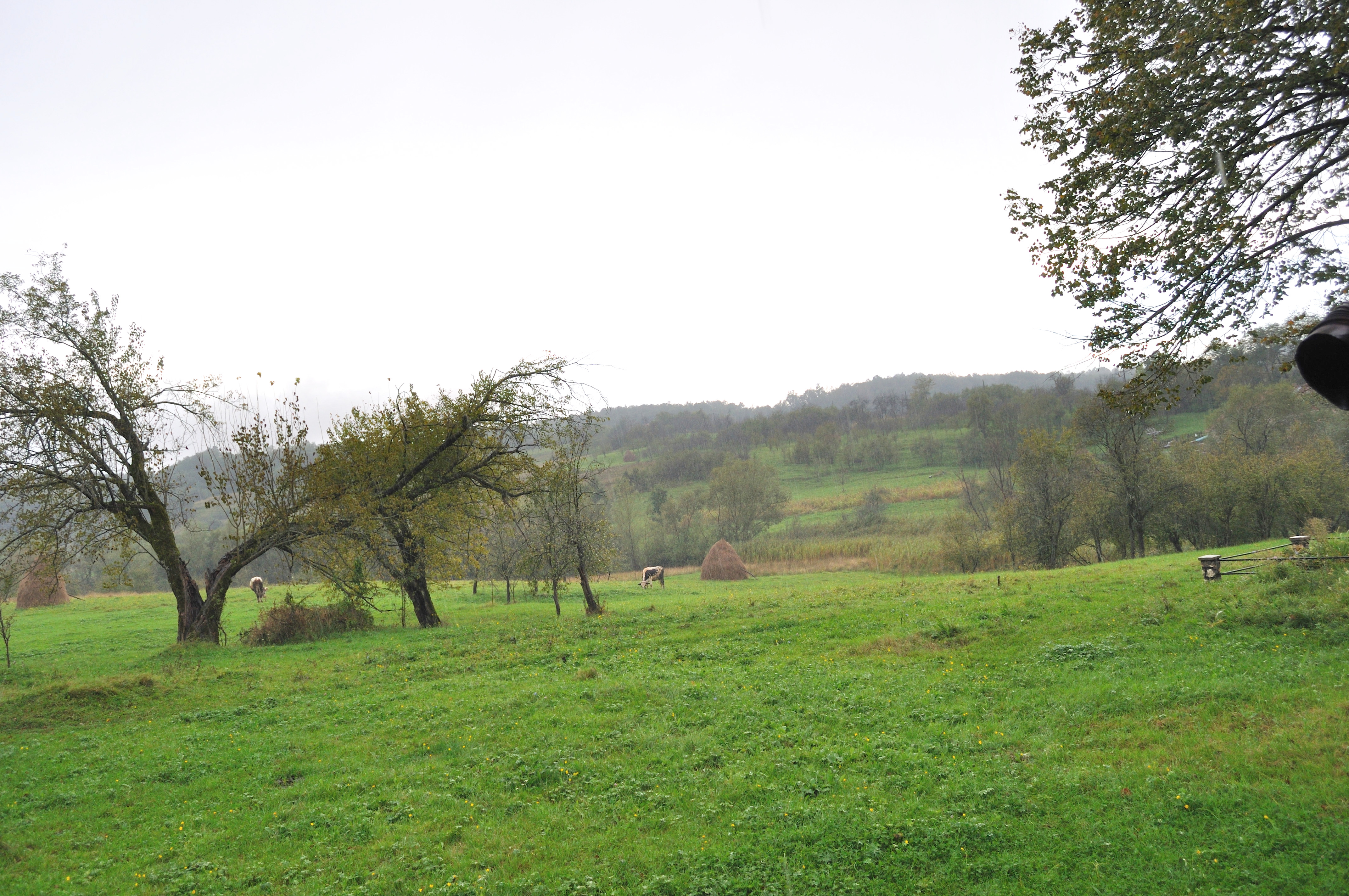
Împrejurimile bisericii
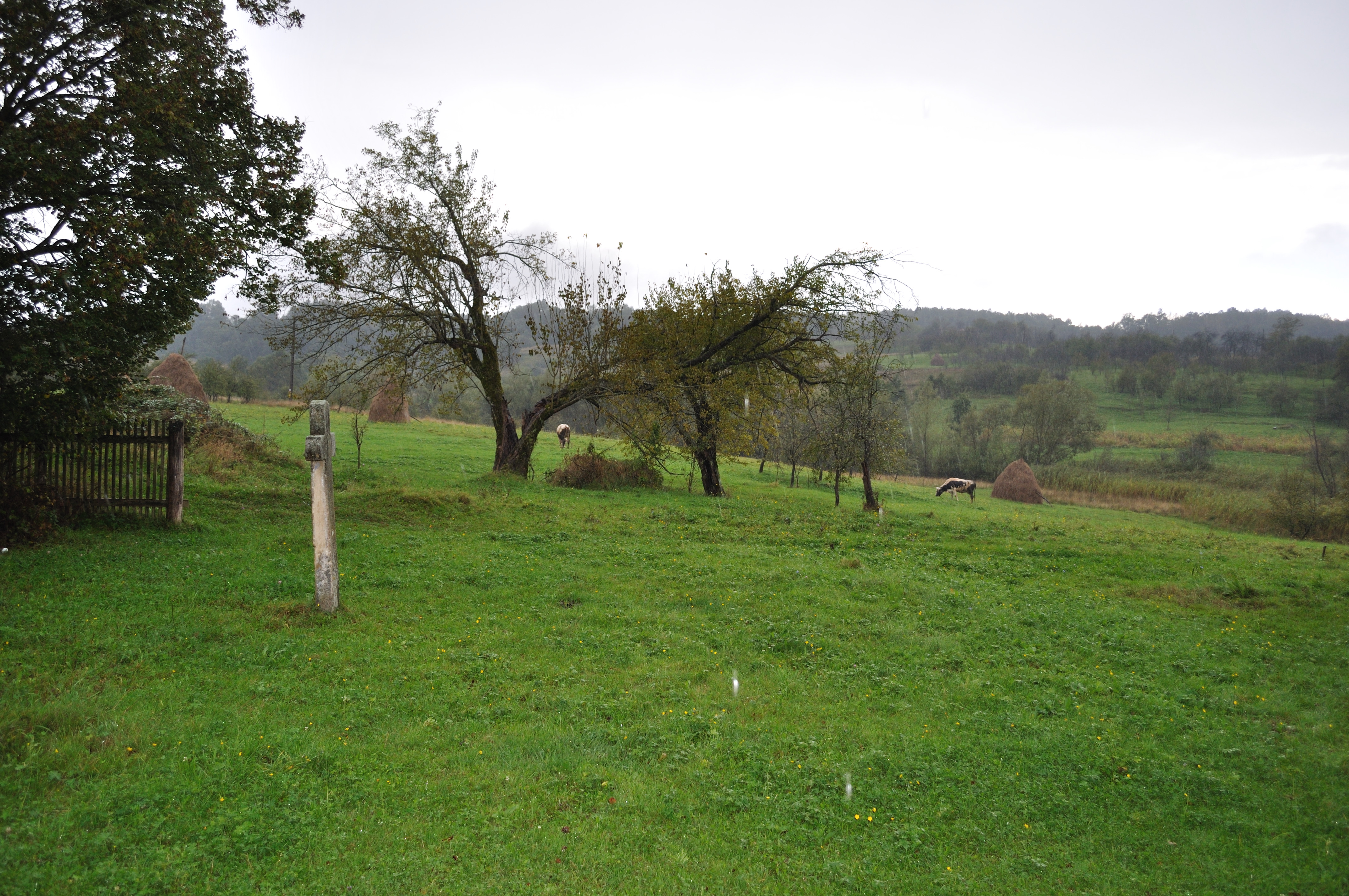
Împrejurimile bisericii
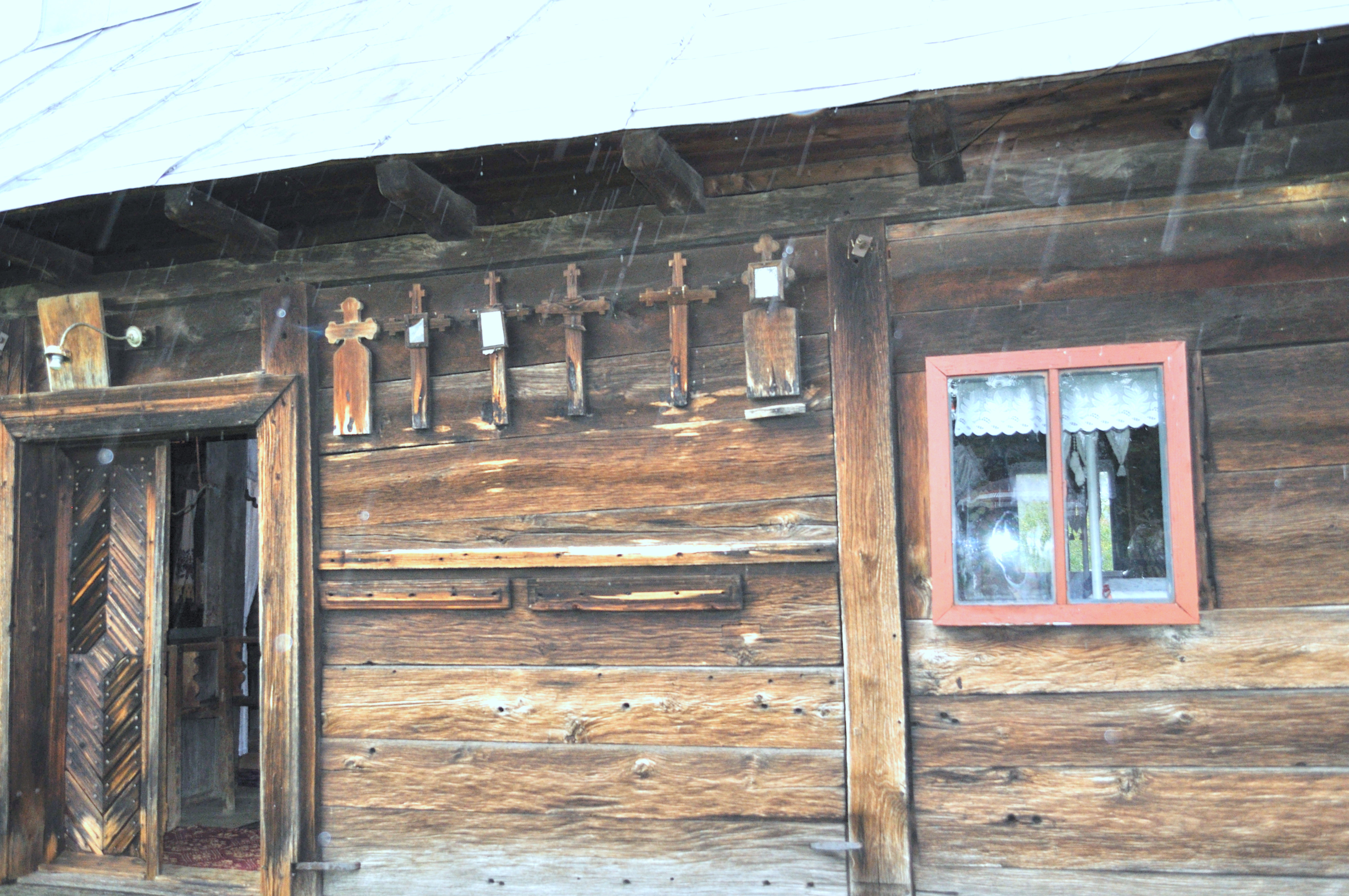
Cruci de eroi lângă intrare
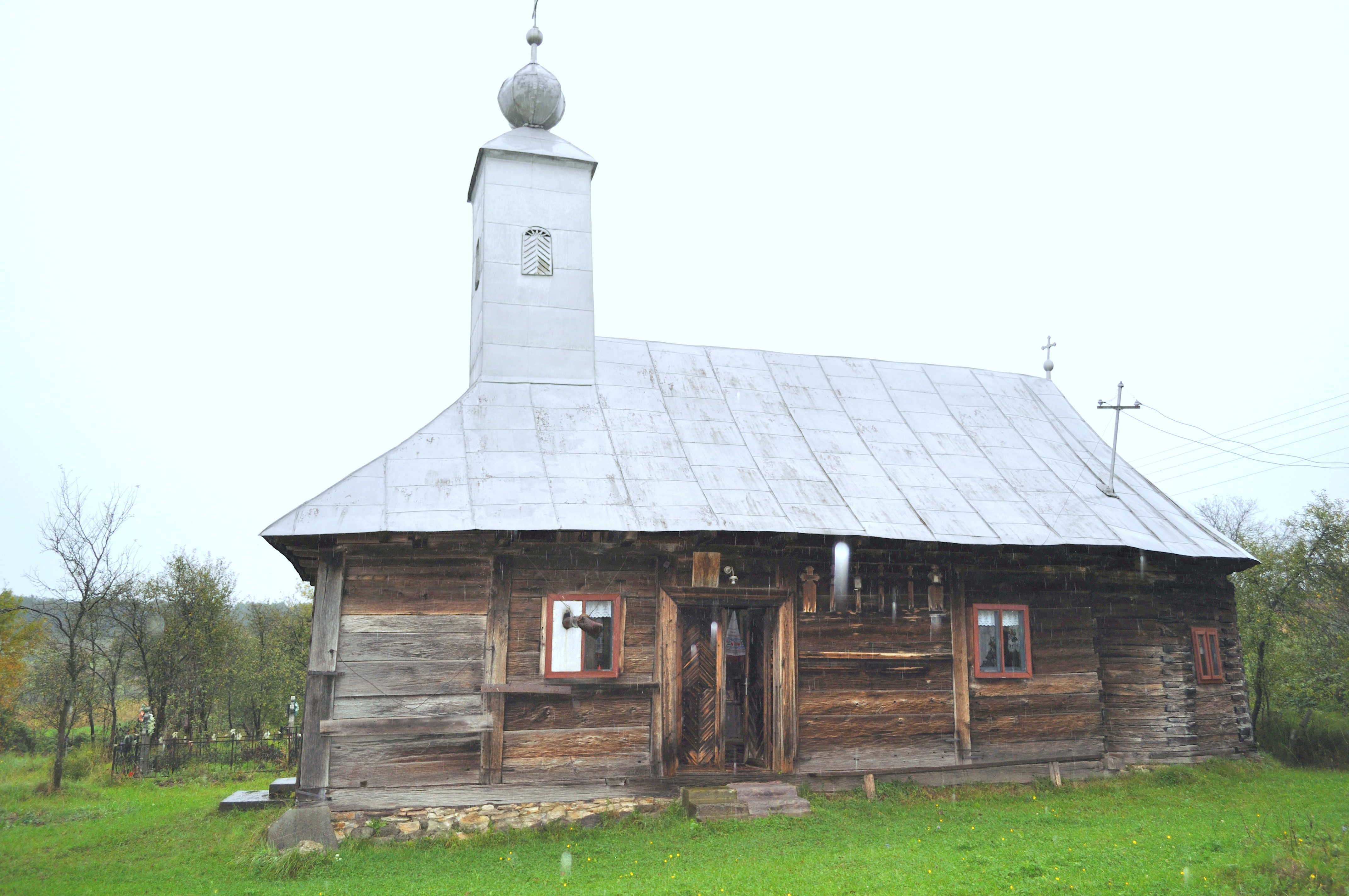
Biserica (sud)
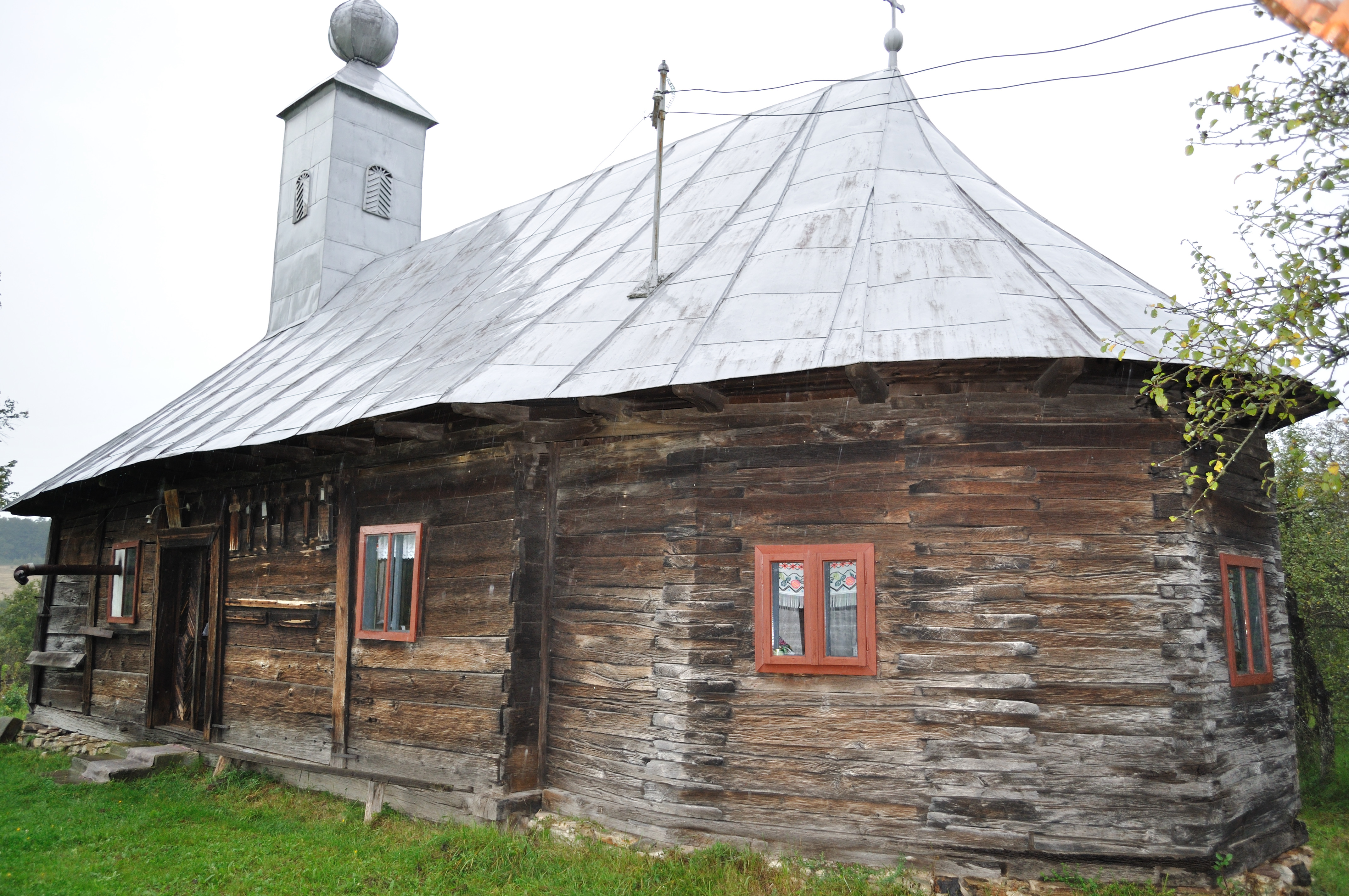
Biserica (sud-est)
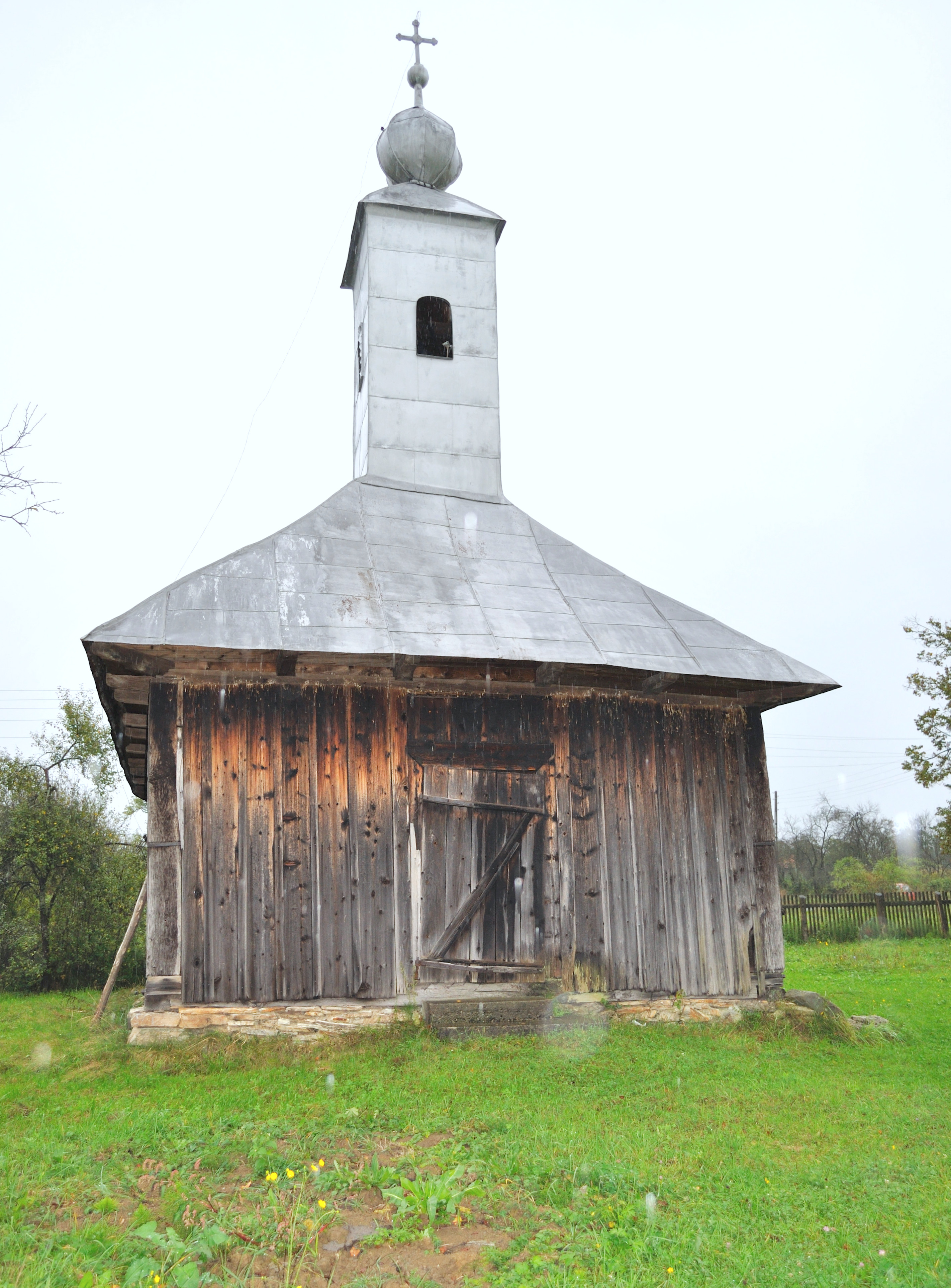
Biserica (vest)
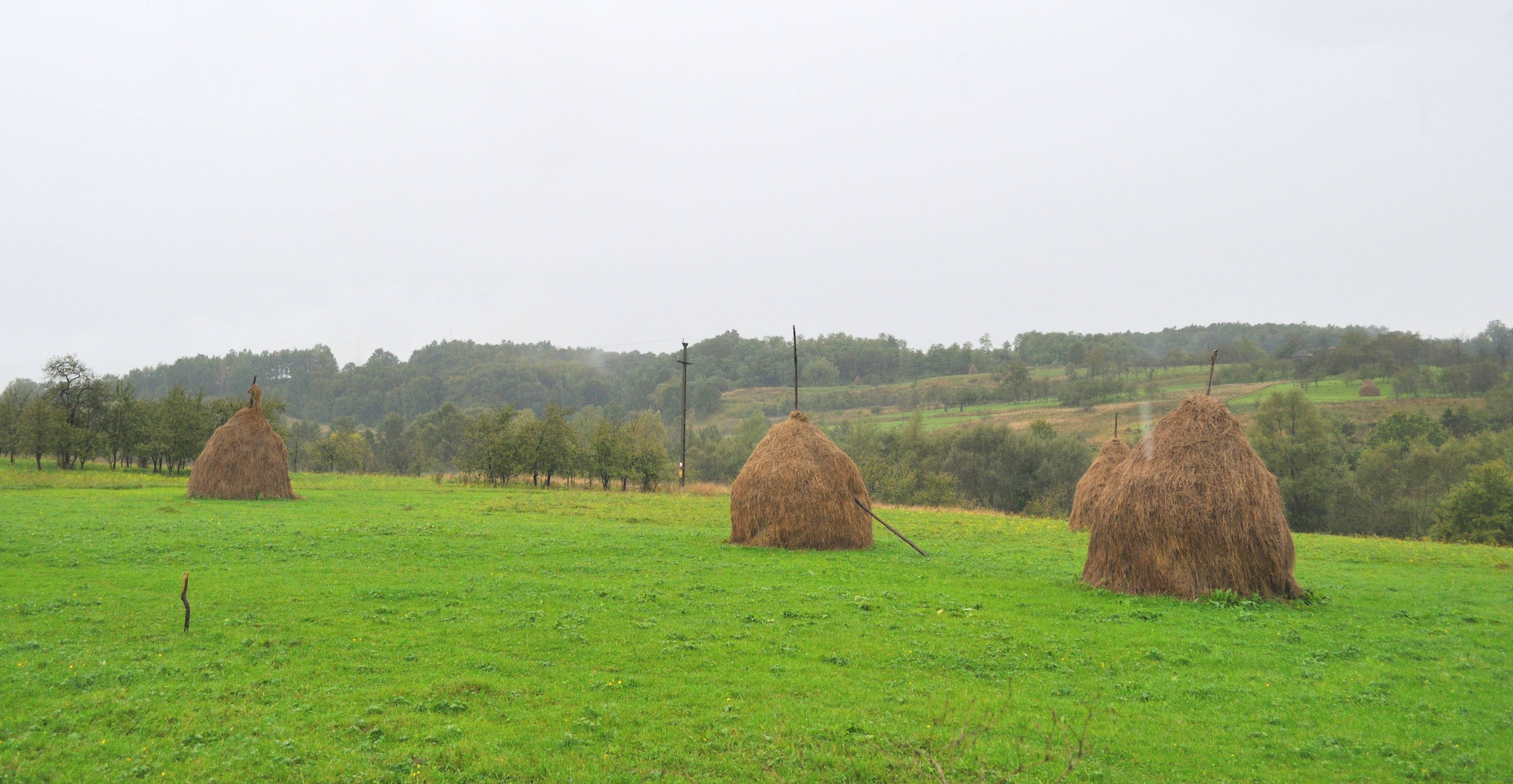
Împrejurimile bisericii
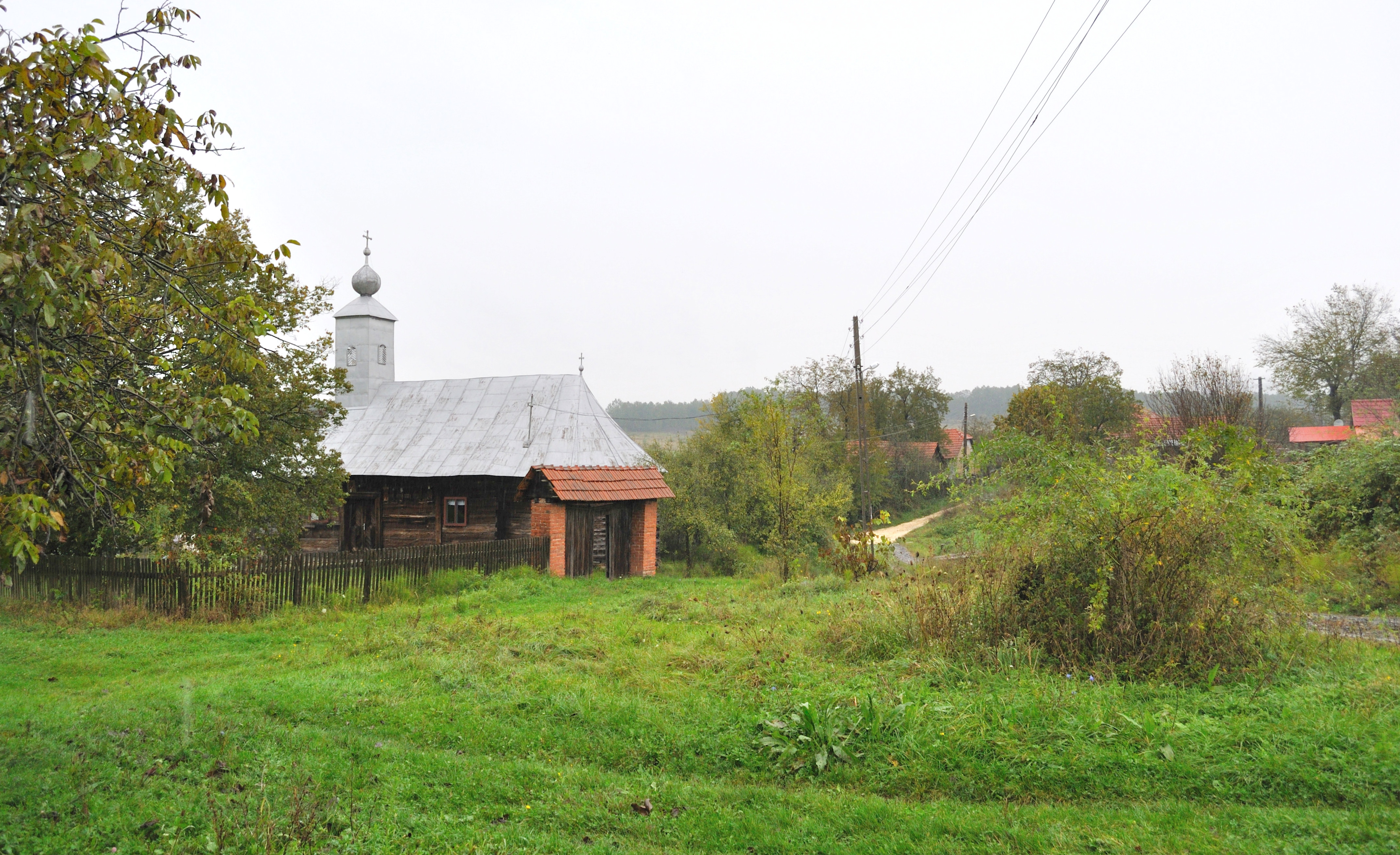
Biserica văzută din drum
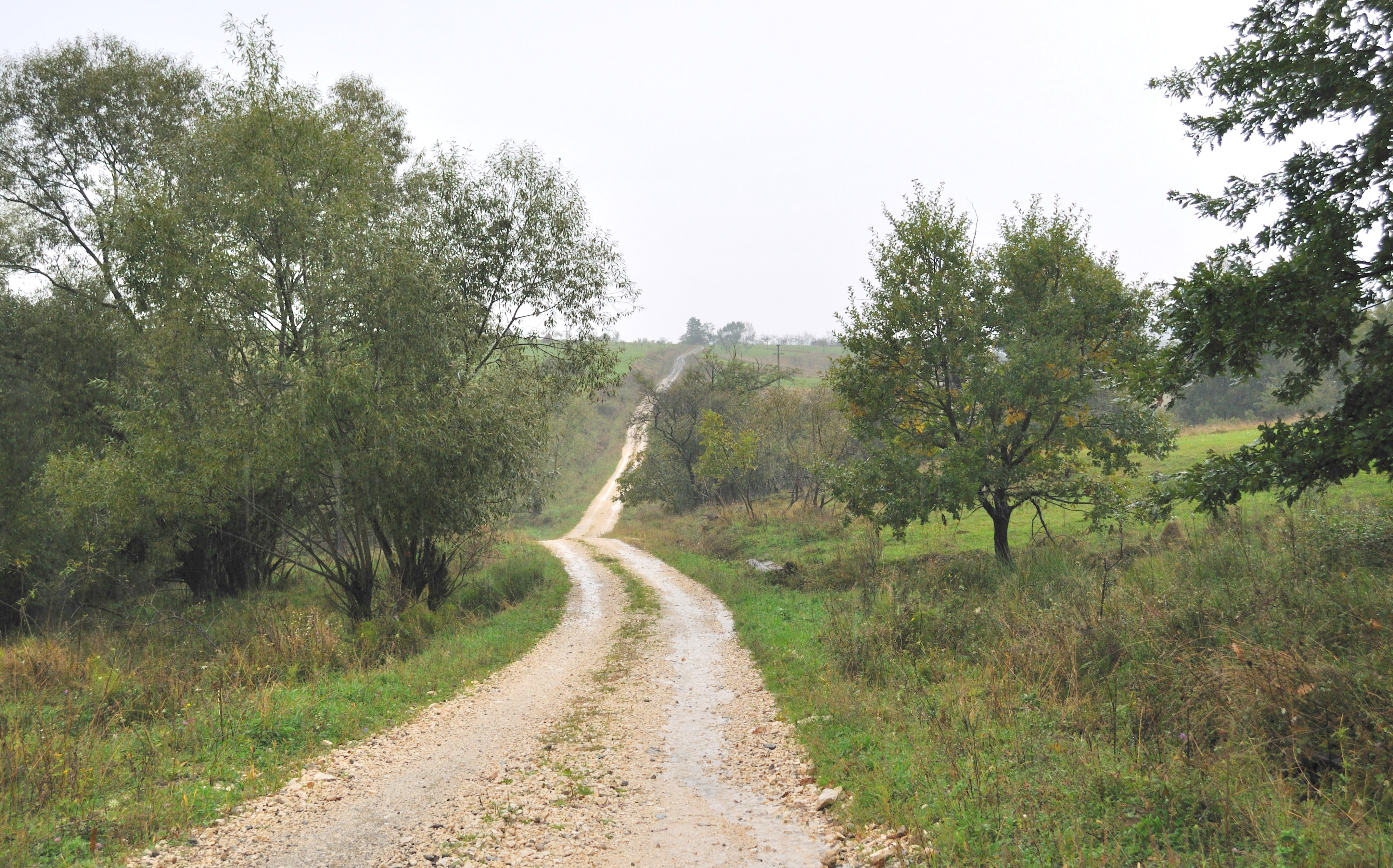
Drumul spre biserică